# Station Amsterdam Centraal

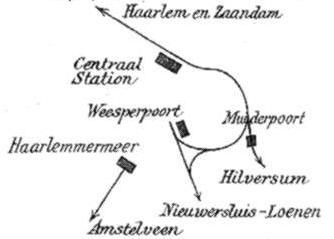
Ligging van de stations in Amsterdam in 1936.

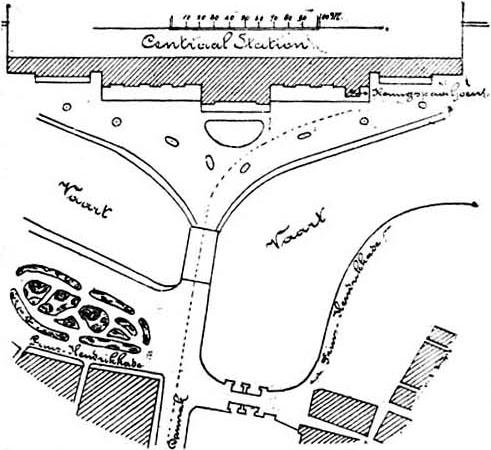
Stationsplein in 1895.

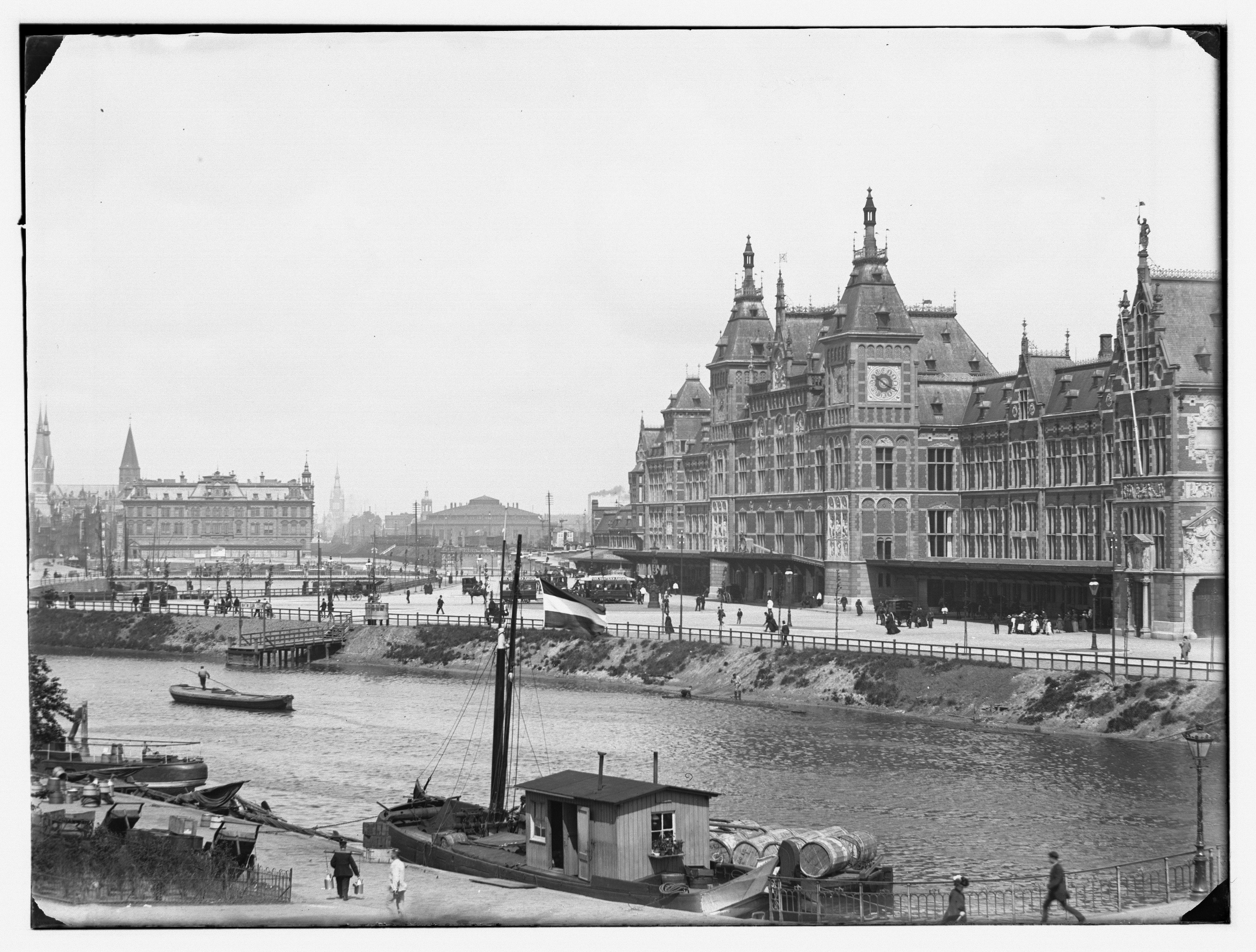
Centraal Station met op de voorgrond het Open Havenfront; 1897.

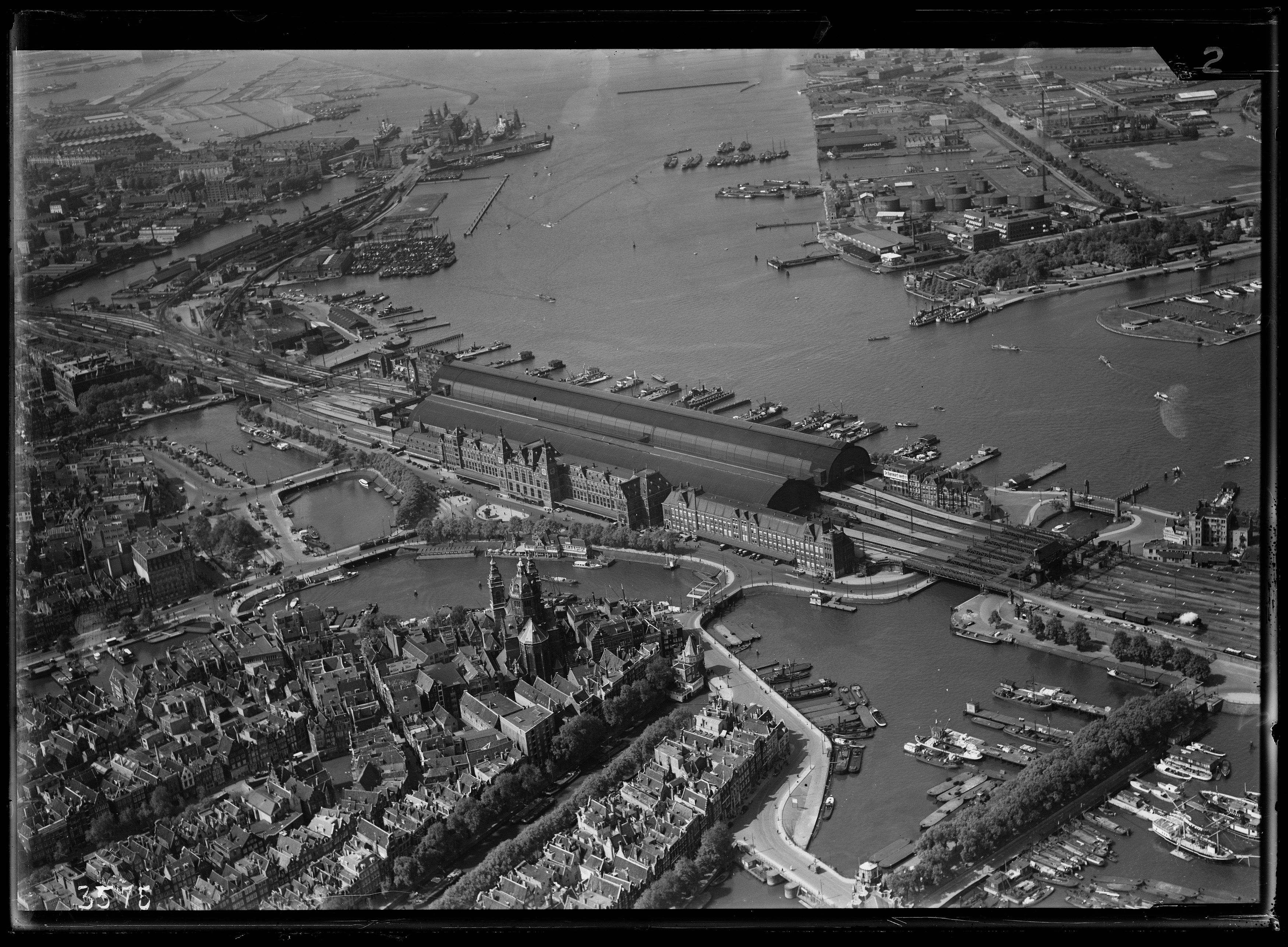
Luchtfoto van het Centraal Station in de jaren twintig. Luchtvaartafdeeling, 1920-1940.

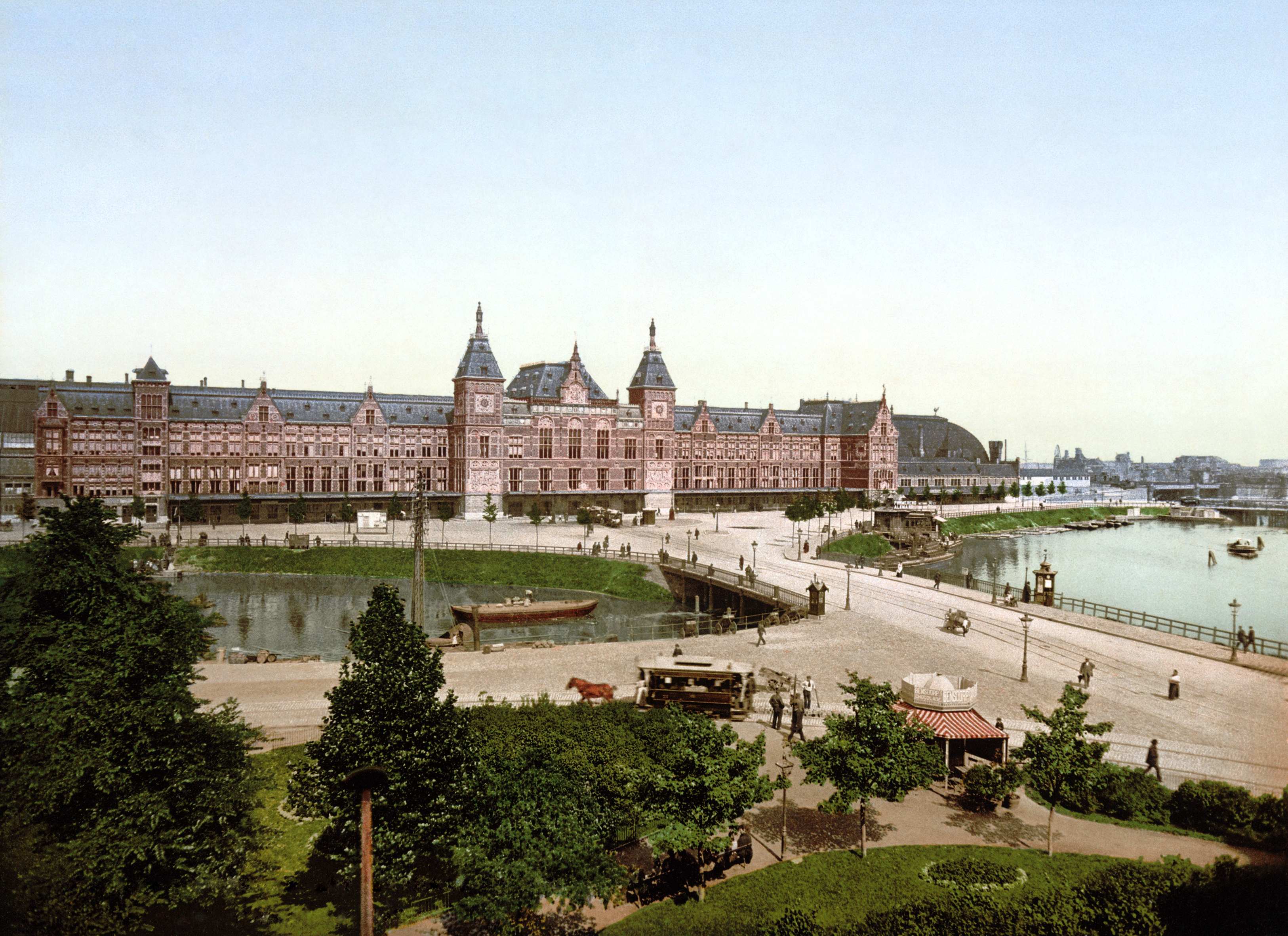
Centraal Station tussen 1890 en 1905.

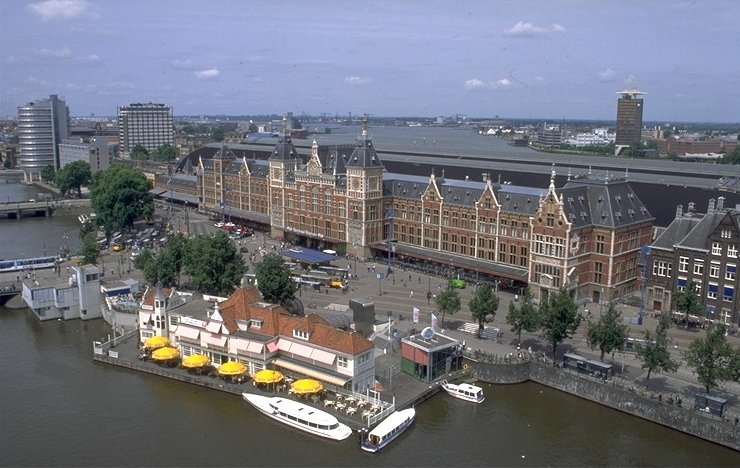
Centraal Station en Noord-Zuid-Hollands Koffiehuis.

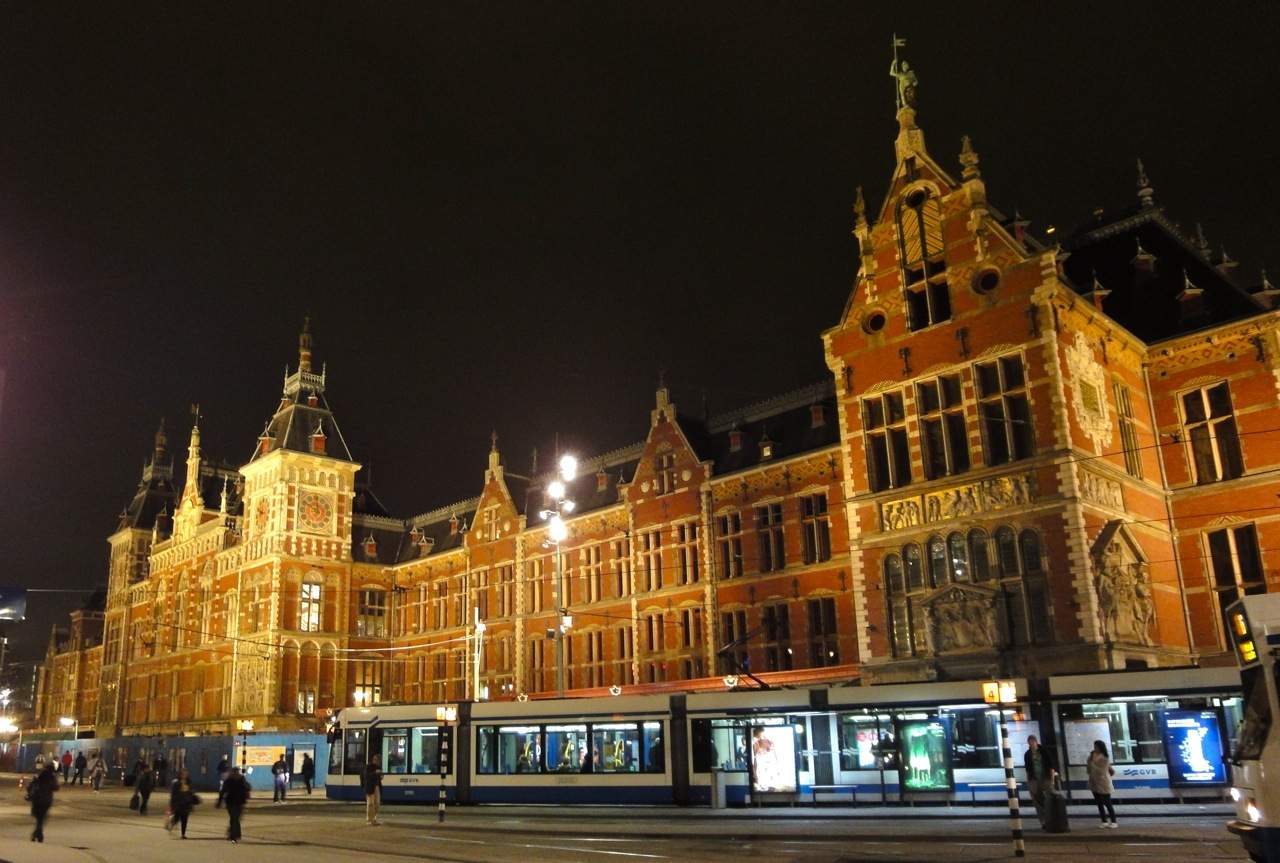
Het Centraal Station bij avond.

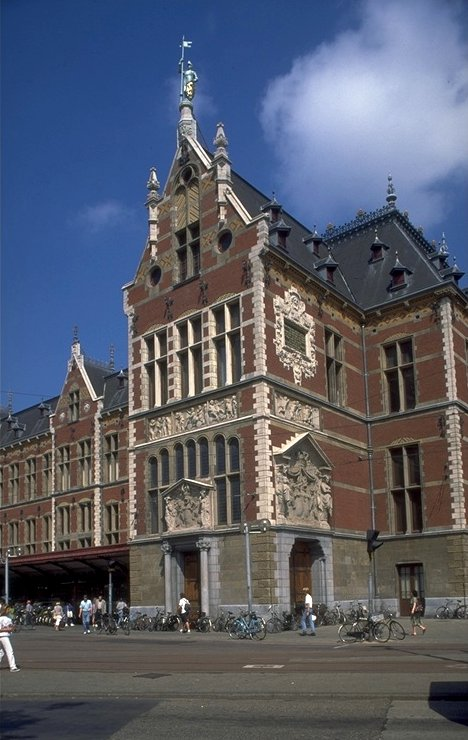
Het Koningspaviljoen.

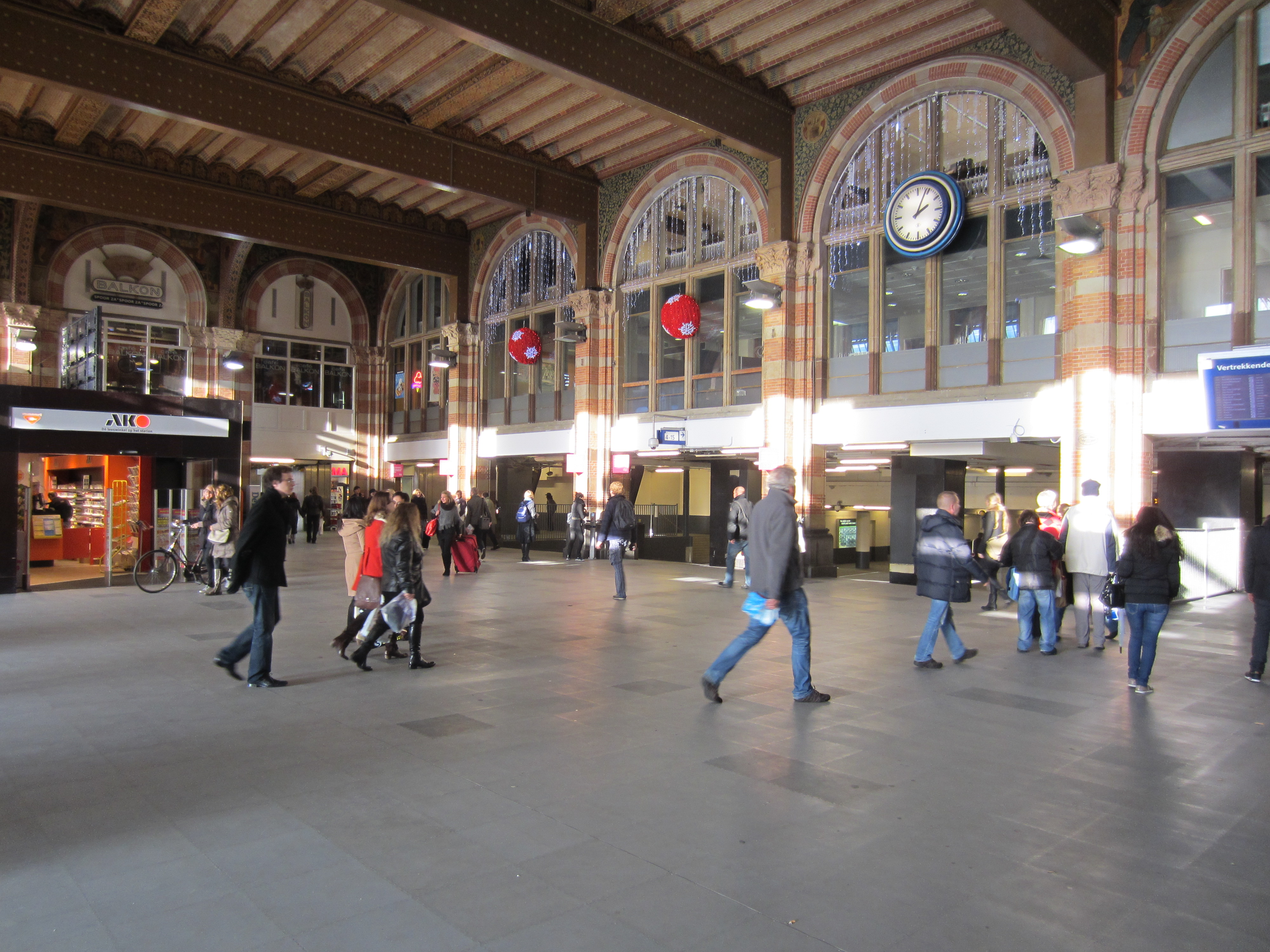
De grote stationshal, tegenwoordig de zogenaamde 'Cuypershal', tussen hoofdentree en middentunnel, de tijdelijke tegels zijn in 2023 vervangen door permanente betegeling; november 2011.

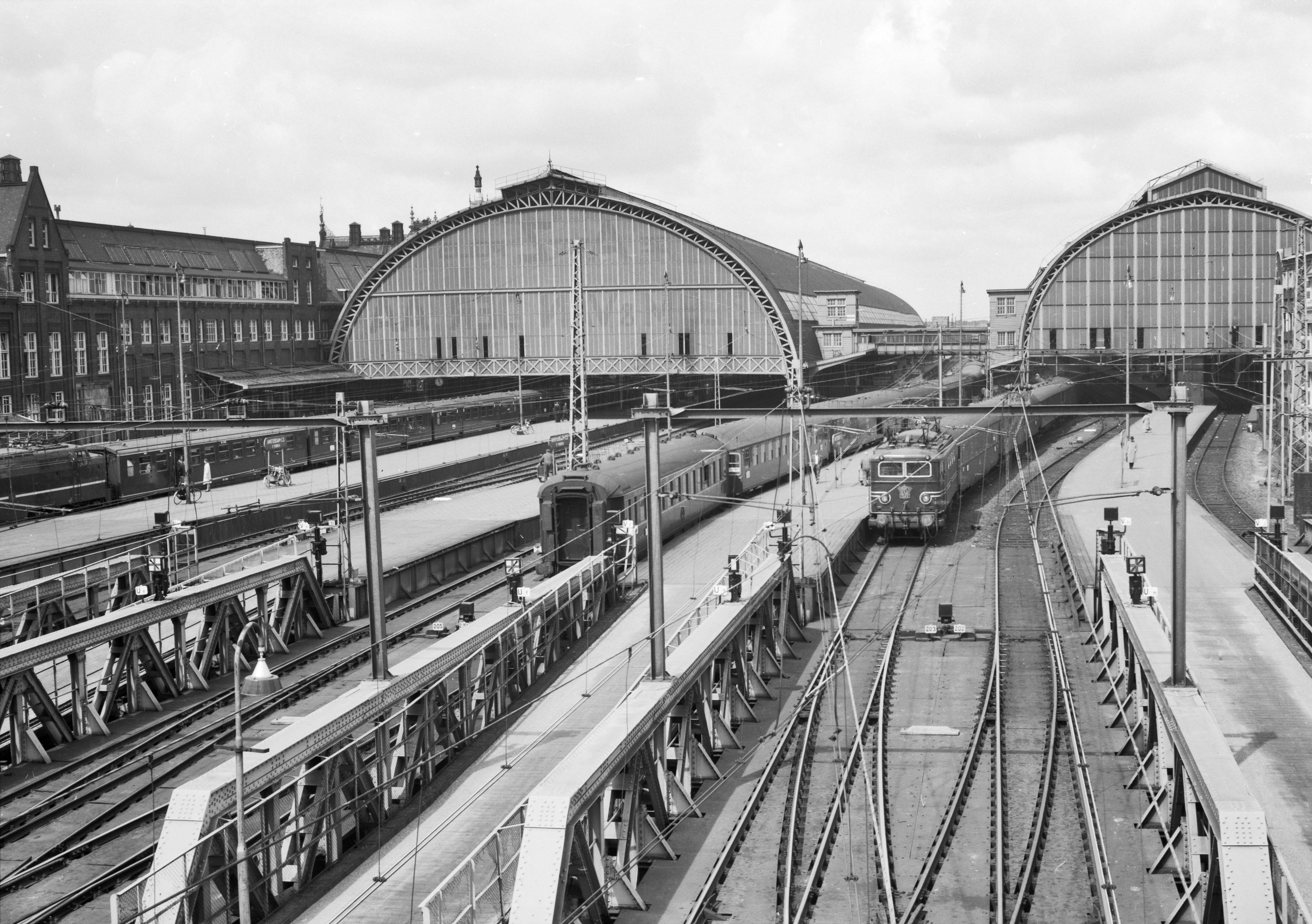
Gezicht op de sporen aan de oostzijde van het N.S.-station Amsterdam C.S. te Amsterdam, rechts de elektrische locomotief nr. 1142 (serie 1100) van de N.S. met rijtuigen en op de achtergrond de (toen nog) twee stationskappen; juli 1961.

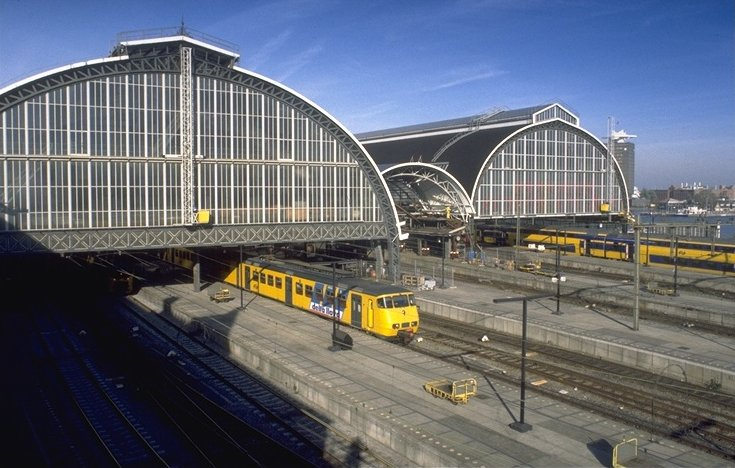
De drie stationskappen, vanaf de oostzijde gezien.

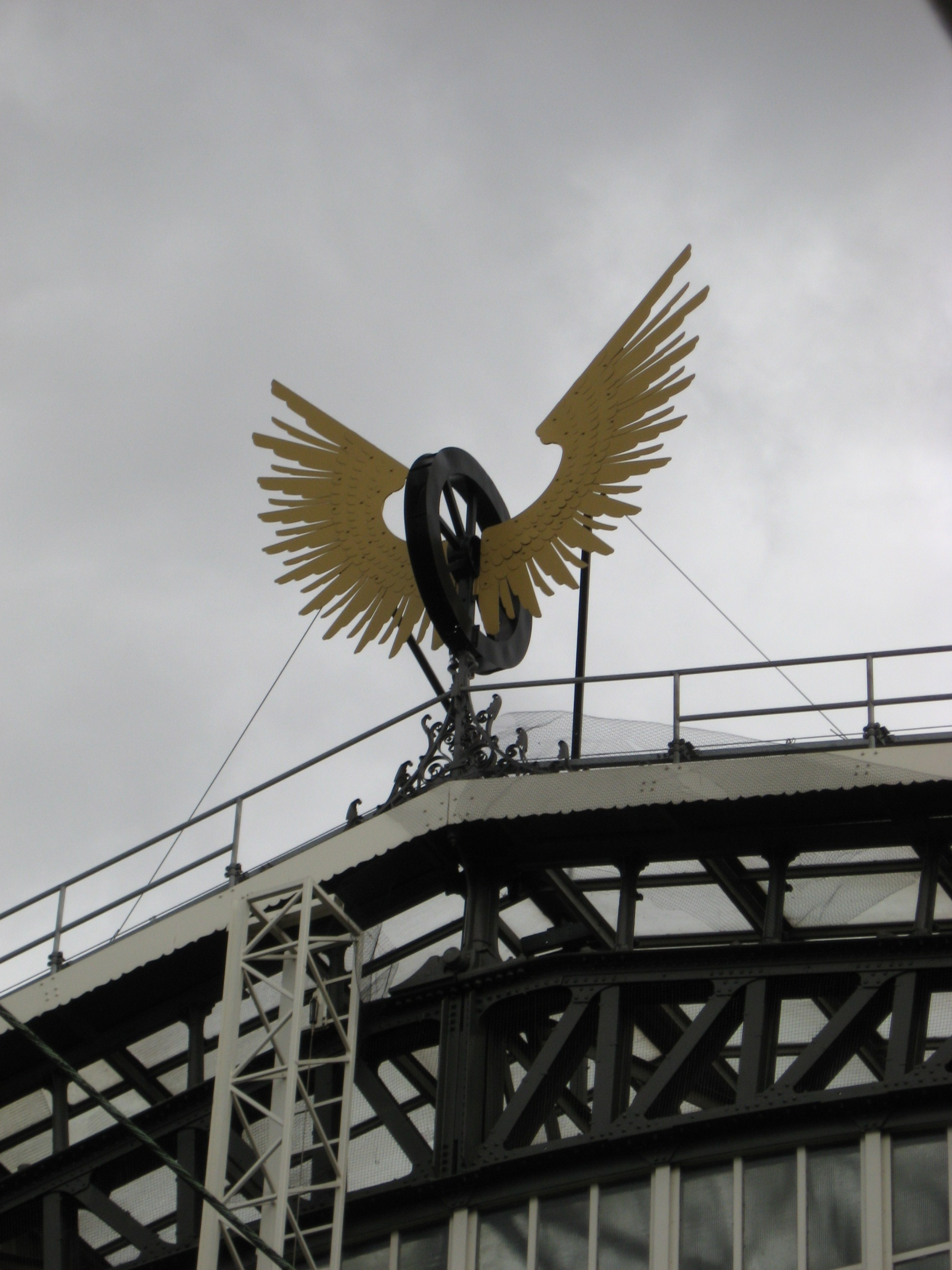
Op de bovenkant van de eerste stationskap is het 'gevleugelde wiel' teruggeplaatst, het klassieke symbool van de spoorwegen.

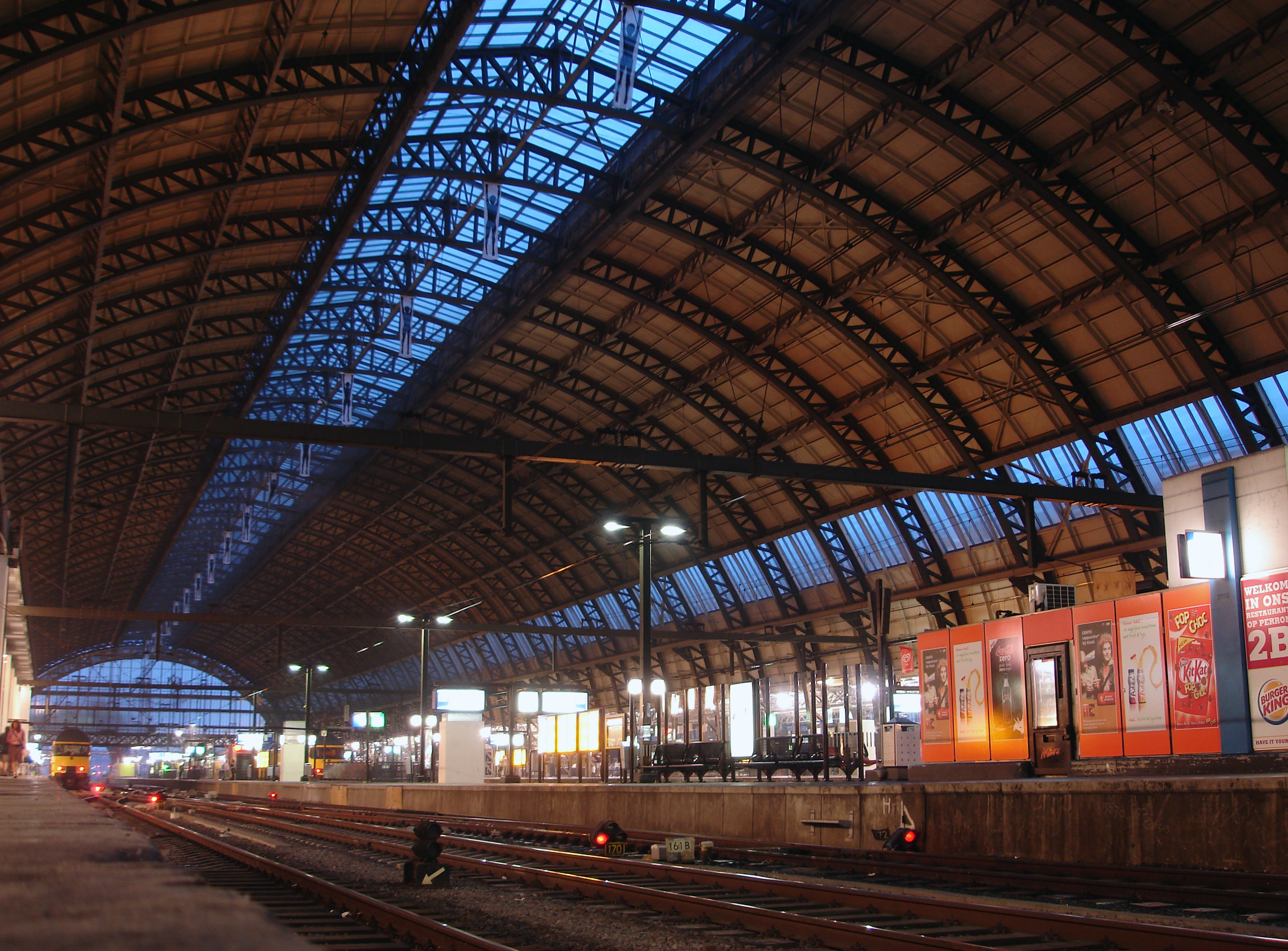
De stationskap van ir. L.J. Eijmer, gezien vanaf perron 2b.

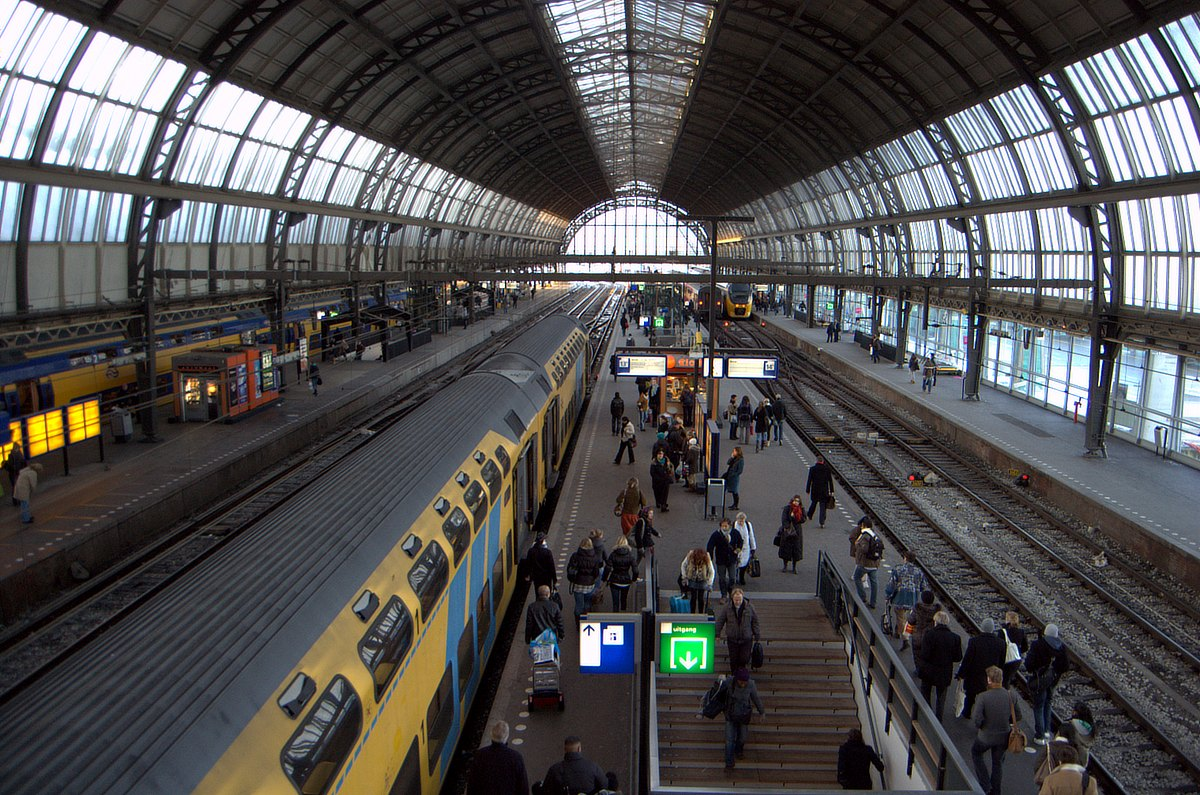
De tweede stationskap.

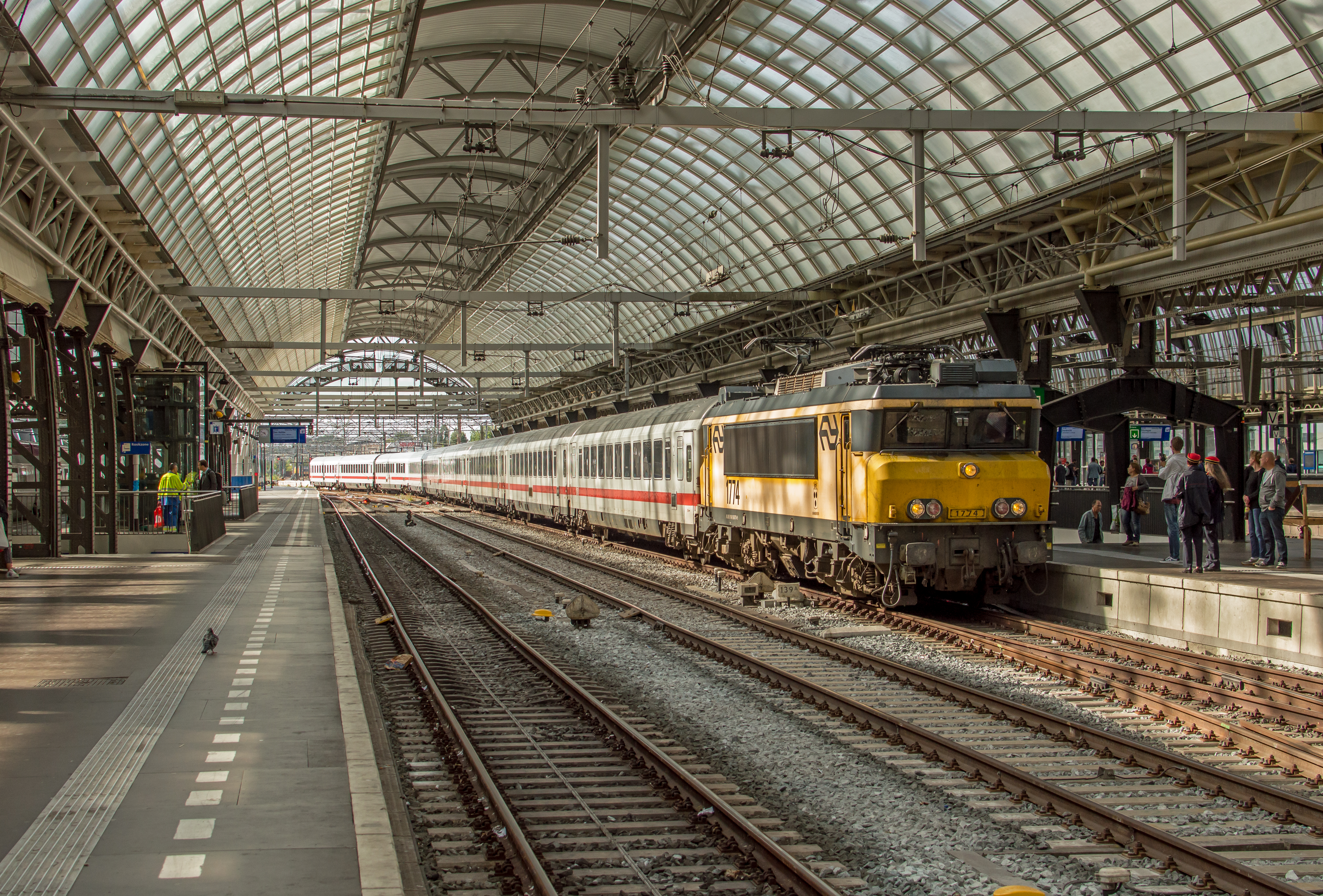
De derde stationskap, de middenkap.

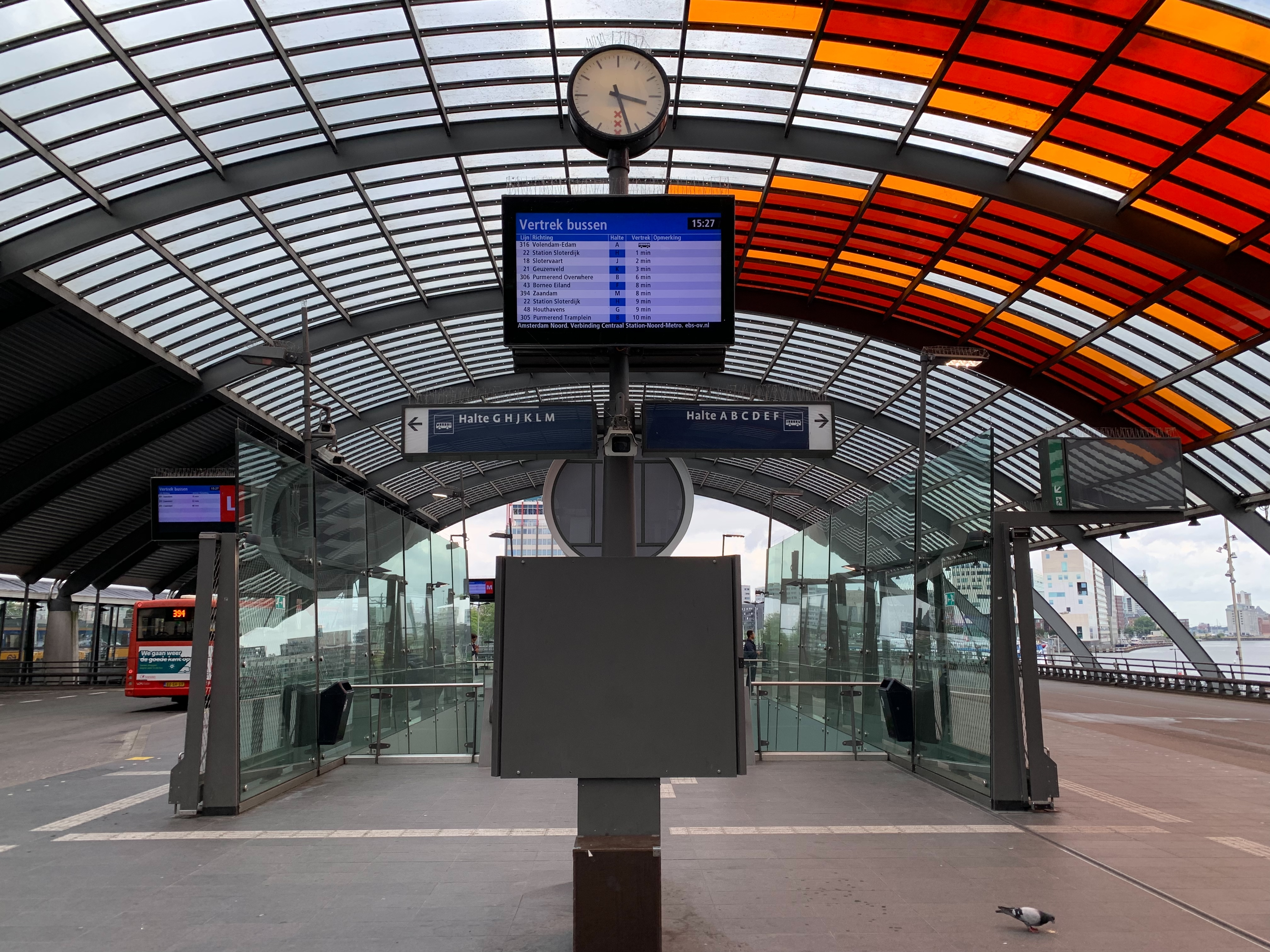
De boogkap voor het busstation, de "vierde stationskap", met links een trein en rechts het IJ.

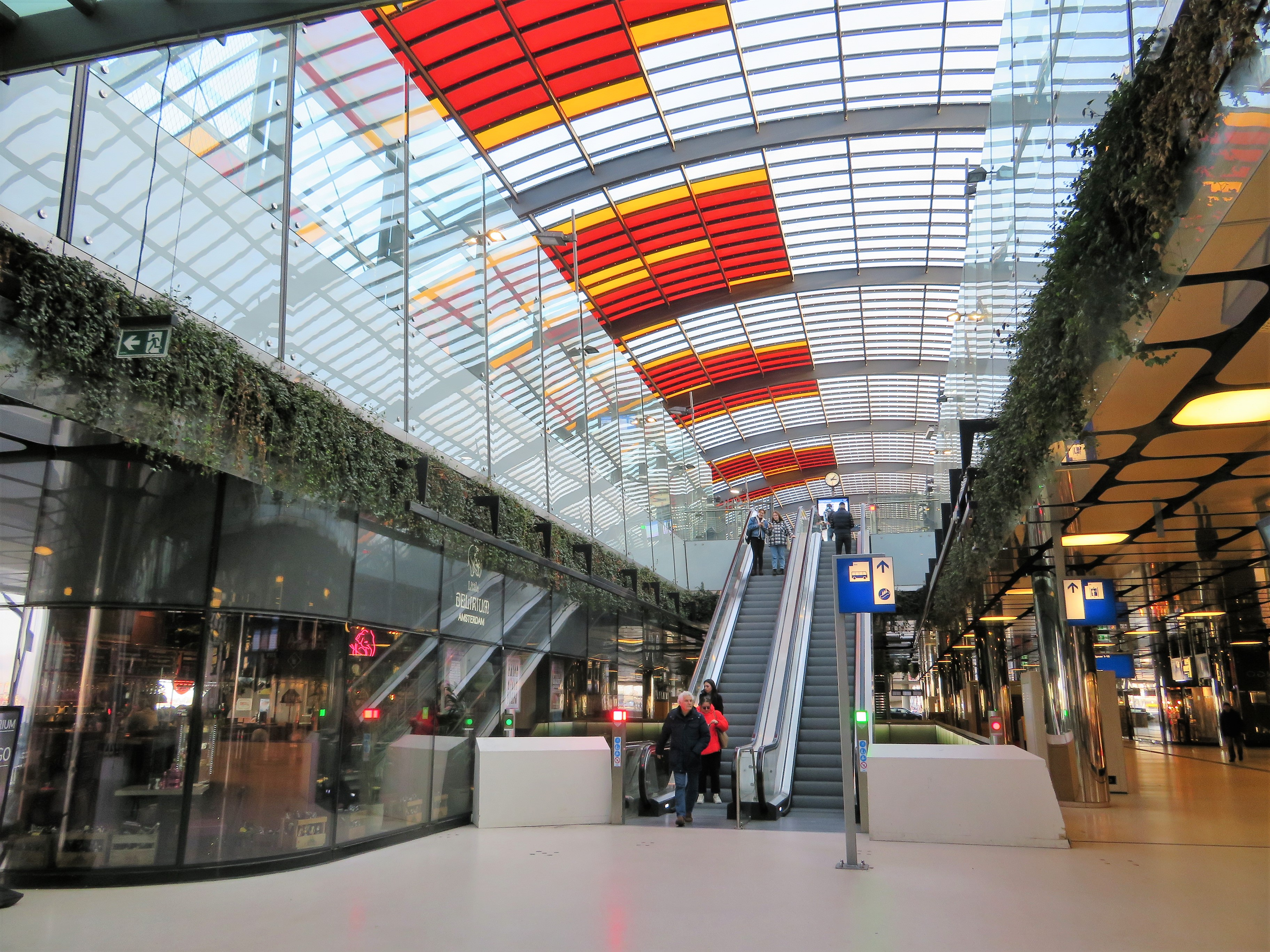
Stationshal IJzijde, de IJhal, met onder andere de nieuwste stationskap over het busstation

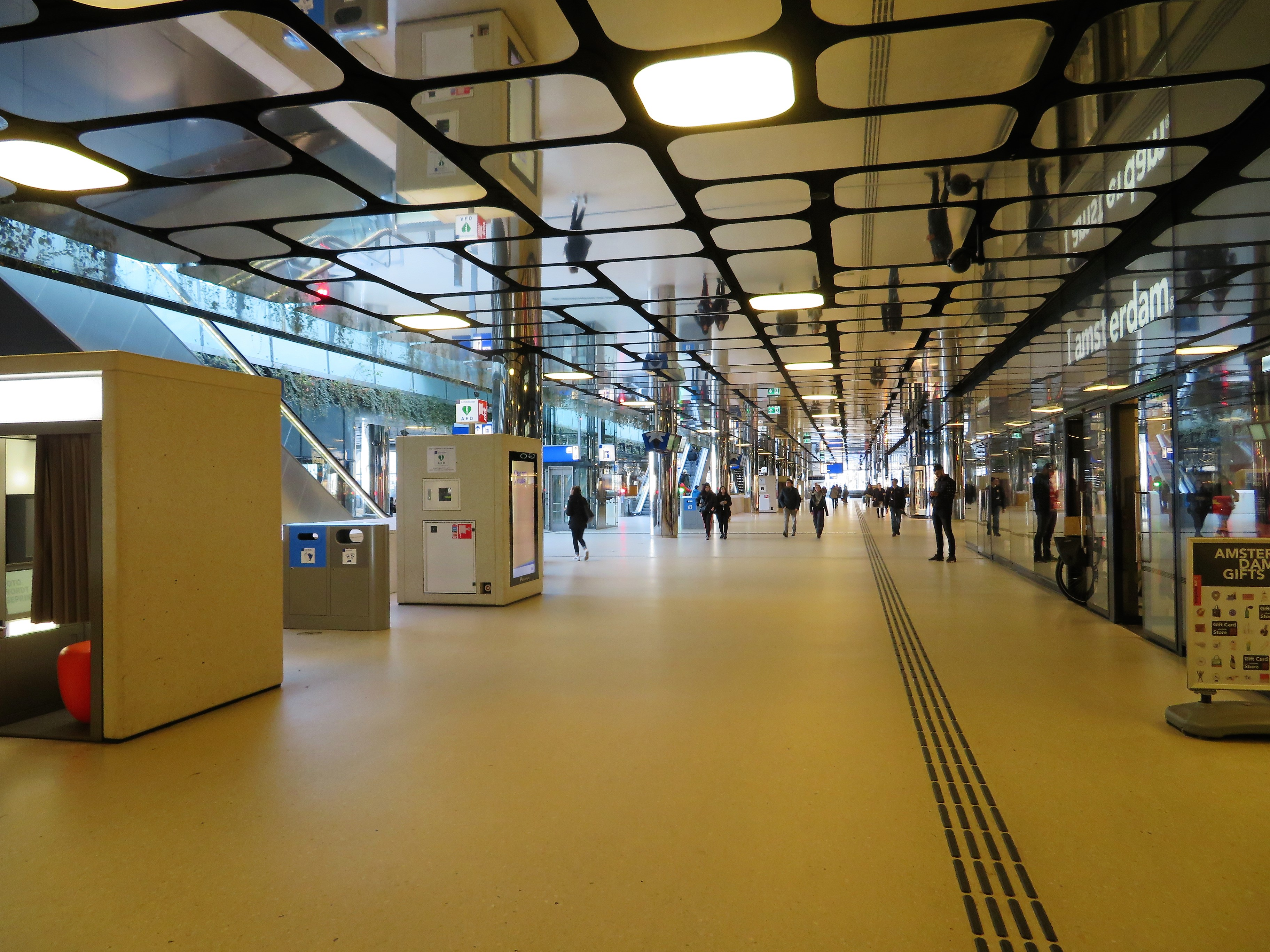
Stationshal IJzijde, de IJhal

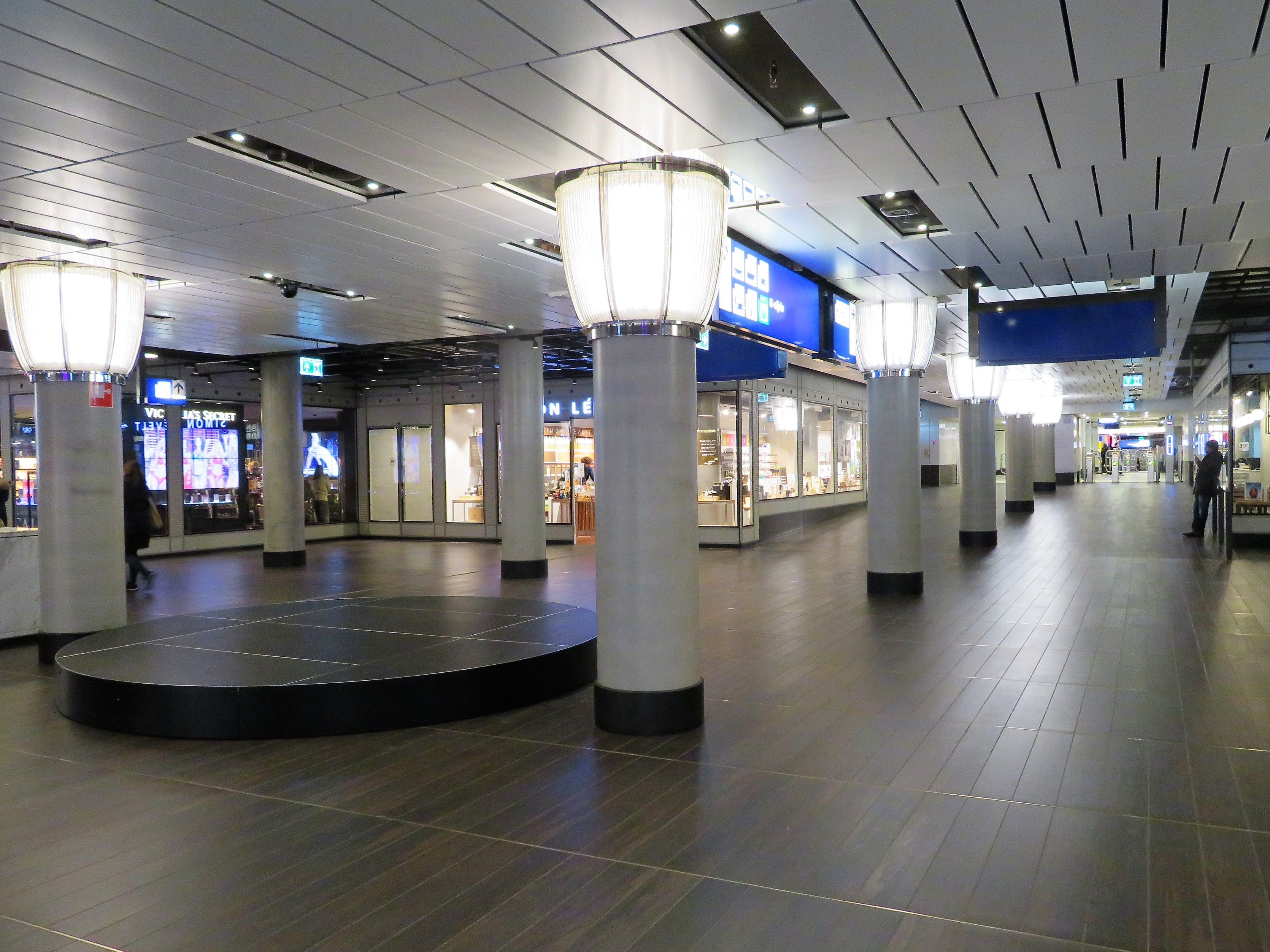
IJ-passage bij dwarstunnel

Station Amsterdam Centraal is het centraal station van de Nederlandse hoofdstad Amsterdam. Het is gebouwd tussen 1881 en 1889 naar ontwerp van Pierre Cuypers, Dolf van Gendt (stationsgebouw) en L.J. Eijmer (stationskap). Het station telt zes perrons die via drie dwarsgangen onder de 15 sporen (waarvan 11 perronsporen) bereikbaar zijn. Dagelijks telde Amsterdam Centraal in 2023 een aantal van 167.403 in- en uitstappers (dus exclusief overstappers), waarmee het na station Utrecht Centraal het drukste station van Nederland is. Reizigers kunnen gebruikmaken van treinen, metro's, trams, bussen en veren. Het station is gelegen op het in het IJ aangeplempte Stationseiland.
Sinds de jaren 1980 ondergaat het station diverse grote verbouwingen waarbij het meestal om uitbreiding gaat. In de jaren '80 hing een grote interne stationsverbouwing samen met de groei van het voorstadsverkeer naar Flevoland en naar de Zaanstreek en verder, en met de spoorwegaansluiting met Schiphol. Sinds medio jaren '90 is er geen duidelijke bouwfase meer te onderscheiden met betrekking tot de vele verbouwingen en uitbreidingen. In de jaren '90 en de eerste helft van de jaren 2000 lag het accent op uitgebreide perronverlengingen vanwege de groei van het aantal treinen. Aansluitend werd het station grootschalig verbouwd omdat de Noord/zuidlijn-metro onder het station werd aangelegd waarbij aan de noordelijke IJ-zijde het station ook is uitgebreid met een busstation en een tweede stationshal. Tegelijk zijn vanwege de landelijke invoering van de OV-chipkaart, en ten behoeve van de uitbreiding van het winkelaanbod, meerdere poortvrije passages aangelegd. 
Door gewijzigde inzichten, en soms door beperkte financiële middelen, zijn of worden vernieuwingen of uitbreidingen los van elkaar of stapsgewijs gepland en uitgevoerd, zoals de renovatie van het Cuypersgebouw, de bouw van de Cuyperstrap naar de centrale metrohal in 2020, of het installeren van liften in de Westtunnel in 2006. In andere gevallen moeten projecten bewust achter elkaar worden gepland en uitgevoerd. Zo kon de herinrichting van het Stationseiland, inclusief de bouw van de onder het water gelegen fietsenstalling in het begin van de jaren 2020, pas plaatsvinden nadat de bussen in 2018 allemaal verhuisd waren naar het toen nieuwe busstation aan het IJ.
De huidige verbouwing vanaf 2023 hangt samen met de voortgaande groei van het aantal treinen op Amsterdam Centraal. En na de uitbreiding in de jaren 1980 en de jaren 1990 van de westelijke aansluitende sporen op het Centraal Station, worden nu in de jaren 2020 de oostelijke aansluitende sporen vernieuwd en verbeterd. Een nieuw element bij deze plannen is, met het oog op de veiligheid op de steeds drukker wordende perrons, perronverbreding waarbij perronloze middensporen worden verwijderd zoals in 2016 op Utrecht Centraal is gebeurd.

## Geschiedenis
In 1864 vroeg Johan Thorbecke, op dat moment de minister van Binnenlandse Zaken, de Amsterdamse gemeenteraad om diens mening over een nieuw te bouwen Centraal Station in Amsterdam. Thorbecke noemde twee mogelijke locaties: de huidige (op een kunstmatig eiland in het Open Havenfront) en een andere in de buurt van het Leidseplein, nabij de voormalige Leidsepoort. Ook de Spoorlijn Den Helder - Amsterdam zou moeten worden aangesloten maar De Amsterdamse Kanaalmaatschappij zag een spoorbrug over het nieuwe Noordzeekanaal als een hindernis voor de scheepvaart en stelde voor deze spoorlijn vanaf Zaandam via Schellingwoude en langs de Oranjesluizen te laten lopen. De Kamer van Koophandel stelde een station voor in de buurt waar nu het Sarphatipark zich bevindt met als toegangsweg de te dempen Reguliersgracht. Deze beide plannen brachten hoge kosten met zich mee, een lang traject met bruggen over de Zaan, het Noordhollandsch Kanaal en het IJ bij de Oranjesluizen.
Thorbecke had zelf een voorkeur voor de optie bij het Open Havenfront. De gemeente echter niet, vooral omdat de entree van de stad op die manier afgesloten zou worden van het IJ door de nieuw te bouwen spoorlijn en station. Op 23 juni 1869 gaat de gemeenteraad uiteindelijk wel akkoord met de locatie aan het Open Havenfront: de spoorweg zou ook gunstig zijn voor de scheepvaart en het goederenstation zou worden gebouwd bij de Stadsrietlanden, zodat er minder land aangeplempt hoefde te worden. Op 23 juni 1869 werd de huidige locatie door de gemeenteraad goedgekeurd.
Het station − tot mei 2000 Amsterdam CS geheten − verving aan de westkant het in 1878 gesloten station Amsterdam Willemspoort en het van 1878 tot 1889 gebruikte tijdelijke station Westerdok, terwijl het Weesperpoortstation aan de oostkant bleef bestaan. Het is gebouwd op drie aangeplempte eilanden in het IJ. Hiervoor werd zand gebruikt uit de duinen bij Velsen, dat vrijkwam bij het graven van het Noordzeekanaal. Net als veel andere gebouwen in Amsterdam werd het gebouwd op houten palen (8.687 stuks). Bij de bouw traden verzakkingen op, waardoor het werk enige jaren werd vertraagd. Op 15 oktober 1889 werd het station onder enorme publieke belangstelling geopend.
Cuypers ontwierp wel het gebouw, maar de overkapping van de perrons en de sporen viel buiten de opdracht. De eerste oplevering van het gebouw in oktober 1884 was dan ook zonder stationskap of perronkappen. De stationskap, bestaande uit 50 boogspanten en een overspanning van bijna 45 meter, werd ontworpen door L.J. Eijmer, civiel ingenieur bij de Staatsspoorwegen. Cuypers ontwierp wel de decoraties voor de spanten en de kopgevels. De stationskap werd uiteindelijk in oktober 1889 voltooid.
Een tweede, smallere en langere maar gelijksoortige kap aan de IJzijde werd voltooid in 1924, gebouwd door Werkspoor.  Tussen de twee kappen bleven drie sporen niet overdekt. Rond  1996 werd er over deze sporen een derde kap, de 'middenkap', gebouwd (voltooid in juni 1997), ontworpen door Jan Garvelink, architect bij Holland Railconsult. In 2014 is een vierde kap voltooid, voor het nieuwe busstation aan de achterzijde van het station. Het ontwerp is van Benthem Crouwel Architects.
In 1920 werd de Oostelijke vleugel (het lage eindgebouw) afgebroken en vervangen door 'De Oost', het voormalige pakketpostgebouw naar ontwerp van Cuypers' zoon Joseph.

## Ontwerp
Cuypers ontwierp ook het in 1885 geopende Amsterdamse Rijksmuseum, waar het Centraal Station sterk op lijkt. Van Gendt ontwierp alle stations aan de spoorlijn Den Helder – Amsterdam en in Amsterdam onder meer de Hollandsche Manege (1882), het Concertgebouw (1883-1888) en het Burgerziekenhuis (1889-1891).
Het station is het eerste station in Nederland dat door een bekende architect werd ontworpen. Daarvoor waren het vaak ingenieurs en minder befaamde architecten, maar de omgeving en aanzien van het te bouwen pand vroegen om een architect. Door de aanleg van de sporen en het station op drie kunstmatige eilanden in een deel van het IJ, werd het Open Havenfront afgesloten van open water, maar zo werd wel voorkomen dat de oude stad doorsneden werd met spoorlijnen.
Aan de oostzijde van het station is het Koningspaviljoen (tegenwoordig de Koninklijke wachtkamer) te vinden, compleet met inpandige parkeerplaats (oorspronkelijk voor een koets, nu voor een auto). Dit paviljoen bevat decoraties van de hand van Georg Sturm, met als thema het koningshuis en het gezag.
Cuypers benadrukte met de twee torens aan weerszijden van de kap dat het station een 'nieuwe stadspoort' was. Het stationsgebouw vertoont dan ook sterke gelijkenis met het in 1885 opgeleverde Rijksmuseum, dat door dezelfde architect aan de zuidzijde van de binnenstad is gebouwd. Het gebouw is door de socioloog Abram de Swaan omschreven als een Toffelemoons Koekelorium, vanwege alle luikjes en kleine raampjes die aan een klooster doen denken.

## Vroegere uitbreidingen en vernieuwingen

### Jaren 1920: tweede stationskap en verdubbeling aantal perrons
Tussen 1920 en 1925/1926 onderging het station een van zijn grootste  uitbreidingen. Het aantal perrons werd bijna verdubbeld, onder meer door het tijdelijke houten vierde perron uit 1913 om te bouwen tot een definitief perron. Ook werden het vijfde en zesde perron toen gebouwd. Vooral het zesde perron was gebouwd met het oog op de afwikkeling van het goederenverkeer. Over de nieuwe perrons is toen ook een stationskap gebouwd door Werkspoor die in 1924 gereed kwam.  Onder het vijfde en zesde perron werden toen allerlei dienstruimten gebouwd ter afwikkeling van het goederenverkeer. De bebouwing heet het IJgebouw. De perrontunnels onder de drie toen reeds bestaande perrons zijn toen onder de nieuwe perrons doorgetrokken.

### Jaren 1950: verbouwing stationshal, tunnel stationsplein
Tussen 1953 en 1956 werd de stationshal verbouwd en gemoderniseerd naar een ontwerp van H.G.J. Schelling. Het 'orgel' met loketten werd vervangen door toen moderne plaatskaartenloketten. Voorts kwam er in 1955 een voetgangerstunnel vanaf het VVV-gebouwtje op het Stationsplein onder de rijweg voor het station door die uitkwam in de stationshal.

### Jaren 1980: Metrostation onder stationsplein, grootschalige verbouwing station

#### Stationsplein: herinrichting, metrostation en verwijdering oude tunnel
In verband met de bouw van het eindstation van de eerste Amsterdamse metrolijn, onder het oostelijk deel van het stationsplein, werd de bovengenoemde tunnel in 1980 verwijderd.  De rijweg zou toen toch, in verband met een herinrichting van het stationsplein, vervallen. Het verwijderen van de rijweg die vlak voor het station liep was mogelijk door trams, bussen, taxi's en auto's voortaan vooraf naar de oostelijke óf de westelijke helft van het stationsplein te laten rijden. De voetgangers (onder meer de snel groeiende groep toeristen) konden voortaan veilig tussen deze twee verkeersstromen in lopen naar de enige oversteekplaats die het station en het stationsplein van het Damrak scheidde. Metroreizigers konden in het metrostation uit 1980 gebruik maken van een ruime voetgangerstunnel /  kleine metrohal onder het stationsplein die uitkwam onder de oostelijke luifel van het stationsgebouw. Met verschillende (rol)trappen was daar zowel een verbinding naar een zijingang van de centrale stationshal als naar de oostelijke ingang van het station (tot de periode 2004-2010, vanwege de voortgaande bouw van de Noord/Zuidlijn aldaar).

#### Inwendige stationsverbouwing, verbreding middentunnel
Tussen 1980 en 1984 zijn de centrale hal en middentunnel fors verbreed en gemoderniseerd door Articon, het voormalige ingenieursbureau van de NS, onder leiding van M.W. Markenhof. De reden was dat de middentunnel toen al vrij druk was (deze was qua breedte vergelijkbaar met de oosttunnel tot 2024) en met het oog op de komst van meer treinen door ten eerste, de door de nieuwe Hemtunnel verbeterde Zaanlijn, en ten tweede, door de toen komende opening van de spoorlijn Amsterdam Centraal - Schiphol en ten derde, door de toen komende opening van de Flevolijn, was uitbreiding dringend gewenst. Bovendien was Amsterdam Centraal sinds 1980 ook aangesloten op de metro: de plannen voor de stationsuitbreiding werden namelijk al gemaakt voordat de komst van de metro was gerealiseerd. De tunnel is toen vier keer zo breed gemaakt (van 4,5 meter naar 18 meter) en voorzien van roltrappen,  zowel opgaande roltrappen als neergaande roltrappen en per perron zowel naar de oostelijke als westelijke richting. In het midden van de tunnel was er ter hoogte van de meeste perrons een trappenpartij en vide zodat er beter zicht was tussen perron en tunnel, iets dat in die tijd nieuw was in Nederland. Alleen bij de laatste twee perrons was de tunnel weer smaller en was daar ook geen vide en waren er ook geen roltrappen. De oost- en westtunnel werden niet verbreed, kregen geen roltrappen, maar werden wel gemoderniseerd. Tevens werden er toen in de oosttunnel liften geplaatst. De loketten binnen- en buitenland werden naar de oost- respectievelijk westvleugel van het stationsgebouw verplaatst. Door de oost- en westvleugel geheel open te stellen voor publiek was het mogelijk om binnen het station naar alle drie de tunnels te lopen. Ook ontstond er zo meer ruimte in de centrale hal. De tunnels, de hal en de zijvleugels kregen toen een kunstzinnige blauw-wit-zwarte mozaïekvloer. Die anno 2023 alleen nog is terug te vinden in het oostelijk deel van het station. In 2013 zou de middentunnel weer een volgende verbouwing ondergaan.

#### Start renovatie stationskappen
Rond 1986 is gestart met de renovatie van de stationskappen die tot ongeveer 1994 duurde.

### Jaren 1990: Perronverlenging spoor 1 en 15B, derde stationskap

#### Context: Rail 21
Na de grootschalige verbouwing, vernieuwing en uitbreiding van de binnenruimten van het station ten behoeve van de reizigers in het station, die medio jaren '80 werd afgesloten, begon vanaf begin jaren '90 onder meer de uitbreiding van het aantal reizigersperrons om meer treinen te kunnen verwerken, toen vooral door de ombouw van goederenperrons tot reizigersperrons. Dit als een eerste stap in het aanpassen van het station aan de groeiverwachtingen in het toenmalige landelijke toekomstplan Rail 21. De belangrijkste elementen uit dat plan waren een verdubbeling van het landelijk treinvervoer en een geleidelijke invoering van een 'drietreinensysteem' door middel van een grootschalige uitbreiding van de spoorinfrastructuur. Ten westen van station Amsterdam Centraal zou bijvoorbeeld het westelijk emplacement en het baanvak richting Amsterdam Sloterdijk uitgebreid worden van vier naar zes sporen. Deze aanpassing werd uitgevoerd tussen 1991 en 1996. Voor de treinen richting Sloterdijk, en verder naar Haarlem, Zaanstad of Schiphol kwam er zo vanaf 1996 meer ruimte. Ook werd met Rail 21 en de aanpassingen van het station Amsterdam rekening gehouden met de komst van de TGV/Thalys naar Amsterdam Centraal waarbij die trein in Nederland nog wel ongeveer 13 jaar over bestaande sporen zou rijden.

#### Ombouw en verlenging kopspoor 1
Vanwege Rail 21 werd het voormalige  goederenperron aan kopspoor 1 in 1992, naast overkapt, ook verlengd, zodat het voor langere nationale en internationale reizigerstreinen, met name TGV's, geschikt werd.  Dat perron aan  kopspoor 1, en aan het daardoor eveneens verlengde spoor 2a, heeft een perronkap gekregen naar een ontwerp van Harry Reijnders. Na de ingebruikname werd het perron in de praktijk alleen gebruikt voor binnenlandse treinen naar Haarlem en verder. In 1992 werd daar ook, aan de straatzijde aldaar, een hotel  geopend. Zie ook de foto uit 1992 in de Fotogalerij.

#### Derde stationskap (middenkap)
Rond 1996 werden naar aanleiding van een (geplande) verlenging en plaatselijke verbreding van het vierde perron de drie in 1924 niet overdekte sporen (8, 9 en 10) tussen de twee oorspronkelijke kappen alsnog overdekt. 18 juni 1997 was de middenkap voltooid.  Maar deze verlenging en plaatselijke perronverbreding werd pas uitgevoerd tussen 2000 en 2004, zie de paragraaf over de sporen 10-15 hieronder. De bedoeling was vooral om de perrons aan de sporen 8 en 10 beter aan hogere internationale kwaliteitsnormen te laten voldoen.  Tijdens de renovatie van de oude stationskappen is daarmee dus besloten om de luifels bij de sporen 8 en 10 niet te renoveren maar te vervangen door de nieuwe stationskap. Met die nieuwe middenkap, en de perronkap van spoor 1 en de renovatie van de oude stationskappen, die al rond 1994 voltooid werd, voorzag de NS alle perrons op het station toen van nieuwe of gerenoveerde overkapping.

#### Ombouw en verlenging spoor 15 B (oostzijde)
Verder is het toenmalige kopspoor 15 aan het goederenperron uit 1924 dat vanaf 1973 voornamelijk in de spits ook weer door reizigerstreinen richting het westen werd gebruikt (Zaandam en verder), tussen 1995 en 1998 verbouwd tot een volwaardig doorgaand hoofdspoor zodat het ook aan de oostelijke zijde voor reizigerstreinen richting Almere/Hilversum geschikt was, zonder treinen op het spoor 14 te hinderen. (Aan de oostelijke zijde was voor die tijd vlak voor het stootblok namelijk een wisselverbinding naar spoor 14 B.) Voor deze aanpassing werd rond 1996 voor de sporen 14 en 15, aansluitend op de perrons, een nieuwe betonnen brug  gebouwd: een onderdeel van de Oostertoegangsspoorbrug over de openbare weg en het water, de zogenoemde Oostertoegang. Na de bouw van dit korte viaduct werd rond de tweede helft van 1997 gewerkt aan de aansluiting van het spoor 15 B op het oostelijke emplacement, en rond 1998 werd het verlengde spoor in gebruik genomen. Het was in de jaren '90 lange tijd de bedoeling om ook een spoor 16 aan te leggen maar dat is niet doorgegaan, zie de paragraaf Project "Amsterdam Centraal, spoor 10-15".

#### Overige verbeteringen
In 1995 werd door de NS een nieuwe verkeersleidingspost in gebruik genomen. Deze ligt aan de westkant, bij het Westerdok, voorheen zat de post in het station zelf.
Vanwege onder meer de bovengenoemde uitbreiding van het zesde en tevens laatste perron met spoor 15, werd tussen 1995 en 1997 bij het maken van een ruimere entree aan de IJ-zijde, de in de jaren 1980 verbrede middentunnel ook bij de laatste twee perrons alsnog verbreed door Articon (het voormalige ingenieursbureau van de NS) onder leiding van Jan van Belkum.  En het vijfde perron met de sporen 13 en 14 (dus het op een na laatste perron) werd daarbij alsnog voorzien van roltrappen, aangezien juist de noordelijke perrons veel gebruikt werden door treinen richting Schiphol (dus ook door de Thalys naar Parijs die vanaf 1996 is gaan rijden). Het zesde perron met spoor 15 kreeg toen (nog) geen roltrappen maar wel kreeg de gehele achterzijde daar bij de vernieuwing van de erker een lange raampartij van doorzichtig glas (daarvoor was het glas ondoorzichtig). Reizigers kregen hierdoor rond 1997 vrij uitzicht over het IJ (en vanaf de tweede helft van de jaren 2000 een doorkijk naar het nieuwe busstation dat daar toen evenwijdig aan dat perron werd gebouwd).

## Project Stationseiland: context en planning

### Context

#### Groei trein-, metro- en busverkeer
In de jaren '90 speelden zich verschillende ontwikkelingen tegelijk af. De Nederlandse Spoorwegen moesten het station aanpassen aan de bestaande groei (veroorzaakt door onder meer de Schiphollijn en de Flevolijn) en voorbereiden op verdere landelijke groei zoals voorzien in het plan Rail 21 (dit beleidsplan zelf werd overigens vanwege de verzelfstandiging van de NS opgeheven). De treinengroei werd bij het station Amsterdam mogelijk gemaakt door de uitbreiding van het aantal sporen op het baanvak richting Amsterdam Sloterdijk tussen 1991 en 1996. Daardoor konden er vanaf 1996 zowel meer treinen gaan rijden op de relatief nieuwe spoorlijn naar Schiphol als op de bestaande spoorlijnen naar Haarlem en Zaandam en verder. Ook was bekend dat de spoorlijn naar Utrecht in de jaren 2000 grotendeels viersporig zou worden gemaakt vanwege de groei van het aantal treinen. En ook was bekend dat door de HSL Zuid, die eind jaren 2000 in gebruik zou worden genomen, het aantal hogesnelheidstreinen zou gaan toenemen. De goederenperrons 1 en 15B werden tussen 1992 en 1998 omgebouwd en geschikt gemaakt voor reizigerstreinen maar deze verbeteringen waren niet voldoende. Het probleem was daarbij dat station Amsterdam Centraal een rijksmonument is en dat uitbreidingsmogelijkheden daardoor zeer beperkt waren.
Vanaf 1989 pleitte de toenmalige grootste streekbusmaatschappij daarbij voor een centraal ondergronds busstation op het stationseiland, onder meer vanwege de toenmalige versnippering van de diverse bushaltes over het stationsplein. (Dit plan is niet doorgegaan.) 
Verder werd in de jaren '90 ook duidelijk dat de Noord/Zuidlijn-metro zou worden aangelegd die in tegenstelling tot de toen al bestaande metrolijn dwars onder het station door zou gaan.

#### Herontwikkeling IJ-oevers
Ook aan de achterzijde van het station was uitbreiding moeilijk omdat de gemeente al jaren diverse plannen aan het maken was om de IJ-oevers te her-ontwikkelen. De gemeente was bezig om in verschillende gebieden in de stad de IJ-oevers te herbestemmen vanwege het verdwijnen van de havenactiviteiten daar. Ook het gebied bij Amsterdam Centraal had daarbij bijzondere aandacht. Architect Rem Koolhaas was in het begin van de jaren '90 al gevraagd om een vooruitstrevend plan te maken voor de achterzijde van het station dat uiteindelijk niet door is gegaan.

#### Commerciële winkelexploitatie
Door de verzelfstandiging van de NS rond 1995 wilde NS-stations een forse vergroting van het winkelaanbod op het station gaan realiseren waarmee (zelfs) werd beoogd dat het station bepaalde trekken van een winkelcentrum zou krijgen. Het bedrijf moest namelijk op andere manieren inkomsten gaan genereren als alternatief voor de rijkssubsidies die zouden worden afgebouwd. De NS overwoog bijvoorbeeld om de dienstruimten rondom de centrale hal van het gebouw van Cuypers om te bouwen tot winkelcentrum.

### Planvorming
De NS zou met het project "Amsterdam Centraal, spoor 10-15" een oplossing genereren voor de groei van het treinenaanbod (zie de volgende paragraaf). Met het Masterplan Reizigersmachine/Stationseiland werden oplossingen geboden voor de andere genoemde problemen en ontwikkelingen (zie de betreffende paragraaf onder). De plannen werden uitgevoerd onder het overkoepelende project Stationseiland.

#### Project "Amsterdam Centraal, spoor 10-15"
Na de relatief eenvoudige ombouw van spoor 1 voor reizigerstreinen aan de centrumzijde van het station begon een langlopend project, inclusief planwijzigingen, om de noordelijke sporen uit te breiden. De planningsnadruk lag begin jaren '90 nog op de bouw van een nieuw spoor 16 waarbij de twee toen nog relatief korte perrons van de sporen 13a, 14a en 15 tegelijk ook in westelijke richting verlengd zouden gaan worden. Maar vanwege de plannen van de gemeente Amsterdam om ook daar de IJ-oever te ontwikkelen, en de financieringsproblemen daarvan, is het plan om spoor 16 te bouwen, tijdens de verlenging van spoor 15 B in de oostelijke richting in de jaren '90, geschrapt. De ruimte voor dat geschrapte spoor 16 zou later worden benut voor onder meer een busstation, zie de volgende paragraaf en verder. Vanwege het schrappen van de bouw van het spoor 16 zou de NS ook de sporen 10 en 11 verlengen (en het bijbehorende vierde perron), tevens zou de NS ook de sporen 13 tot en met 15 extra gaan verlengen. Met de verlenging van de sporen 10a tot en met 15a in de jaren 2000 wilde(n de voorlopers van) ProRail, na het ombouwen in de jaren 1990 van de goederensporen 1 en 15b tot reizigersperrons, een definitieve oplossing bieden voor de grote groei van het aantal treinen. Ook wilde(n de voorlopers van) ProRail voorbereid zijn op de komst van meer (en langere) hogesnelheidstreinen over de HSL Zuid die in 2009 zou worden voltooid. Voor de praktijkuitwerking: zie de betreffende paragraaf. Deze perronverlengingen waren verder ook een van de redenen om de westtunnel te verbreden.

#### Masterplan Reizigersmachine en Masterplan Stationseiland
Het project "Amsterdam Centraal, spoor 10-15" vloeide rond 2004 over in het al in 1997 gepresenteerde "Masterplan Reizigersmachine" van Benthem Crouwel Architects. De hoofddoelen uit dat Masterplan waren ten eerste om het station geschikt te maken voor de Noord/Zuidlijn, een nieuwe metrolijn die dwars onder het station door zou gaan. Ten tweede moest het station uitgebreid worden om de problemen op te lossen van het versnipperde en te drukke voor- en natransport op het stationsplein (vooral van te veel bussen), en aan de achterzijde van het station (vooral pontgebruikers die een drukke autoweg moesten oversteken). Ten slotte moest het station ook aangepast worden met het oog op de OV-chipkaart. Er zijn daarom in een later stadium, in 2005, onder meer twee poortvrije passages aan het plan toegevoegd die in de jaren 2010-2019 zijn gebouwd, zie de betreffende paragraaf. Het totaalplan werd in 2005 uitgebracht als Masterplan Stationseiland. Het werd ook het project Stationseiland genoemd waarbij zowel lopende als afgeronde projecten zoals de verlenging van de sporen 10 tot en met 15 en de verbreding van de westtunnel als bijbehorende projectonderdelen werden beschouwd.

#### Project IJsei, vierde stationskap
Een van de grootste onderdelen van het Masterplan was, naast de bouw van de Noord/Zuidlijn zelf onder het station, het grote project IJsei met de bouw van een autotunnel, een busstation met een grote boogkap, en een tweede stationshal met winkels, aan de achterzijde van het station waarmee de bouw van een busstation aan de voorzijde (en de ombouw van de Cuypershal tot winkelcentrum) vermeden kon worden. Aan de achterzijde van het station hield dit qua hoogteligging het volgende  in: de bouw van een groot verhoogd centraal busstation IJzijde, uitgevoerd als lang perron, parallel aan, en op gelijke hoogte als de treinperrons. Met daaronder op straatniveau een tweede nieuwe stationshal (de IJhal). En met daaronder weer een nieuwe autotunnel, de Michiel de Ruijtertunnel die, parallel aan het station en de sporen, loopt onder de gehele lengte van de IJhal (en het daar weer bovenliggende busstation), zodat treinreizigers en pontgebruikers geen last meer hebben van autoverkeer aan de achterzijde van het station. En ter hoogte van de middentunnel wordt de Michiel de Ruijtertunnel onderlangs weer gekruist door de nieuw aangelegde Noord/Zuidlijn-metro. Het nieuwe busstation heeft ook een grote overkapping waardoor het station in 2014 een vierde stationskap heeft gekregen, maar alleen de drie oudere stationskappen zijn overkapping voor treinperrons.  Zie voor dit alles, waaronder de details omtrent de stationskap, de paragraaf Busstation IJzijde en de IJhal en het lemma Busstation Amsterdam Centraal. Deze gehele IJzijde van het station is op 15 juli 2016 officieel geopend. De gemeente kon na de voltooiing van dit project de IJboulevard gaan ontwikkelen. Zie voor de oplevering van deze afzonderlijke projecten de betreffende paragrafen hieronder.

## Project Stationseiland: uitvoering

### Noord/Zuidlijn
Sinds 1997/1998 werd er gewerkt aan de grote verbouwing van Amsterdam Centraal, onder meer vanwege de bouw vanaf 22 april 2003 van de Noord/Zuidlijn, een nieuwe metrolijn die dwars onder het station gaat en Amsterdam-Noord met de Zuidas verbindt. Onder meer omdat Station Amsterdam Centraal een rijksmonument is moesten er complexe werkzaamheden uitgevoerd worden voor de bouw van de metrolijn, zie daarvoor het lemma Geschiedenis van de Noord/Zuidlijn en vooral de betreffende paragraaf.
In verband met de Noord/Zuidlijn heeft ProRail in 2003 een kunstwerk in de vorm van een poort geplaatst. Het kunstwerk is van de hand van Hugo Kaagman en is getiteld 2b or not 2b en heeft er tot circa 2011 gestaan. De ingebruikname van de lijn was op 22 juli 2018.

### Verbreding westtunnel
De westtunnel werd tussen 1998 en 2000 verbreed en gemoderniseerd omdat de middentunnel vanaf 2004 (soms gedeeltelijk) buiten gebruik ging voor de aanleg van de Noord/Zuidlijn. Ook zou door de geplande perronverlengingen naar het westen, en de groei van het aantal treinen in die richting, de drukte in de westtunnel verder gaan toenemen. De verbrede westtunnel werd op 18 september 2000 geopend. In navolging van de middentunnel kreeg ook de westtunnel bij de meeste perrons roltrappen (per perron zowel een omhoog gaande roltrap als een omlaag gaande roltrap, maar alleen richting de westzijde).  De westtunnel werd net zoals de middentunnel voorzien van winkels. 
De westtunnel werd opgeleverd en in gebruik genomen zonder liften maar in 2006 zijn er vier liften geplaatst op de eilandperrons, dus tussen de sporen 4 t/m 14.  De liften zijn groter en meer transparant dan de oudere liften in de oosttunnel: de liften in de oosttunnel hebben een maatvoering die geschikt is voor een enkele rolstoelgebruiker.  De liften in de westtunnel daarentegen bieden bijvoorbeeld plaats aan meerdere reizigers met fietsen. 
Bijzonder aan de nieuwere grotere liften in de westtunnel is vooral dat deze deuren hebben aan de voorkant en de zijkant.
(Sinds 2023 wordt (het ingangsgebied van) de westtunnel wederom verbouwd).

### Verlenging perronsporen 10-15
Tijdens de verbreding van de westtunnel werd na het planproces rond 2000 gestart met het verlengen van de sporen 10-15 en de bijbehorende perrons in de westelijke richting (na voorbereidende werkzaamheden zoals de sloop van aangrenzende gebouwen). Daardoor konden er meer en langere treinen op Amsterdam Centraal komen: lange Intercity's namen voortaan niet meer een geheel perron in beslag, maar hadden voortaan voldoende aan de westelijke a-zijde, waardoor op de oostelijke b-zijde weer ruimte voor andere treinen beschikbaar kwam. Dit project werd in 2004 opgeleverd. De NS liet vanaf dat jaar de treinen zoveel mogelijk halteren aan de westelijke zijde bij de verbrede westtunnel, zodat de centrale hal en middentunnel deels gesloten konden worden voor de bouw van de Noord/Zuidlijn-metro.
Vanaf 2009 werd deze extra perroncapaciteit bijvoorbeeld gebruikt voor nieuwe binnenlandse treindiensten op de in dat jaar in gebruik genomen HSL Zuid (sinds 2013 de Intercity direct, voorheen de Fyra). Verder zou het door deze perronverlenging mogelijk worden om twee gekoppelde bordeauxrode Eurostar Red-treinen naar Parijs of de zeer lange Eurostar Blue naar Londen op deze, voor de richting Schiphol en de HSL Zuid, gunstig gelegen perrons te verwerken.

### Renovatie en herinrichting middentunnel
Na het gereedkomen van de ruwbouw van de metrobuizen van de Noord/Zuidlijn rond 2011 kon de in 2004 deels afgesloten middentunnel na een renovatie en herinrichting op 20 december 2013 heropend worden: deze in de jaren '80 reeds verbrede reizigerstunnel heeft ongeveer dezelfde breedte behouden maar wel zijn er meer winkels ondergebracht. Door het verwijderen van de trappen in het midden van de tunnel die met de voorgaande verbouwing begin jaren tachtig daar waren geplaatst is de loopruimte in deze tunnel groter geworden. Door het verplaatsen van de trappen van het midden naar de zijkant konden tevens de vides bij de voormalige opgangen gedicht worden, waardoor er meer ruimte werd gecreëerd op de perrons boven. Er zijn in deze tunnel nu alleen roltrappen richting de westzijde, zowel opgaande roltrappen als neergaande roltrappen.

### Busstation IJzijde en de IJhal

#### Busstation IJzijde
In 2003 werd onder meer begonnen met de bouw van het nieuwe hooggelegen Busstation IJzijde onder een vanaf 2011 nieuw te bouwen boogkap aan het IJ aan de noordzijde van het station. Het nieuwe busstation verving tussen 2009 en 2018 de vijf oude locaties, verspreid rond het Stationseiland. Op 13 december 2009 werd het busstation (westelijk deel, zonder overkapping) in gebruik genomen, eerst voor het streekvervoer. Op 6 mei 2014 werd de grote boogkap / stationskap voltooid met een officiële onthulling van de laatste letter: op de boogkap staat met zeer grote letters het woord "AMSTERDAM". Op 15 december 2014 werd het hele busstation officieel geopend. Nadat het geheel en de omliggende infrastructuur waren voltooid, kregen alle bussen vanaf 22 juli 2018 hier hun halte. De kades voor de IJ-veren en andere boten zijn ook aangepakt.

#### IJhal
Onder deze nieuwe overkapping is tussen het hooggelegen busstation en een ondergrondse weg, de op 13 juli 2015 geopende Michiel de Ruijtertunnel, op straatniveau ruimte gemaakt voor een extra hal. Deze IJhal, een ontwerp van Wiel Arets Architects huisvest onder andere winkels en horeca.  De IJhal heeft de functie van een stationshal en is ontworpen als tweede, gelijkwaardige entree tot het station. De directe toegang tot de Noord/Zuidlijn loopt binnen het station vooral via deze hal. Het westelijke deel is op 1 juni 2015 officieel geopend, de gehele IJzijde van het station inclusief de oostelijke zijde van de IJhal werd 15 juli 2016 officieel geopend.

### Fiets- en voetgangerstunnel en inpandige poortvrije passages

#### Cuyperspassage
Aan de westzijde van het station, in het verlengde van de Westelijke Toegangsbrug, is de Cuyperspassage gerealiseerd, een tunnel voor voetgangers en fietsers (langzaamverkeerspassage), van de Martelaarsgracht naar de De Ruijterkade. Deze is ontworpen door de architectenbureaus Benthem Crouwel en Merk-X. Hoewel de tunnel al in 2013 werd opgeleverd is deze pas op 21 november 2015 geopend omdat de werkzaamheden aan de IJzijde nog niet eerder afgerond waren. Een wand van de tunnel is over de hele lengte bekleed met 46.000 wandtegeltjes waarop het Zeegezicht aan het IJ naar ontwerp van Irma Boom, gemaakt door Tegelfabriek Tichelaar in Makkum. Het ontwerp was niet vrij van controverse, omdat er een Rotterdams oorlogsschip op is te zien.

#### IJ-passage en Amstel-passage
In aanvulling op de poortvrije Cuyperspassage zonder winkels zijn er twee poortvrije passages met winkels evenwijdig aan en gelegen tussen de drie bestaande tunnels (westtunnel, middentunnel, oosttunnel), die extra verbindingen vormen tussen het Damrak en het IJ. Terwijl de drie al lang bestaande perrontunnels tot het afgesloten OV-chipkaartgebied behoren, vallen de twee nieuwe passages daarbuiten en zijn toegankelijk zonder OV-chipkaart en zonder de tijdslimiet van het passage-recht. Deze twee winkelpassages hebben geen verbinding met de bovengelegen perrons. De drie bestaande reizigerstunnels zijn voorzien van zaken voor de snelle snack en boodschap (vooral de west- en middentunnel), terwijl in de nieuwe passages winkels zijn voor reizigers die meer tijd (en geld) te besteden hebben. Er is een dwarsverbinding met poortjes onder de sporen 8-10 die de beide passages met de middentunnel verbindt. De beide passages zijn ontworpen door een combinatie van de architectenbureaus Benthem Crouwel, Powerhouse Company en Merk-X.
De IJ-passage, de westelijke passage tussen de westtunnel en de middentunnel, is op 1 juni 2015 in gebruik genomen, samen met het westelijke deel van de IJhal.
De Amstel-passage, de oostelijke passage tussen middentunnel en oosttunnel, is op 16 augustus 2017 opengesteld en op 7 september dat jaar werd het openingsfeest gevierd. Op 17 maart 2023 is deze passage gesloten vanwege de  volgende grote verbouwing van het station vanaf dat jaar. In de passage komt in 2025 de nieuwe Eurostar-terminal.

### Cuypersgebouw
Het Cuypersgebouw wordt in fasen gerenoveerd. Op 26 oktober 2011 is (de entree van) de centrale hal, de 'Cuypershal' middels een feestelijke en officiële plechtigheid provisorisch weer opengesteld.  Dit deel van het gebouw was vanwege de aanleg van de Noord/Zuidlijn op 2 juni 2004 voor ruim 7 jaar deels dicht gegaan. De voorgevel van het gebouw is in de tussentijd deels gerestaureerd. 
Eind februari 2015 is de westvleugel van het gebouw na een renovatie weer opengesteld voor publiek. Die renovatie was eind november 2014 gestart.
Op 11 mei 2017 zijn de nieuwe trappen vanuit de centrale hal naar het eerste perron en de gerenoveerde wachtkamer 3e klasse en de gerenoveerde historische gangen aan het eerste perron feestelijk geopend. Door de nieuwe trappen is de horeca op de eerste verdieping te bereiken zonder te hoeven inchecken met de OV-chipkaart zodat problemen met de passagetijd worden voorkomen. Dit deel van de restauratie heeft ongeveer 10 maanden geduurd.
Zie de paragraaf Bijzonderheden voor de onthulling van de glazen puien met betrekking tot de Koninklijke wachtkamer op 18 januari 2018.
Tussen 2018 en 2020 is in de centrale hal, de 'Cuypershal', een nieuwe tunnel met een (opgaande) roltrap en trap gebouwd, de 'Cuyperstrap', naar de   centrale metrohal onder het Stationsplein. Deze is op 6 juli 2020 geopend.  
Begin februari 2023 startte de  renovatie van de Cuypershal en de Oostvleugel met onder meer het aanbrengen van nieuwe vloerbetegeling waarmee de tijdelijke rubberen / kunststoffen tegels in de centrale hal konden worden vervangen. De renovatie zou volgens planning tot het najaar van 2023 duren. Het laatste deel van de renovatie van het Cuypersgebouw zal vanaf 2024 worden uitgevoerd in samenhang met het plan en project "Programma Hoogfrequent Spoor", zie de betreffende paragraaf.

### Stationseiland
Het gebied aan de voorzijde van het station is tussen 2018 en 2022 grondig aangepakt op basis van het plan 'De Entree' van de gemeente Amsterdam na een uitwerking rond 2012 van het Masterplan Stationseiland uit 2005. Dit was mogelijk doordat de bussen vanaf 2018 conform het Masterplan allemaal zouden halteren op het om die reden gebouwde busstation IJzijde. Zo is de Prins Hendrikkade ter hoogte van het Centraal Station sinds juli 2018 afgesloten voor autoverkeer. Het Open Havenfront - het water voor het station - is vergroot door het deels afgraven van de Prins Hendrikkade met het vroegere Prins Hendrikplantsoen. De rondvaartboten kregen nieuwe steigers en kassahuisjes. Het gehele gebied rond het Stationseiland is na herbestrating het domein geworden van voetgangers, fietsers en trams. Onderdeel van het plan De Entree was ook de bouw van een fietsenstalling onder het Open Havenfront om de parkeeroverlast van fietsen op het stationsplein tegen te gaan, zie daarvoor de paragraaf Fietsenstalling Stationsplein.

## Eurostar-terminals
Sinds april 2018 rijden er Eurostar-treinen rechtstreeks tussen Amsterdam en Londen. Omdat het Verenigd Koninkrijk buiten de Schengenzone ligt, moesten er douanefaciliteiten op het station komen. Hiertoe was in 2018 een speciale tijdelijke terminal gebouwd op het oostelijke uiteinde van het perron naast spoor 15b. Door een lange aanlooptijd met betrekking tot het regelen van de douane is deze terminal (pas) op 26 oktober 2020 volledig in gebruik genomen, en heeft slechts tot 2024 gefunctioneerd. Hier werden reizigers en hun bagage gecontroleerd en konden ze vervolgens wachten. De terminal was bijna 60 meter lang en bood uitzicht op het IJ. De terminal was ook ontworpen door Benthem Crouwel Architects.
De Eurostar is vanaf 26 oktober 2020 in eerste instantie doordeweeks één keer per dag gaan rijden van Londen naar Amsterdam en terug, of gezien vanuit Nederland, in de middag van Amsterdam via Schiphol, Rotterdam en Brussel naar Londen en in de ochtend weer terug. Later kwamen er meer treinen per dag. De grenscontrole was op station Amsterdam Centraal, er waren geen controles onderweg.
De terminal is tijdens de grote verbouwing van het station in 2025 verhuisd naar de plek waar tussen 2017 en 2023 de Amstel-passage zat. Hij heeft een capaciteit voor 600 reizigers naar Londen, in plaats van 250 in de vorige terminal. De nieuwe terminal gaf tijdelijk toegang tot spoor 13 en geeft sinds april 2025 toegang tot spoor 15.

## Stationsfietsenstallingen, uitbreiding en nieuwbouw
Door onder meer de afronding van het project Stationseiland en de uitvoering van het plan de Entree heeft het station sinds 2023 twee inpandige fietsenstallingen en twee stationsfietsenstallingen rondom het station. Na de verplaatsing van zowel het autoverkeer als het busverkeer van het stationsplein naar de achterzijde van het station heeft de gemeente met de bouw van deze twee grote stationsfietsenstallingen bij het station, de grote hoeveelheid op straat geparkeerde fietsen rondom het station verder verminderd waarbij fietsers hun fiets in de stallingen moeten plaatsen en niet meer op straat.

### Fietsenstalling Stationsplein
De Fietsenstalling Stationsplein, de grootste fietsenstalling in Amsterdam, werd op 26 januari 2023 geopend bij het Centraal Station. De fietsenstalling is gelegen onder het water van het Open Havenfront, tussen het Stationsplein en de Prins Hendrikkade. De hoofdingang is ter hoogte van de Martelaarsgracht. De toegang van en naar het station is via de centrale metrohal. De stalling biedt plaats aan 7.000 fietsen. Er is geen plaats voor bakfietsen, fatbikes en scooters.
De bouw startte in de zomer van 2018 en werd na ruim vier jaar voltooid. In deze periode werd het water van het Open Havenfront weggepompt en een deel van de Prins Hendrikkade, met het vroegere Prins Hendrikplantsoen, afgegraven. In de bouwput werd de stalling gebouwd, waarna het water terugkeerde. Boven de stalling liggen nu steigers voor rondvaartboten.

### Fietsenstalling IJboulevard
Op 22 februari 2023 is ook de Fietsenstalling IJboulevard gereedgekomen en in gebruik genomen aan de noordzijde van het Centraal Station, die in het water van het IJ is gebouwd en onder de nieuwe IJboulevard langs de De Ruijterkade is komen te liggen (de bouw startte in maart 2021). Hier kunnen 4.000 fietsen worden gestald.

### Fietsflat (voormalige stalling)
Beide bovengenoemde nieuwe stallingen zijn mede bedoeld als vervanging van de in januari 2023 gesloten 'Fietsflat', die sinds 2001 aan de westkant van het Stationsplein staat, boven het water van het Open Havenfront. De Fietsflat was toentertijd een uitbreiding maar ook een alternatief voor fietsers aangezien er ruimte nodig was op het stationsplein voor de bouw van de Noord/Zuidlijn. Na diverse pogingen om een nieuwe bestemming voor de fietsflat te vinden, besloot de gemeente in het voorjaar van 2025 definitief het bouwsel van beton en staal te slopen en af te voeren.

### Inpandige fietsenstallingen
Naast de beide stallingen rond het station zijn er twee fietsenstallingen in het stationsgebouw.
Aan de IJzijde is een nieuwe gelijknamige fietsenstalling gebouwd voor 1.300 fietsen, in dit deel van het stationsgebouw waren voorheen dienstruimten. Deze stalling, ook de noordweststalling genoemd, is op 2 mei 2016 geopend.
Na de opening van de bovenstaande fietsenstalling IJzijde kon de bestaande fietsenstalling aan het stationsplein in het gebouw "De Oost", dat onderdeel is van het stationsgebouw, voor ongeveer een jaar gesloten worden voor een verbouwing en uitbreiding met een extra verdieping. Op 19 juli 2017 is de stalling heropend met ruimte voor 1.700 fietsen.

### Toekomstige oostelijke fietsenstalling
Tussen 2024 tot 2030 worden er ruim 8.500 fietsparkeerplekken gebouwd onder het oostelijke deel van het Centraal Station. Deze nieuwe stalling zal aansluiten op de, tussen 2024 en 2030, te verbreden Oosttunnel. Dit in het kader van een volgende grote stationsverbouwing, zie de betreffende paragraaf onder. Verder zal deze stalling aansluiten op de bestaande stalling in het stationsgebouwdeel De Oost aan het stationsplein.

## Programma Hoogfrequent Spoor, voortzetting stationsverbouwing

### Doel
In het kader van het Programma Hoogfrequent Spoor (PHS), met meer tienminutentreinen, vinden opnieuw ingrijpende verbouwingen plaats aan Amsterdam Centraal. In 2030 moet volgens berekeningen van ProRail het station 275.000 reizigers per dag kunnen verwerken (voor de coronacrisis was dit 200.000 per dag). Het doel is dat treinen met een hogere frequentie kunnen gaan rijden, de kans op vertraging en hinder verlaagd wordt en dat er genoeg ruimte is voor groeiende reizigersstromen binnen het station.

### Infrastructuur en perrons

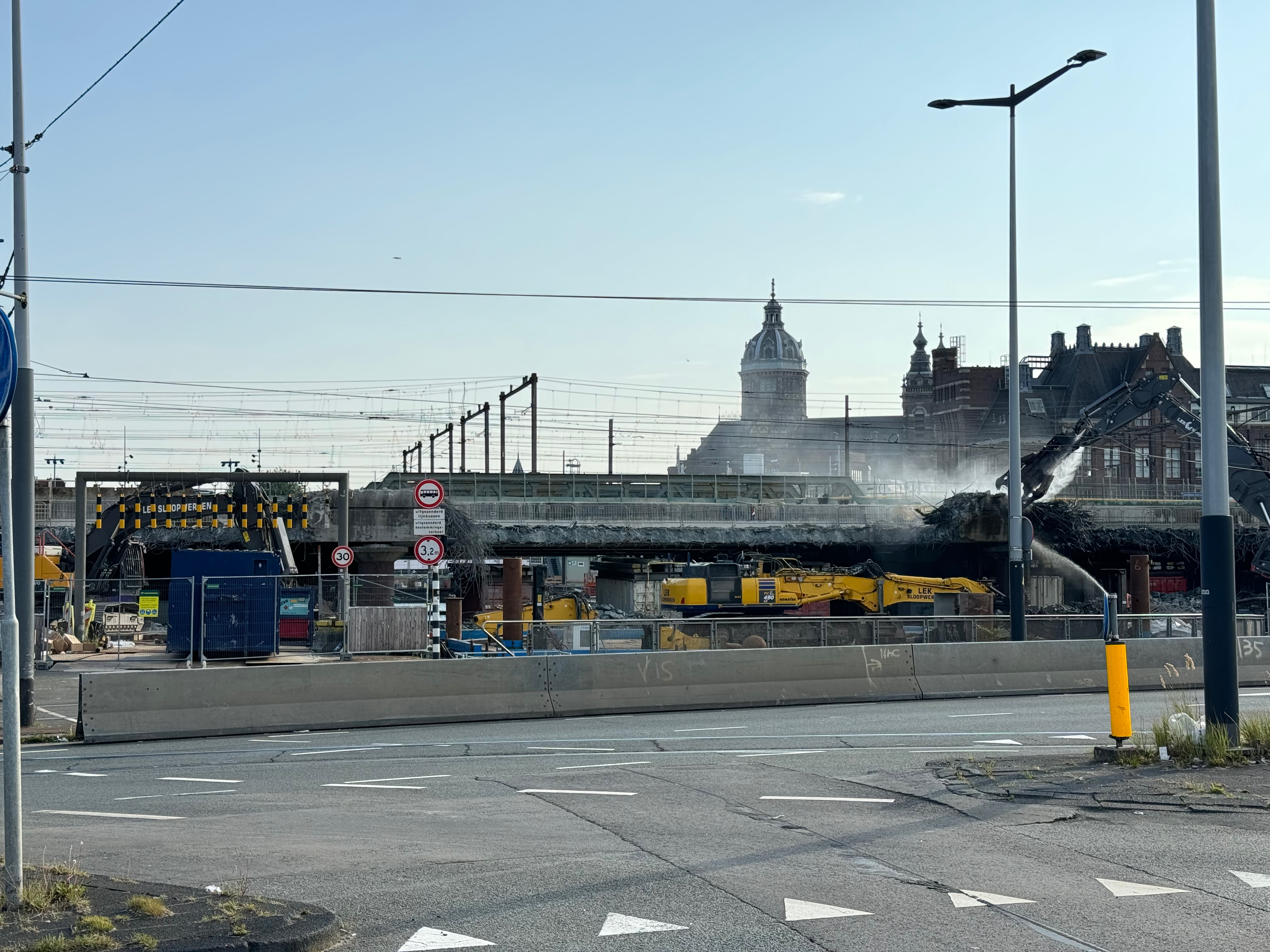
Sloop van een van de verouderde spoorbruggen bij de Oostertoegang, eind juli 2024.

De vier perronloze middensporen (3, 6, 9 en 12) worden verwijderd ten gunste van verbreding en verlenging van de perrons en het toevoegen van trappen en roltrappen. Het aantal doorgaande perronsporen wordt verminderd van tien naar negen. Het aantal wissels wordt sterk verminderd en er komt nieuwe beveiliging. Daardoor kunnen de treinen korter na elkaar gaan rijden. Er zijn wederom aanpassingen aan de bestaande reizigerstunnels nodig.
De vijf verouderde stalen spoorbruggen uit 1917 aan de oostzijde van het station over de Oostertoegang worden vervangen en bij de Dijksgracht komt een nieuwe spoorkruising.

### Oosttunnel
De smalle Oosttunnel zal worden verbreed en worden heringericht naar het voorbeeld van de Middentunnel. 

### Fietsenstalling
Zoals aangegeven in de paragraaf "Toekomstige oostelijke fietsenstalling", zal onder het station een grote fietsenstalling worden gebouwd tussen de Oostertoegang en de te verbreden Oosttunnel. Deze grote stalling zal ook aansluiten op de veel kleinere bestaande stalling in het stationsgebouwdeel De Oost aan het stationsplein.

### Ingangsgebied westtunnel
Aan de westelijke kant van het station zal vanaf 2023 aan de centrumzijde ook de ingang van de westtunnel (die in 2000 is verbreed en vernieuwd) wederom worden vernieuwd. De voor rolstoelgebruikers officieel te steile hellingbaan aan het begin van de tunnel wordt vervangen door trappen aangevuld met een roltrap en een lift. Sinds 25 september 2023 is de ingang van de westtunnel aan de centrumzijde afgesloten. Wie vanaf een perron naar het centrum wil moet dus het perron daar verlaten waar hij op de middentunnel of de oosttunnel uitkomt. Dit deelproject wordt aan het begin van het project uitgevoerd omdat de oosttunnel, de enige tunnel die volledig rolstoeltoegankelijk was, vanwege de verbouwing dicht is gegaan (sinds juni 2024 aan de IJzijde, vanaf september 2024 geheel, op het beginstuk na).

### Cuypersgebouw (voltooiing renovatie)
Tijdens de uitvoering van het Programma Hoogfrequent Spoor zal ook de renovatie van het Cuypersgebouw worden afgerond.

### Verhuizing Eurostar-terminal naar Amstelpassage
Zoals in de betreffende paragrafen is aangegeven is de Amstel-passage omgebouwd tot Eurostar-terminal.

### Uitvoering
ProRail voert deze grote verbouwing uit in opdracht van het ministerie van Infrastructuur en Waterstaat. In 2017 zijn ZJA (architect), Braaksma & Roos Architectenbureau (restauratie architect) en IGG (bouwkosten adviesbureau) aangesteld om het ontwerp te maken. Naast de technische eisen vanuit het PHS, hebben de architecten aangegeven prioriteit te geven aan het historische karakter van het station en de overzichtelijkheid voor de reiziger.
In 2021 startten de voorbereidende werkzaamheden, vanaf 2024 vindt het grote werk plaats. Volgens de planning zou het project in 2030 gereed zijn. Hiermee wordt ruimte gemaakt voor de verwachte groei van het aantal reizigers. Hiertoe zullen dan elke tien minuten treinen gaan rijden in de richtingen Noord-Holland, Flevoland, Utrecht en Brabant.

## OV-chipkaart
Dit station heeft NS OVC-poortjes. Voor overstappers zijn er NS-palen waar zij kunnen uit- en inchecken. De poortjes zijn met ingang van 17 mei 2016 tussen 1.00 uur en 7.00 uur en sinds eind 2017 permanent gesloten. Voor onder meer de gebruikers van de pont zijn meerdere poortvrije passages gebouwd, zie de betreffende paragraaf Fiets- en voetgangerstunnel en inpandige poortvrije passages.

## Bijzonderheden
Aan het lange perron langs spoor 2 zijn diverse zalen en faciliteiten bereikbaar. Er is een koninklijke wachtkamer en er zijn diverse restaurantzalen waarvan de decoratie en inrichting grotendeels bewaard zijn gebleven. Zo is er het zogenoemde '1ste klas'-restaurant met een klein terras op het perron. Ook de lounge voor internationale 1ste klas-reizigers bevindt zich op dit perron.
Het aan de westkant naast de sporen gelegen Ibis hotel (dat in 1992 geopend werd) heeft in 2008 een bijgebouw gekregen boven de sporen 1 tot en met 4, steunend op stalen pijlers. Dit betreft vooral sporen vanwaar treinen naar Haarlem en verder vertrekken.
Op 18 januari 2018 zijn aan de zijkanten van de entree van de Koninklijke wachtkamer van het Cuypersgebouw aan het stationsplein twee glazen puien onthuld zodat het mogelijk is om een deel van de monumentale ruimte te zien.

## Lokaal vervoer

### Tramstation
Het Centraal Station is al sinds de opening in 1889 (eind)halte voor vele tramlijnen. Aanvankelijk waren dat paardentrams, vanaf 1902 werden deze door elektrische trams vervangen. Ook nam het Stationsplein vanaf 1906 de rol van de Dam over als belangrijkste tramhalte in het centrum van Amsterdam.
De haltes zijn verspreid over het westelijke en het oostelijke deel van het Stationsplein. De trams die het station via de Nieuwezijds Voorburgwal richting het Leidseplein of de Rozengracht verlaten stoppen aan de westelijke haltes. De tram naar IJburg en de trams richting het Damrak hebben hun standplaats aan de oostelijke haltes.

#### Tramlus IJzijde
Sinds half oktober 2019 is er aan de De Ruijterkade, aan de noordoostzijde van het station, onder de opritten van het busstation, een extra keerlus voor de tram naar IJburg, die gebruikt wordt als de keerlus via het Stationsplein voor deze lijn niet beschikbaar is.

### Metrostation
Aan de voorzijde van het Centraal Station is sinds 1980 ook een metrostation gelegen onder het Open Havenfront en het Stationsplein. De Amsterdamse metrolijnen 51, 53 en 54 hebben op dit kopstation hun eindpunt. Het station beschikt over een breed middenperron en het perron loopt met een boog in de richting van de Nieuwmarkt. De hoofdtoegang bevindt zich aan de kant van het Centraal Station.
Op 22 juli 2018 werd het metrostation voor de Noord/Zuidlijn door metrolijn 52 in gebruik genomen.

### Busstation
In 1922 werd door de Gemeentetram Amsterdam, na een mislukte proef in 1908, de eerste buslijn ingesteld. In 1924 werden twee buslijnen van het centrum naar Amsterdam-Noord ingesteld en kregen een halte nabij het Stationsplein.
In 1931 werden de lijnen ingekort tot het Stationsplein en kregen daar hun standplaats. In 1932 verdwenen de lijnen naar Noord en werden ingekort tot Noord met aansluiting op de pont. Pas in 1938 verscheen weer een GTA-buslijn op het Stationsplein. Vanaf de jaren vijftig nam het aantal busdiensten sterk toe. Na de opening van de IJ-tunnel in 1968 kwamen er ook veel buslijnen vanaf Amsterdam-Noord naar het Amsterdamse Centraal Station.
Met de opening van de Noord/Zuidlijn in 2018 zijn veel buslijnen verdwenen, de resterende lijnen zijn verhuisd naar het nieuwe busstation aan de IJzijde.

### IJ-veren
Aan de noordzijde van het Centraal Station, aan de De Ruijterkade, is het vertrekpunt van de IJ-veren naar drie locaties in Amsterdam-Noord.

## Bestemmingen en routes

### Treinen
Vanuit het Amsterdamse Centraal Station kan men per trein naar de meeste belangrijke bestemmingen in Nederland en het omliggende buitenland reizen. In de dienstregeling 2025 wordt het station door de volgende treinseries bediend:
| Serie            | Treinsoort                                    | Route | Bijzonderheden |
| ---------------- | --------------------------------------------- | --- | --- |
| 100 ICE 43       | Intercity-Express (NS International)          | Amsterdam Centraal – Utrecht Centraal – Arnhem Centraal – Oberhausen Hbf – Duisburg Hbf – Düsseldorf Hbf ] / [ Hannover Hbf – Minden (Westf) – Herford – Bielefeld Hbf – Gütersloh Hbf – Hamm (Westf) – Hagen Hbf – Wuppertal Hbf ] – Köln Hbf – Siegburg/Bonn – Frankfurt (Main) Flughafen Fernbahnhof – Mannheim Hbf – Karlsruhe Hbf – Offenburg – Freiburg (Breisgau) Hbf – Basel Bad Bf – Basel SBB | Eén keer per dag tussen Amsterdam en Basel. |
| 120/220 ICE 78   | Intercity-Express (NS International)          | Amsterdam Centraal – Utrecht Centraal – Arnhem Centraal – Oberhausen Hbf – Duisburg Hbf – Düsseldorf Hbf – Köln Hbf – Frankfurt (Main) Flughafen Fernbahnhof – Frankfurt (Main) Hbf | Wordt aangevuld door de serie 100 / ICE 43. |
| 140/240 IC 77    | Intercity (NS International / DB Fernverkehr) | Amsterdam Centraal – Hilversum – Amersfoort Centraal – Apeldoorn – Deventer – Hengelo – Bad Bentheim – Rheine – Osnabrück Hbf – Bünde (Westf) – Hannover Hbf – Berlin-Spandau – Berlin Hbf – Berlin Ostbahnhof | Stopt niet in Almelo. Rijdt elke twee uur. |
| 450              | European Sleeper (European Sleeper)           | Brussel-Zuid – Antwerpen-Centraal – Roosendaal – Rotterdam Centraal – Den Haag HS – Schiphol Airport – Amsterdam Centraal – Amersfoort Centraal – Deventer – Bad Bentheim – Berlin Hbf – Dresden Hbf – Praha hl.n. | Stopt 2-3x per week. Stopt richting Brussel niet op Schiphol Airport en Den Haag HS. |
| 1400             | Intercity (NS)                                | Utrecht Centraal – Amsterdam Centraal – Schiphol Airport – Den Haag HS – Rotterdam Centraal | Nachtnet. In beide richtingen stopt de eerste trein (in beide richtingen rond 1:30 uur) op Amsterdam Bijlmer ArenA. In de nacht van dinsdag op woensdag zijn er werkzaamheden aan de Westtak. Deze serie stopt dan niet op Schiphol Airport. Dat station wordt dan bediend door intercity 11400.                                                                                              |
| 1500             | Intercity (NS)                                | Amsterdam Centraal – Hilversum – Amersfoort Centraal – Apeldoorn – Deventer | Rijdt op werkdagen tijdens de spits van/naar Deventer. Tussen de spitsen is dat 1x per 2 uur. Rijdt in het weekend enkele ritten van/naar Deventer. |
| 2100             | Intercity (NS)                                | Amsterdam Centraal – Haarlem – Leiden Centraal – Den Haag Centraal | rijdt niet na 22.00 behalve op vrijdag en zaterdag |
| 2200             | Intercity (NS)                                | Amsterdam Centraal – Amsterdam Sloterdijk – Haarlem – Leiden Centraal – Den Haag HS – Delft – Schiedam Centrum – Rotterdam Centraal – Dordrecht – Roosendaal – Vlissingen | Rijdt op weekdagen overdag 1x/uur en vormt een halfuurdienst met series 2300 (tussen Amsterdam Centraal en Roosendaal) en 6500 (tussen Roosendaal en Vlissingen). 's Avonds en in het weekend rijdt deze serie 2x/uur. |
| 2300             | Intercity (NS)                                | Amsterdam Centraal – Amsterdam Sloterdijk – Haarlem – Leiden Centraal – Den Haag HS – Delft – Schiedam Centrum – Rotterdam Centraal – Dordrecht – Roosendaal – Vlissingen | Rijdt alleen op weekdagen overdag en rijdt 1x/uur. Vormt tussen Amsterdam Centraal en Roosendaal een halfuursdienst met serie 2200. 's Avonds en in het weekend rijdt serie 2200 2x/uur. |
| 2600             | Intercity (NS)                                | Almere Centrum – Amsterdam Centraal | |
| 2700             | Intercity (NS)                                | Maastricht – Sittard – Roermond – Weert – Eindhoven Centraal – 's-Hertogenbosch – Utrecht Centraal – Amsterdam Centraal – Alkmaar – (Den Helder) | Rijdt van maandag t/m donderdag tot 20:00 uur tussen Alkmaar en Maastricht. Rijdt op vrijdag en in het weekend enkel tussen Alkmaar en Amsterdam Centraal. Tijdens de spits rijden 2 ritten in spitsrichting door van/naar Den Helder. Rijdt niet 's avonds na 20:00. Wordt na 20:00 uur, op vrijdag en in het weekend tussen Amsterdam Centraal en Maastricht vervangen door intercity 2900. |
| 2900             | Intercity (NS)                                | Enkhuizen – Hoorn – Amsterdam Centraal – Utrecht Centraal – 's-Hertogenbosch – Eindhoven Centraal – Weert – Roermond – Sittard – Maastricht | Rijdt van maandag t/m donderdag in de vroege ochtend en in de avonduren en rijdt van vrijdag t/m zondag de hele dag en vervangt dan Intercity 3900 tussen Enkhuizen en Amsterdam Centraal en intercity 2700 tussen Amsterdam Centraal en Maastricht. |
| 12900            | Intercity (NS)                                | Enkhuizen – Hoorn – Amsterdam Centraal | Stopt niet in Zaandam. Rijdt enkel eenmaal op de vroege zaterdagochtend en rijdt als IC door richting Nijmegen. Rijdt niet richting Enkhuizen |
| 3000             | Intercity (NS)                                | Nijmegen – Arnhem Centraal – Ede-Wageningen – Veenendaal-De Klomp – Driebergen-Zeist – Utrecht Centraal – Amsterdam Centraal – Zaandam – Alkmaar – Den Helder | Veenendaal-De Klomp wordt alleen na 19:00 bediend door deze serie. |
| 3700             | Intercity (NS)                                | Amsterdam Centraal – Purmerend – Hoorn – Enkhuizen | Stopt niet in Zaandam. Rijdt alleen in de spits in de spitsrichting, rijdt niet op vrijdag. |
| 3900             | Intercity (NS)                                | Enkhuizen – Hoorn – Amsterdam Centraal – Utrecht Centraal – 's-Hertogenbosch – Eindhoven Centraal – Weert – Roermond – Sittard – Heerlen | Stopt niet in Zaandam. Rijdt in de avonduren en van vrijdag t/m zondag de hele dag enkel tussen Eindhoven Centraal en Heerlen. Wordt in de avonduren en van vrijdag t/m zondag de hele dag vervangen door intercity 2900. Rijdt van maandag t/m donderdag in de avonduren enkel tussen Sittard en Heerlen en rijdt dan 1x/uur.                                                                |
| 4000             | Sprinter (NS)                                 | Uitgeest – Zaandam – Amsterdam Centraal – Breukelen – Woerden – Gouda – Rotterdam Centraal | |
| 4600             | Sprinter (NS)                                 | Amsterdam Centraal – Weesp – Almere Centrum – Almere Buiten – Almere Oostvaarders | Rijdt niet na circa 20:00 uur, op zaterdag voor circa 9:00 uur en op zondag voor circa 10:00 uur. |
| 4800             | Sprinter (NS)                                 | Amsterdam Centraal – Haarlem – Alkmaar – Hoorn | Rijdt vanaf 20:00 uur één keer per uur tussen Alkmaar en Hoorn. |
| 14800            | Sprinter (NS)                                 | Uitgeest – Beverwijk – Haarlem – Amsterdam Centraal | Rijdt enkel eenmaal in de late vrijdag- en zaterdagavond en alleen richting Amsterdam Centraal. |
| 5400             | Sprinter (NS)                                 | Amsterdam Centraal – Haarlem – Zandvoort aan Zee | Wordt 's avonds na 20:00 en in het weekend niet tussen Amsterdam Centraal en Haarlem v.v. gereden. |
| 5800             | Sprinter (NS)                                 | Amersfoort Vathorst – Amersfoort Centraal – Hilversum – Weesp – Amsterdam Centraal | Rijdt in de vroege ochtend en na 22:30 uur niet tussen Amersfoort Vathorst en Amersfoort Centraal. |
| 7400             | Sprinter (NS)                                 | Uitgeest – Zaandam – Amsterdam Centraal – Breukelen – Utrecht Centraal – Driebergen-Zeist | Rijdt alleen tijdens de brede spitsuren, waarbij net na de ochtendspits en net vóór de middagspits enkel tussen Uitgeest en Utrecht Centraal v.v. wordt gereden. |
| 8100             | Sprinter (NS)                                 | Hoofddorp – Schiphol Airport – Amsterdam Sloterdijk – Amsterdam Centraal | Rijdt onder de formule Airport Sprinter. |
| 8200             | Sprinter (NS)                                 | Hoofddorp – Schiphol Airport – Amsterdam Sloterdijk – Amsterdam Centraal | Rijdt onder de formule Airport Sprinter. |
| 8300             | Sprinter (NS)                                 | Hoofddorp – Schiphol Airport – Amsterdam Sloterdijk – Amsterdam Centraal | Rijdt onder de formule Airport Sprinter. Rijdt niet na 21:00 uur. |
| 8400             | Sprinter (NS)                                 | Hoofddorp – Schiphol Airport – Amsterdam Sloterdijk – Amsterdam Centraal | Rijdt onder de formule Airport Sprinter. Rijdt niet na 21:00 uur. |
| Eurostar 9100    | Eurostar (Eurostar)                           | Amsterdam Centraal – Rotterdam Centraal – Brussel-Zuid – Lille-Europe – London St Pancras International | |
| Eurostar 9300    | Eurostar (Eurostar)                           | Amsterdam Centraal – Schiphol Airport – Rotterdam Centraal – Antwerpen-Centraal – Brussel-Zuid – Paris-Nord | Via HSL. Diverse ritten alleen tussen Amsterdam en Brussel. |
| Eurostar 9900    | Eurostar (Eurostar)                           | Amsterdam Centraal – Schiphol Airport – Rotterdam Centraal – Antwerpen-Centraal – Brussel-Zuid – [ Aéroport Charles-de-Gaulle 2 TGV – Marne-la-Vallée - Chessy ] / [ Chambéry-Challes-les-Eaux – Albertville – Moûtiers - Salins - Brides-les-Bains – Aime-La Plagne – Landry – Bourg-Saint-Maurice ] / [ Valence-Rhône-Alpes-Sud TGV – Avignon TGV – Aix-en-Provence TGV – Marseille Saint-Charles ]   | Via HSL. Marne-la-Vallée - Chessy 2 keer per dag. Bourg-Saint-Maurice 1 keer per week in de winter. Marseille Saint-Charles 1 keer per week in de zomer. |
| 21460            | Intercity (NS)                                | Amsterdam Centraal – Haarlem | Nachtnet. Rijdt tweemaal per dag in de nachten van vrijdag op zaterdag en zaterdag op zondag in beide richtingen. |
| 21480            | Intercity (NS)                                | Amsterdam Centraal – Alkmaar | Nachtnet. Rijdt tweemaal per dag in de nachten van vrijdag op zaterdag en zaterdag op zondag in beide richtingen. |
| Nachttrein 32710 | Nachttrein (Arriva)                           | Maastricht – Eindhoven Centraal – 's-Hertogenbosch – Utrecht Centraal – Amsterdam Centraal – Schiphol Airport | Rijdt alleen in de nacht van vrijdag op zaterdag. |
| Nachttrein 32740 | Nachttrein (Arriva)                           | Zwolle – Lelystad Centrum – Almere Centrum – Amsterdam Centraal – Schiphol Airport | Rijdt alleen in de nachten van vrijdag op zaterdag en zaterdag op zondag. |
| Nachttrein 32780 | Nachttrein (Arriva)                           | Groningen – Assen – Zwolle – Lelystad Centrum – Almere Centrum – Amsterdam Centraal – Schiphol Airport | Rijdt alleen in de nacht van vrijdag op zaterdag. |

### Seizoenstreinen
Naast de dagelijkse internationale treinen zijn er ook seizoenstreinen die in de winter naar de Alpen rijden voor wintersporters. Voorbeelden zijn de Alpenexpress en de Krokusexpress. Deze treinen rijden in de winterperiode van Den Haag HS via Amsterdam naar verschillende bestemmingen in Duitsland, Oostenrijk, Zwitserland, Frankrijk en Italië. In de zomer rijdt Eurostar elke zaterdagochtend in juli en augustus van Amsterdam naar Marseille.

### Sporengebruik
Aan de perrons liggen respectievelijk sporen 1/2, 4/5, 7/8, 10/11, 13/14 en 15.
De toegang aan beide zijden van het station is via 6 sporen (2 per richting). Aan de westzijde zijn er drie richtingen die hun eigen sporen hebben:
- Haarlem
- Zaandam
- Schiphol

Alle richtingen komen langs het kruisstation Sloterdijk, waarbij de Schiphollijn de andere spoorlijnen bovenlangs kruist. Door diverse ongelijkvloerse kruisingen verderop kunnen de Schipholtreinen kruisingsvrij van elk perronspoor gebruikmaken.
Aan de oostzijde zijn er geen ongelijkvloerse kruisingen en zijn de richtingen:
- Amsterdam Amstel (2 sporen)
- Weesp (2 sporen)
- Opstelterrein Watergraafsmeer (2 sporen)

Vroeger werd het Centraal Station vooral gebruikt als een dubbel kopstation, waarbij bijna alle treinen keerden en er weinig doorgaande treinen waren. Om de capaciteit te vergroten en overstappen te vermijden zijn diverse treindiensten doorgaande diensten geworden. Alle doorgaande perronsporen worden functioneel in twee delen gebruikt. Hierdoor kunnen twee treinen tegelijkertijd van hetzelfde perronspoor gebruikmaken. Elk deel van het spoor is bereikbaar met behulp van wissels vanuit doorgaande sporen die niet aan een perron liggen. Alleen de heel lange treinen hebben een volledig perronspoor nodig.

### Lokaal en regionaal vervoer
Hieronder een overzicht van metro-, tram- en buslijnen die Amsterdam Centraal aandoen. Alle buslijnen staan aan de noordzijde van het station.

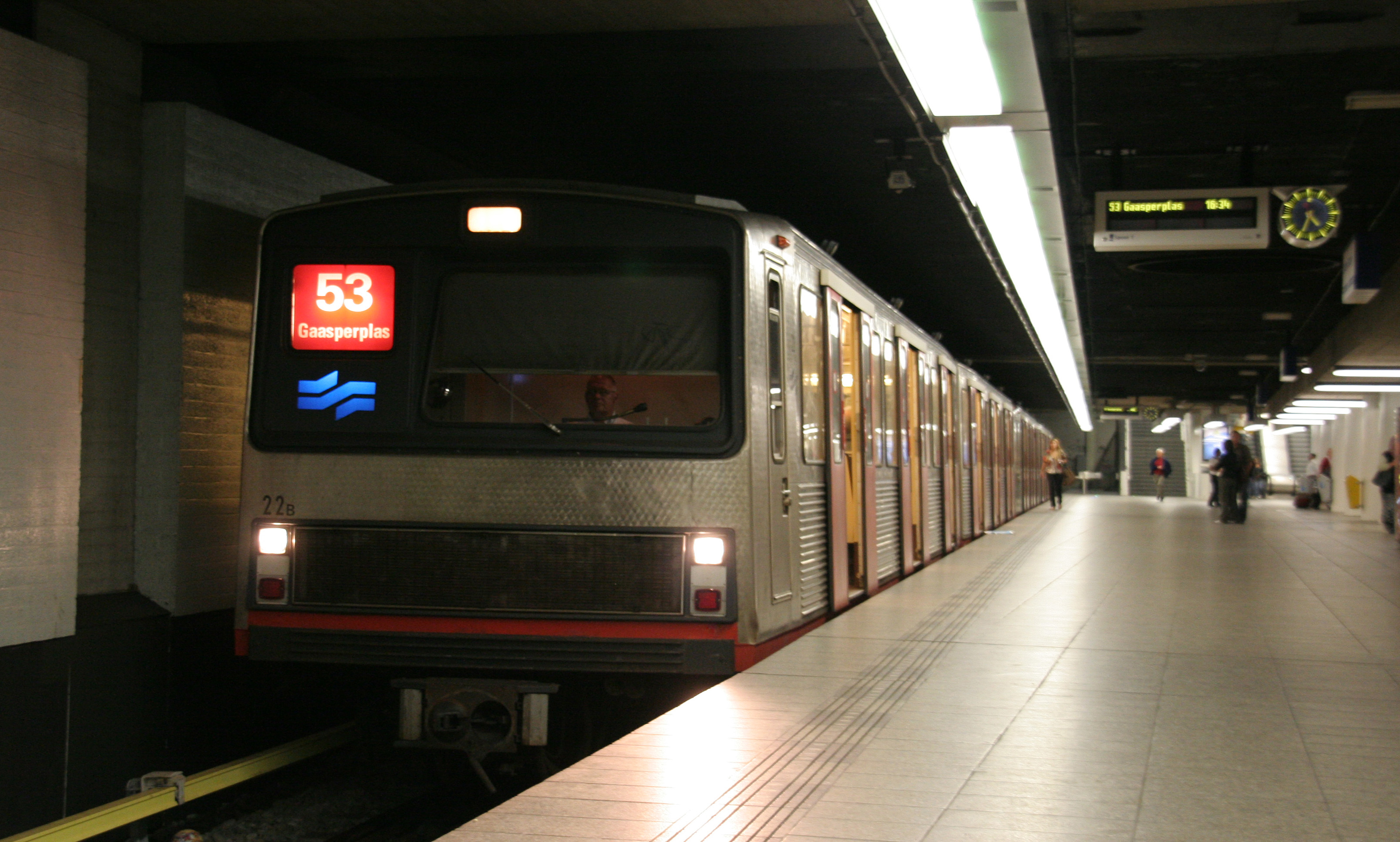
Metrostation van de Oostlijn van de Amsterdamse metro.

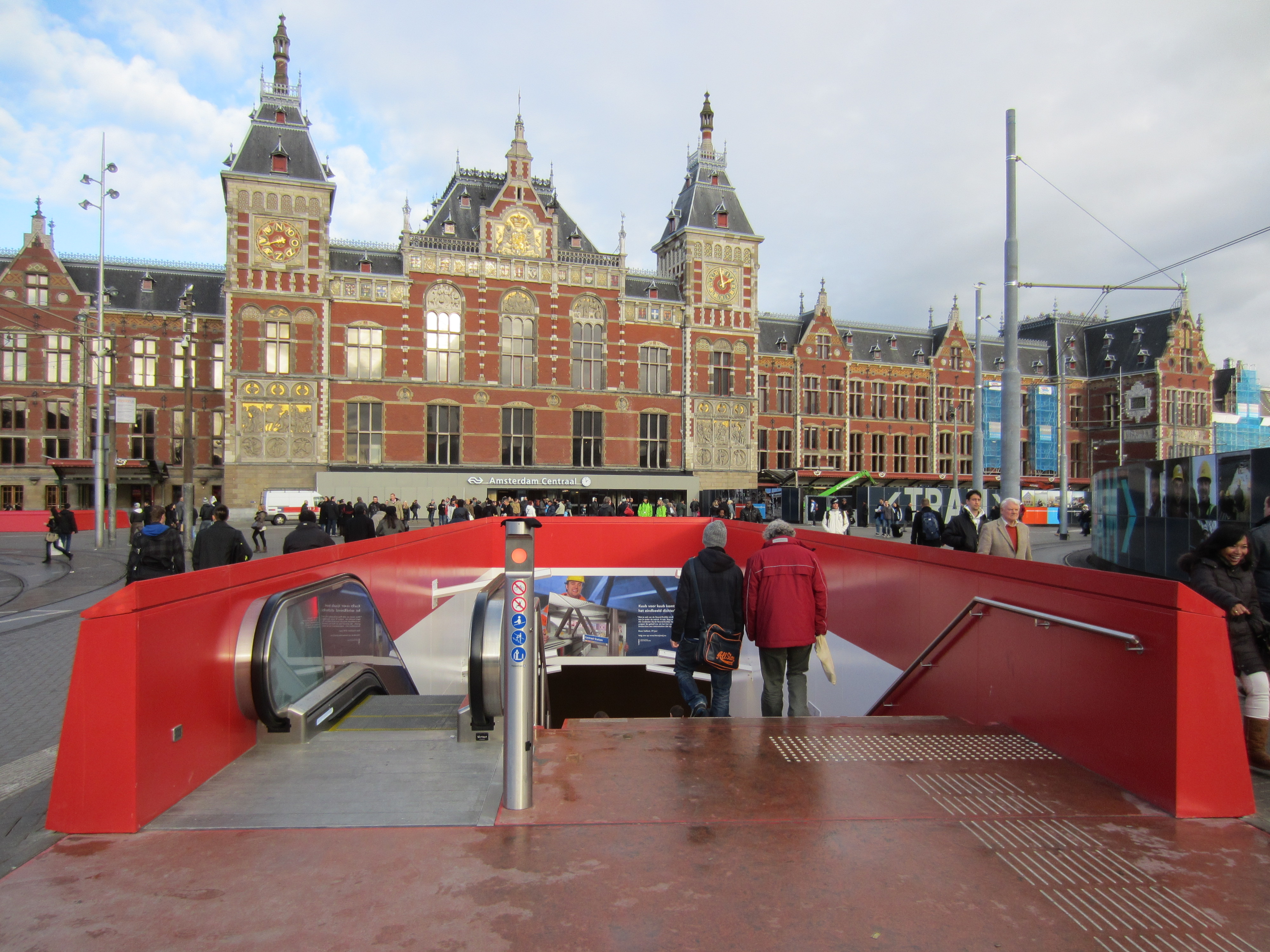
Stationsplein met een van de in november 2011 geopende entrees van het metrostation.

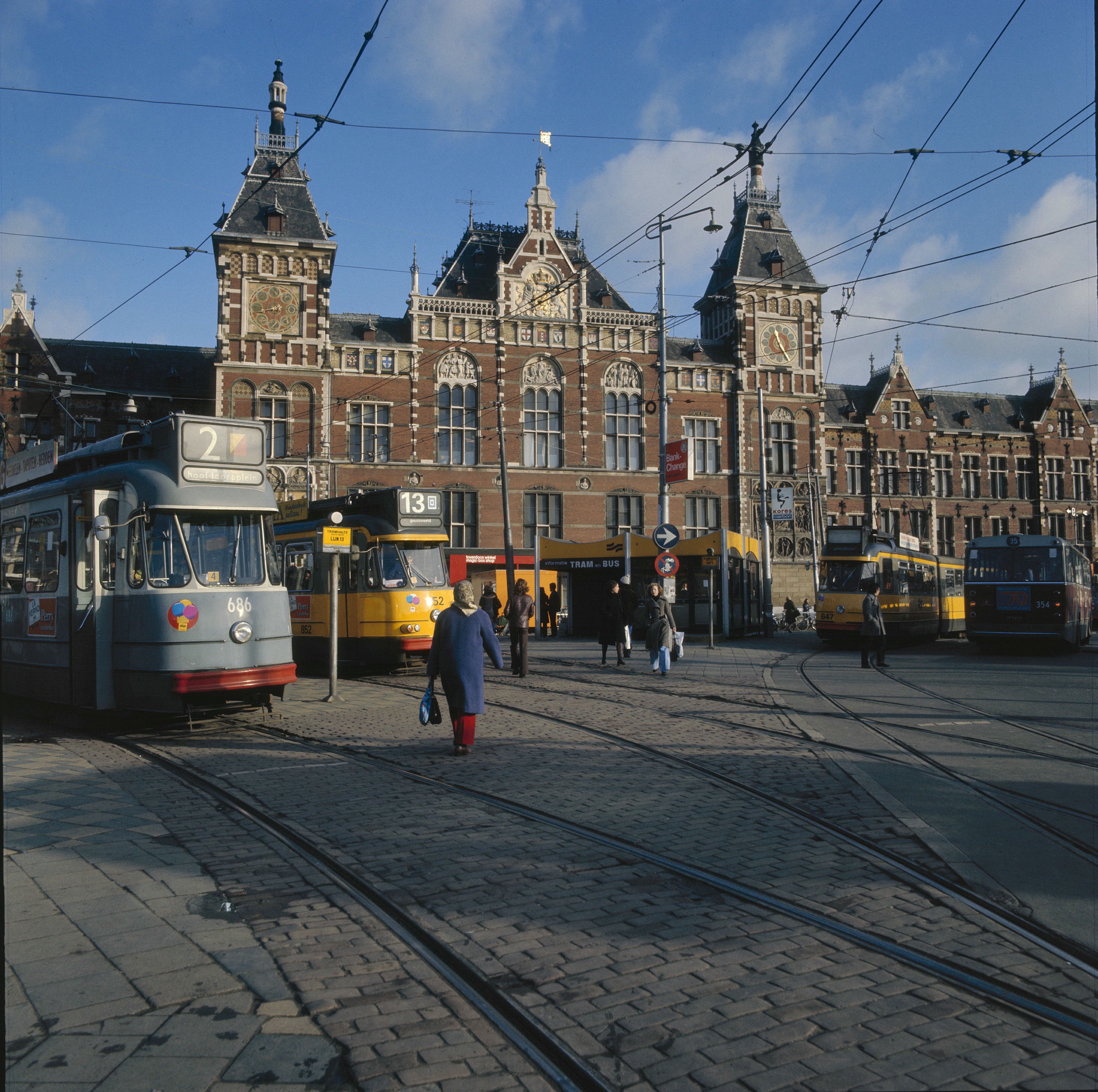
Overzicht van het Stationsplein met trams; 1975.

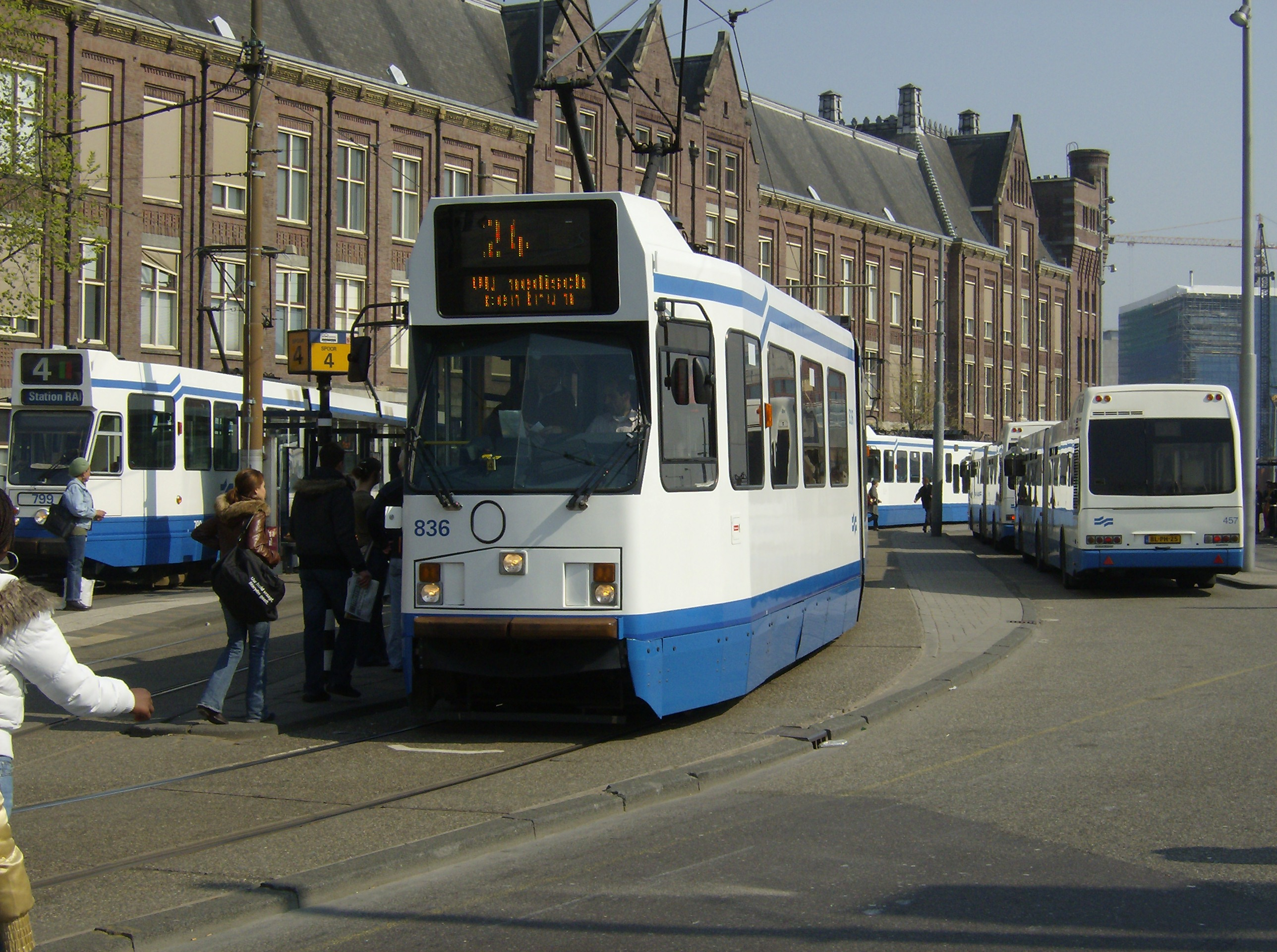
De tramhaltes aan de oostzijde van het station en de haltes van de GVB-bussen.

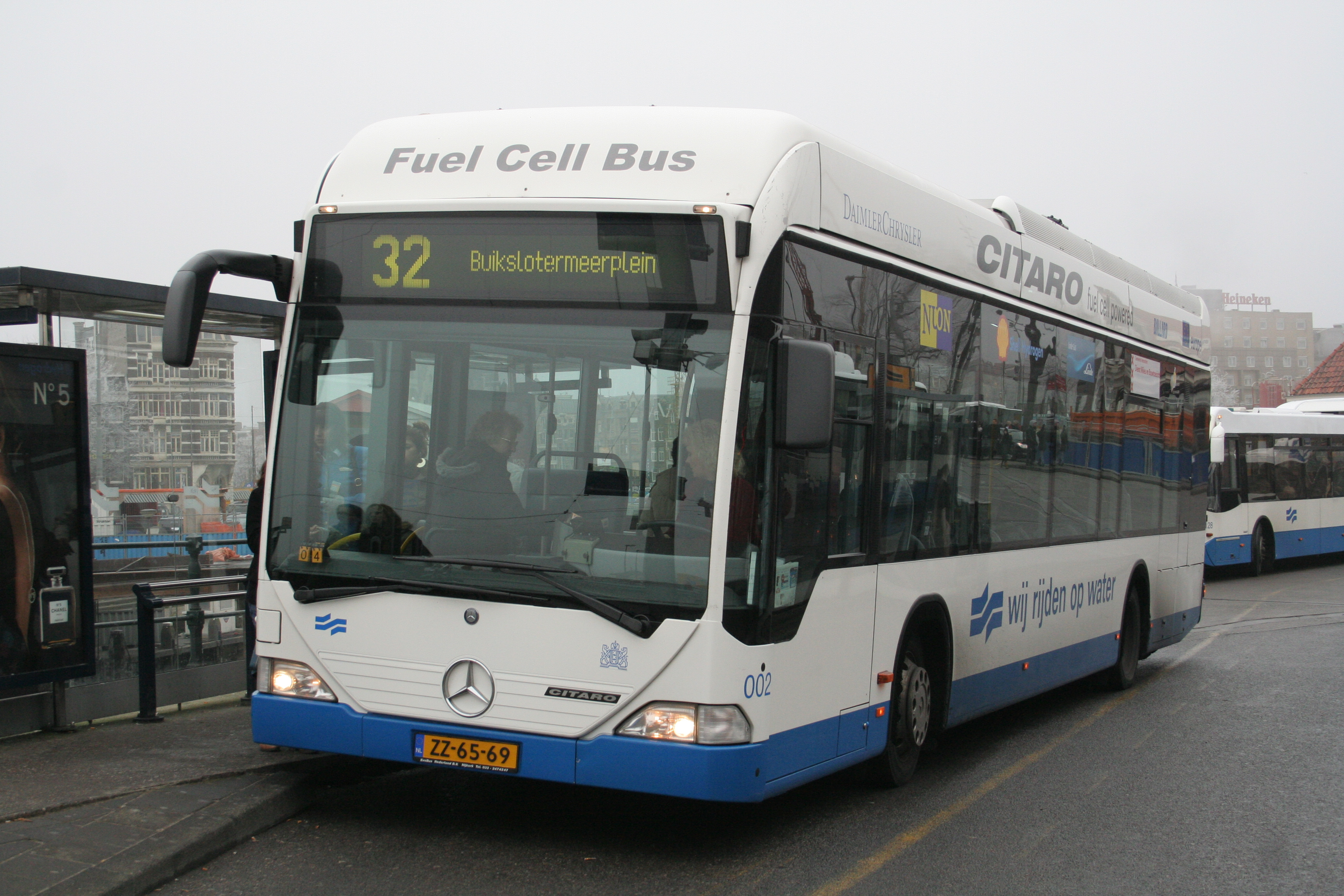
Een bus aan de oostelijke standplaats in 2007.

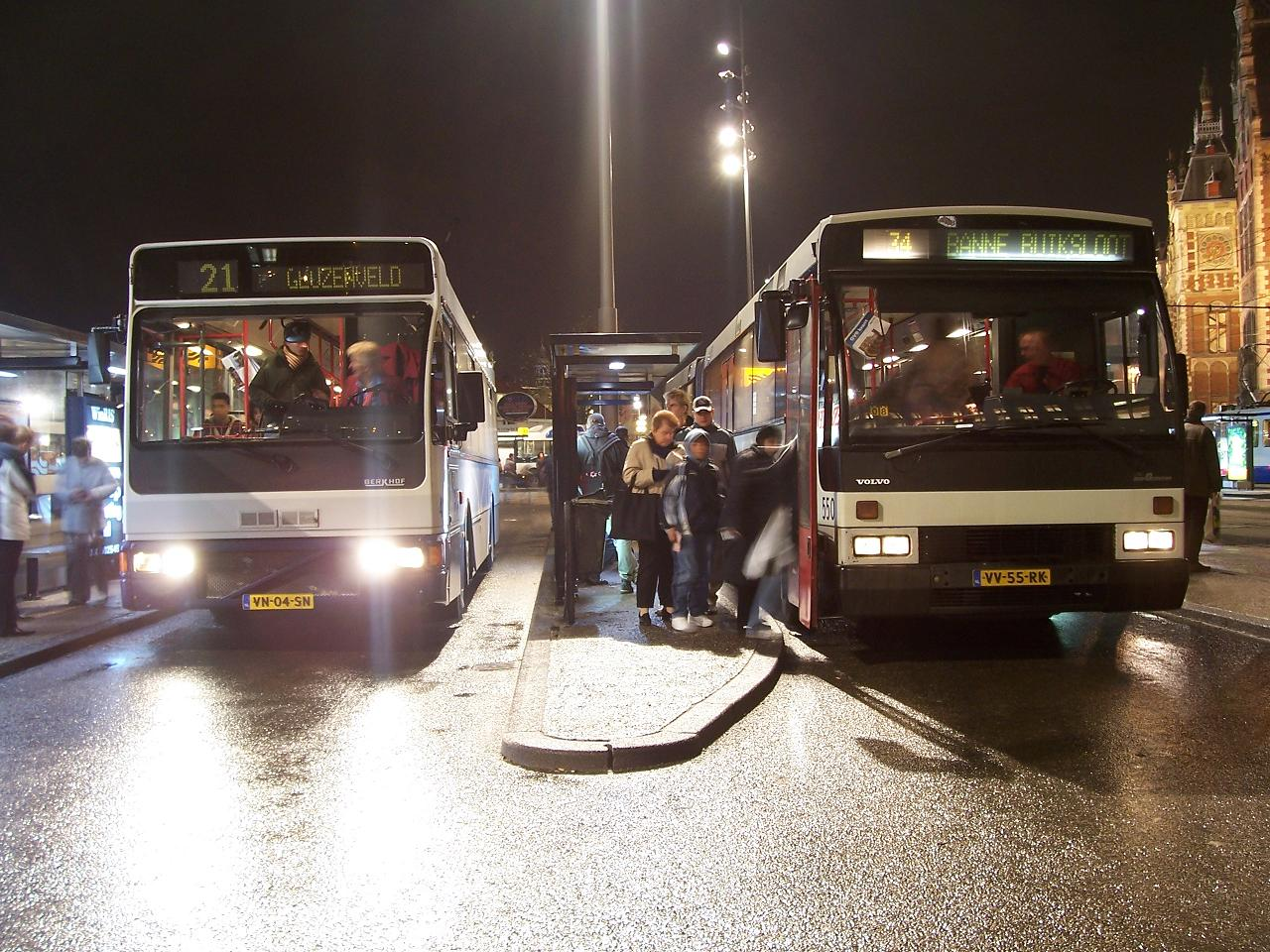
Bussen aan de oostelijke standplaats in 2005.

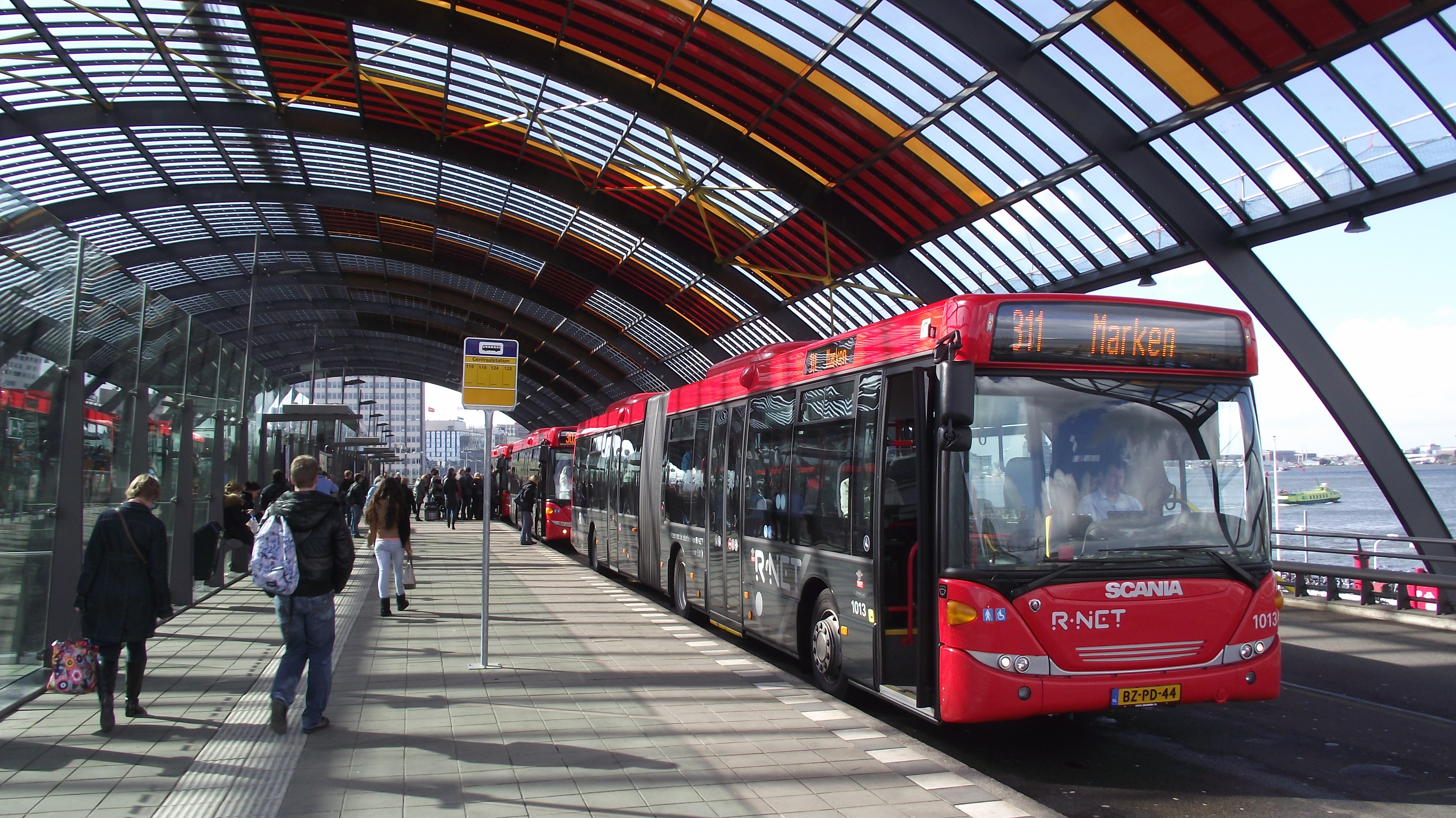
Bus 311 naar Marken op het busplatform van Amsterdam Centraal; 26 april 2012.

| Platform                                             | Lijn                              | Route                                                                                        | Opmerkingen                                              |
| Metro – GVB (concessie Amsterdam)                    | Metro – GVB (concessie Amsterdam) | Metro – GVB (concessie Amsterdam)                                                            | Metro – GVB (concessie Amsterdam)                        |
| ---------------------------------------------------- | --------------------------------- | -------------------------------------------------------------------------------------------- | -------------------------------------------------------- |
|                                                      |                                   | Centraal Station – Amstelstation – Station Amsterdam Zuid – Isolatorweg                      |                                                          |
|                                                      |                                   | Noord – Centraal Station – Rokin – De Pijp – Station RAI – Station Amsterdam Zuid            |                                                          |
|                                                      |                                   | Centraal Station – Amstelstation – Station Diemen Zuid – Gaasperplas                         |                                                          |
|                                                      |                                   | Centraal Station – Amstelstation – Station Duivendrecht – Bijlmer ArenA – Holendrecht – Gein |                                                          |
| Tram – GVB (concessie Amsterdam)                     |                                   |                                                                                              |                                                          |
| B                                                    | 2                                 | Centraal Station – Leidseplein – Hoofddorpplein – Nieuw Sloten                               |                                                          |
| A                                                    | 4                                 | Centraal Station – Frederiksplein – Station RAI                                              |                                                          |
| B                                                    | 12                                | Centraal Station – Leidseplein – Museumplein – De Pijp – Amstelstation                       |                                                          |
| B                                                    | 13                                | Centraal Station – Rozengracht – Mercatorplein – Slotermeer – Geuzenveld                     |                                                          |
| A                                                    | 14                                | Centraal Station – Rembrandtplein – Artis – Indische Buurt                                   |                                                          |
| B                                                    | 17                                | Centraal Station – Rozengracht – Kinkerstraat – Osdorp Dijkgraafplein                        |                                                          |
| C1                                                   | 26                                | Centraal Station – Rietlandpark – Piet Heintunnel – IJburg                                   |                                                          |
| Bus – GVB (concessie Amsterdam)                      |                                   |                                                                                              |                                                          |
| G-K                                                  | 18                                | Centraal Station – Slotervaart                                                               |                                                          |
| G-K                                                  | 21                                | Centraal Station – Geuzenveld                                                                |                                                          |
| G-C & G-J                                            | 22                                | Station Sloterdijk – Centraal Station – Muiderpoortstation                                   |                                                          |
| G-C                                                  | 43                                | Centraal Station – Borneo-eiland                                                             |                                                          |
| G-J                                                  | 48                                | Centraal Station – Houthavens                                                                |                                                          |
| G-K                                                  | N81                               | Centraal Station – Station Sloterdijk                                                        | nachtbus                                                 |
| G-D                                                  | N82                               | Centraal Station – Geuzenveld                                                                | nachtbus                                                 |
| G-D                                                  | N83                               | Centraal Station – Osdorp De Aker                                                            | nachtbus                                                 |
| G-K                                                  | N84                               | Centraal Station – Amstelveen                                                                | nachtbus                                                 |
| G-B                                                  | N85                               | Centraal Station – Amstelstation – Bijlmer ArenA – Gaasperdam                                | nachtbus                                                 |
| G-B                                                  | N86                               | Centraal Station (→ Leidseplein) – Wibautstraat – Bijlmer ArenA                              | nachtbus                                                 |
| G-B                                                  | N87                               | Centraal Station – Diemen – Gaasperplas – Bijlmer ArenA                                      | nachtbus                                                 |
| G-K                                                  | N88                               | Centraal Station – Amsterdam Zuid – Nieuw Sloten                                             | nachtbus                                                 |
| G-C                                                  | N89                               | Centraal Station – Indische Buurt – IJburg                                                   | nachtbus                                                 |
| G-C                                                  | N91                               | Centraal Station – Nieuwendam                                                                | nachtbus                                                 |
| G-C                                                  | N93                               | Centraal Station – Molenwijk                                                                 | nachtbus                                                 |
| Bus – Connexxion (concessie Amstelland-Meerlanden)   |                                   |                                                                                              |                                                          |
| G-J                                                  | N47                               | Amsterdam Centraal – Leidseplein – Zuid – Amstelveen Busstation – Uithoorn Busstation        | R-net nachtbus                                           |
| G-J                                                  | N57                               | Amsterdam Centraal – Leidseplein – Zuid – Amstelveen Busstation – Aalsmeer Busstation        | R-net nachtbus                                           |
| G-J                                                  | N97                               | Amsterdam Centraal – Leidseplein – Zuid – Schiphol – Hoofddorp – Nieuw-Vennep                | R-net nachtbus                                           |
| Bus – EBS (concessie Zaanstreek-Waterland)           |                                   |                                                                                              |                                                          |
| G-M                                                  | 305                               | Amsterdam Centraal – Ilpendam – Purmerend – De Rijp                                          | R-net                                                    |
| G-A                                                  | 314                               | Amsterdam Centraal – Monnickendam – Edam – Station Hoorn                                     | R-net                                                    |
| G-A                                                  | 316                               | Amsterdam Centraal – Monnickendam – Volendam – Edam Busstation                               | R-net                                                    |
| G-L                                                  | 391                               | Amsterdam Centraal – Zaandam – Zaanse Schans                                                 | R-net                                                    |
| G-L                                                  | 800                               | Amsterdam Centraal → Zaanse Schans → Edam → Volendam → Amsterdam Centraal                    | Toeristenlijn in één richting, tegengesteld aan lijn 801 |
| G-M                                                  | 801                               | Amsterdam Centraal → Volendam → Edam → Zaanse Schans → Amsterdam Centraal                    | Toeristenlijn in één richting, tegengesteld aan lijn 800 |
| G-M                                                  | N06                               | Amsterdam Centraal – Ilpendam – Purmerend M.L. Kingweg                                       | nachtbus                                                 |
| G-M                                                  | N07                               | Amsterdam Centraal – Ilpendam – Purmerend Korenstraat                                        | nachtbus                                                 |
| G-A                                                  | N11                               | Amsterdam Centraal – Monnickendam – Marken                                                   | nachtbus                                                 |
| G-A                                                  | N14                               | Amsterdam Centraal – Monnickendam – Edam – Station Hoorn                                     | nachtbus                                                 |
| G-L                                                  | N19                               | Amsterdam Centraal – Landsmeer – Oostzaan – Station Zaandam                                  | nachtbus                                                 |
| G-L                                                  | N94                               | Amsterdam Centraal – Zaandam – Wormerveer – Station Krommenie-Assendelft                     | nachtbus                                                 |
| Bus – Keolis Nederland (concessie Busvervoer Almere) |                                   |                                                                                              |                                                          |
| G-L                                                  | N23                               | Amsterdam Centraal – Muiden – Station Almere Centrum                                         | nightGo nachtbus                                         |

## Ontwikkeling aantal reizigers
Het aantal door NS vervoerde reizigers (per gemiddelde werkdag) ontwikkelde zich sedert 2019 als volgt:
| Jaar | Aantal reizigers |
| ---- | ---------------- |
| 2019 | 213.035          |
| 2020 | 85.238           |
| 2021 | 86.202           |
| 2022 | 151.112          |
| 2023 | 178.501          |
| 2024 | 171.272          |

## Trivia
- In Shenyang, China, staat een kopie van het station. Het is onderdeel van het pretpark Holland Dorp.
- Het een-na-langste perron in Nederland bevindt zich in Amsterdam Centraal: 695 meter. Het langste perron bevindt zich in station Sittard en is 5 meter langer: 700 meter.[46]

## Fotogalerij

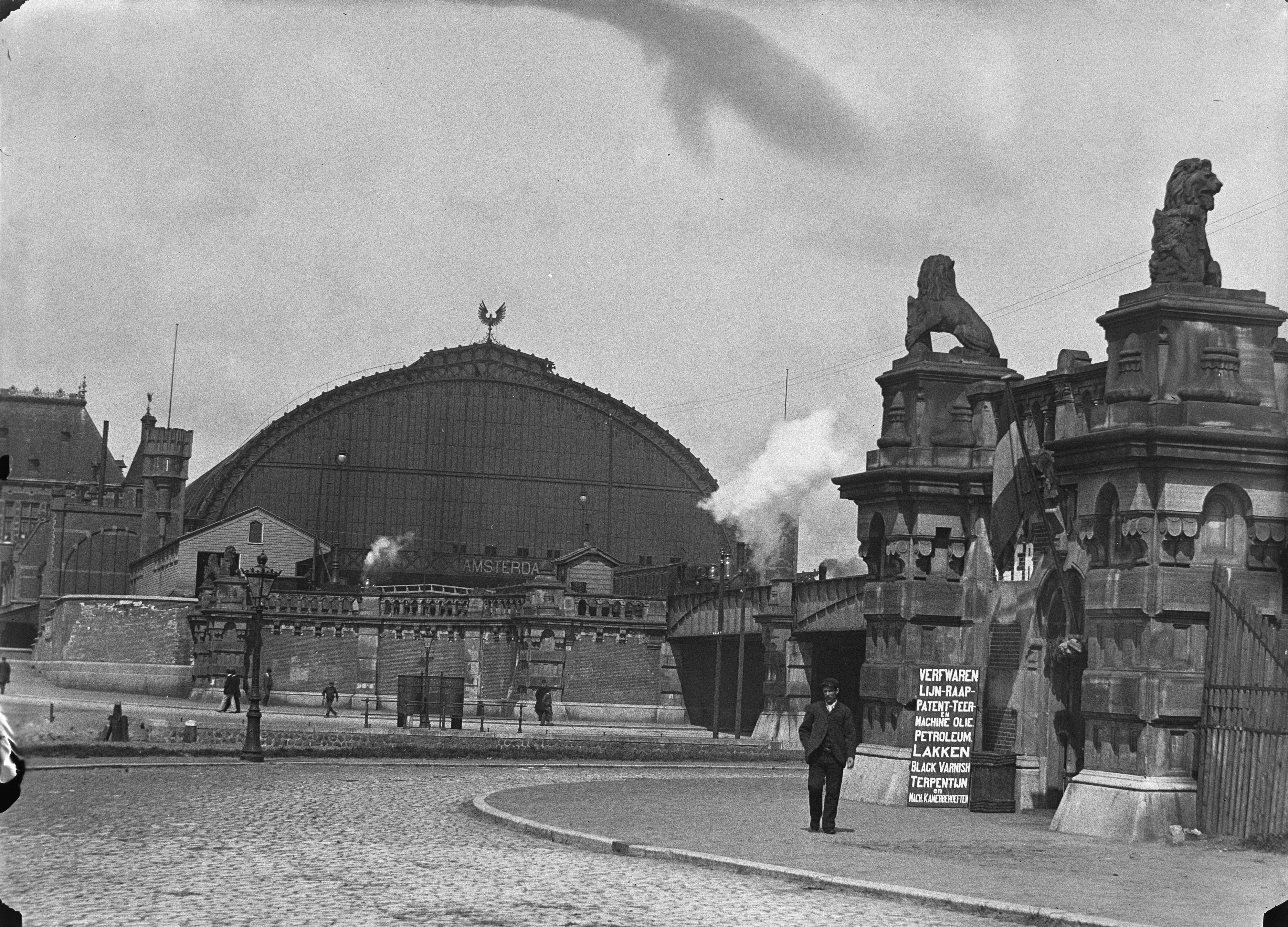
De Oostertoegang, 1894.
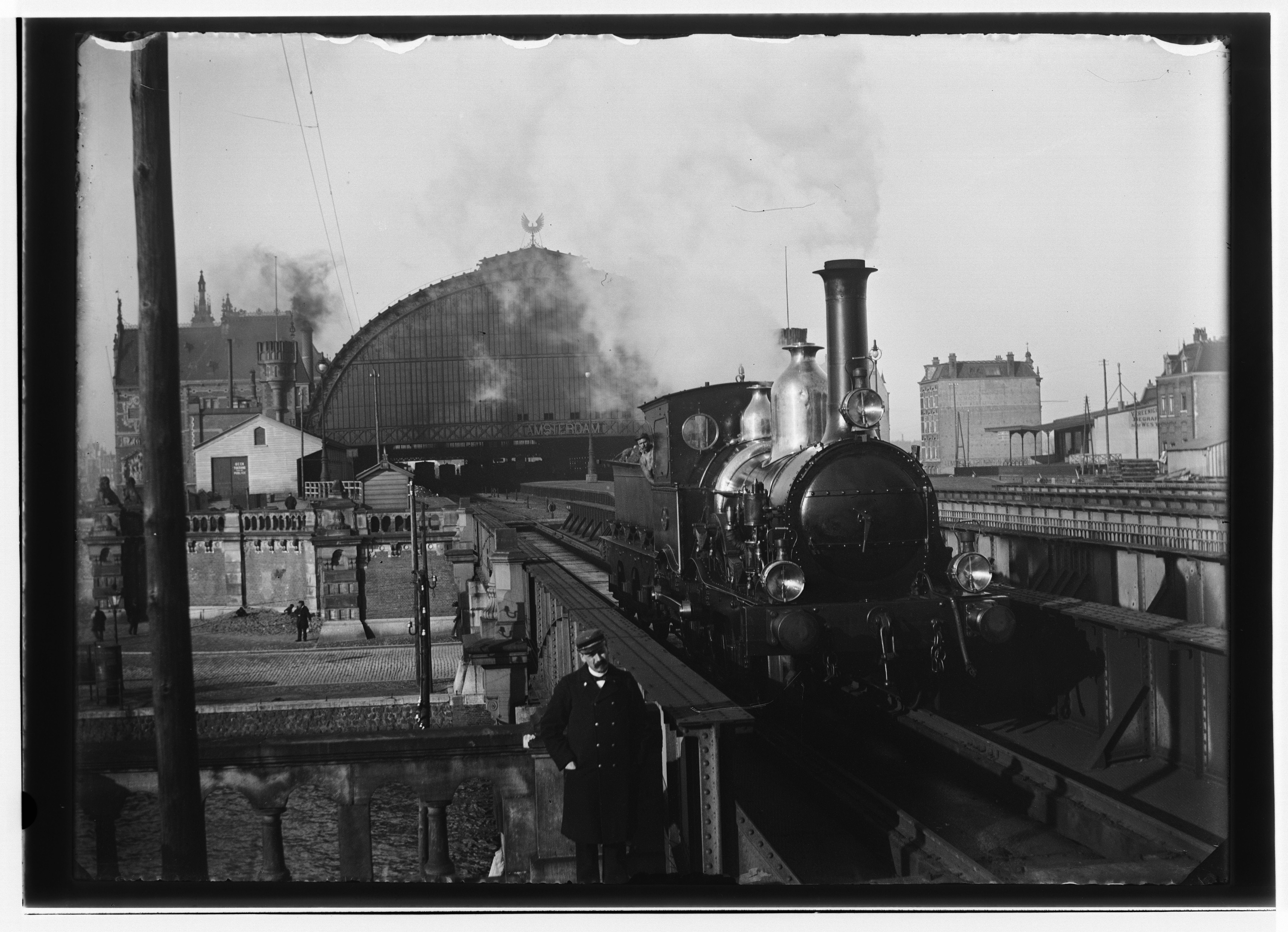
Spoorviaduct over Oostertoegang en Oostelijke Doorvaart; 1895.
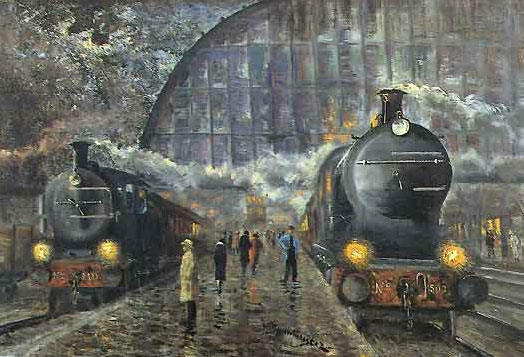
Staatsspoor-locomotieven op Amsterdam CS bij avond, geschilderd door Willem Laurens Bouwmeester
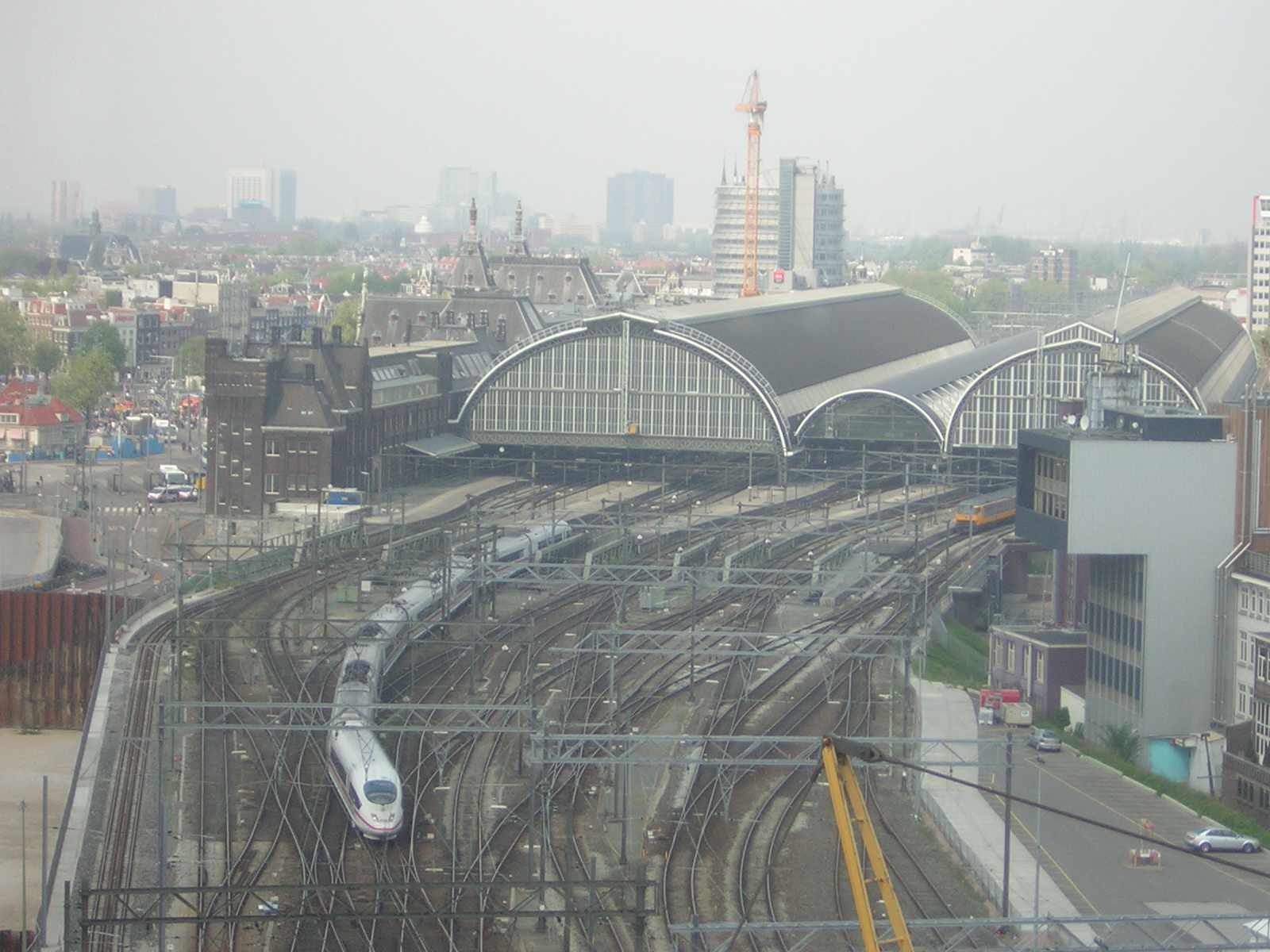
Oostzijde Centraal Station
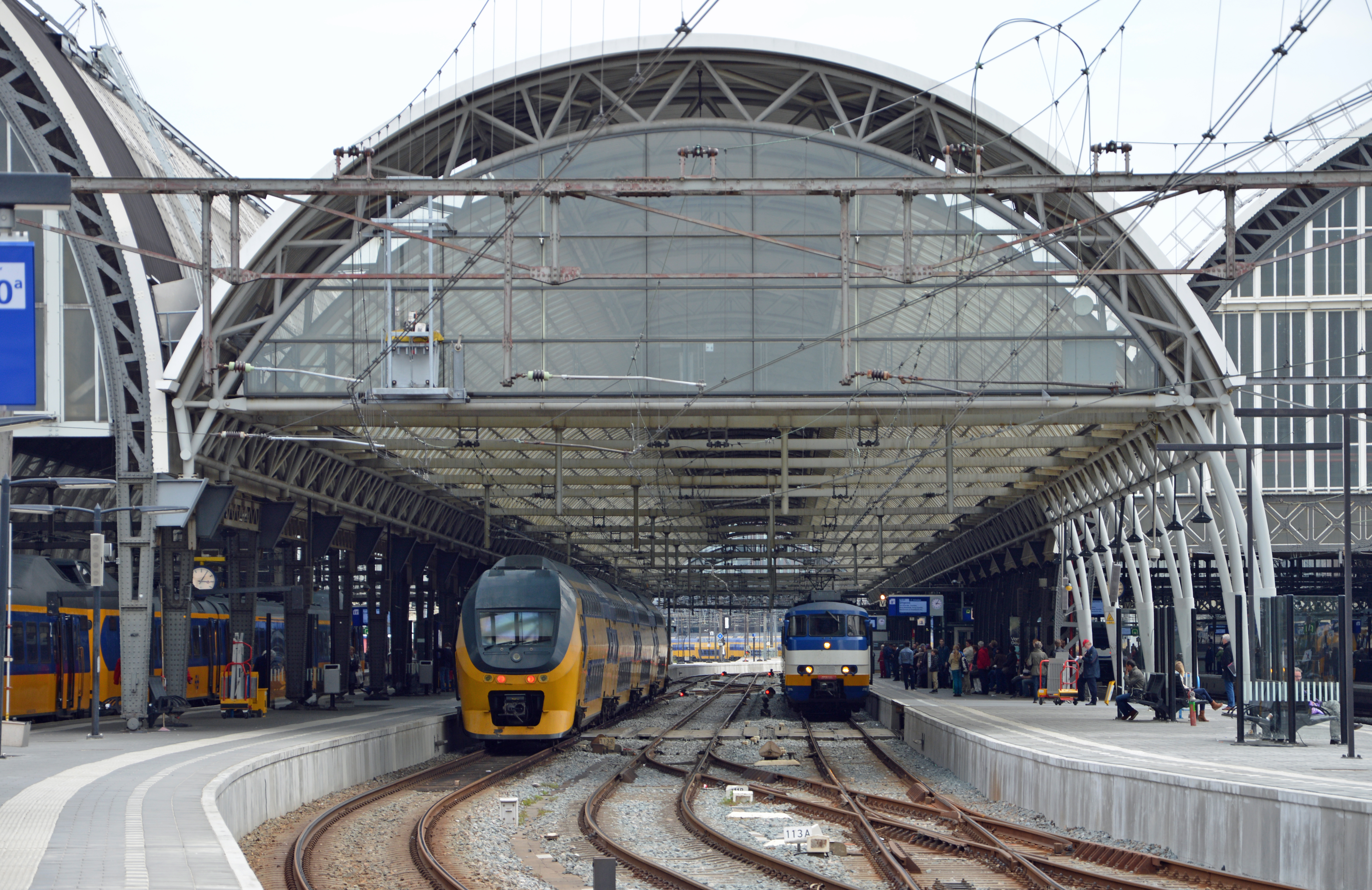
Doorkijk onder de middenkap.
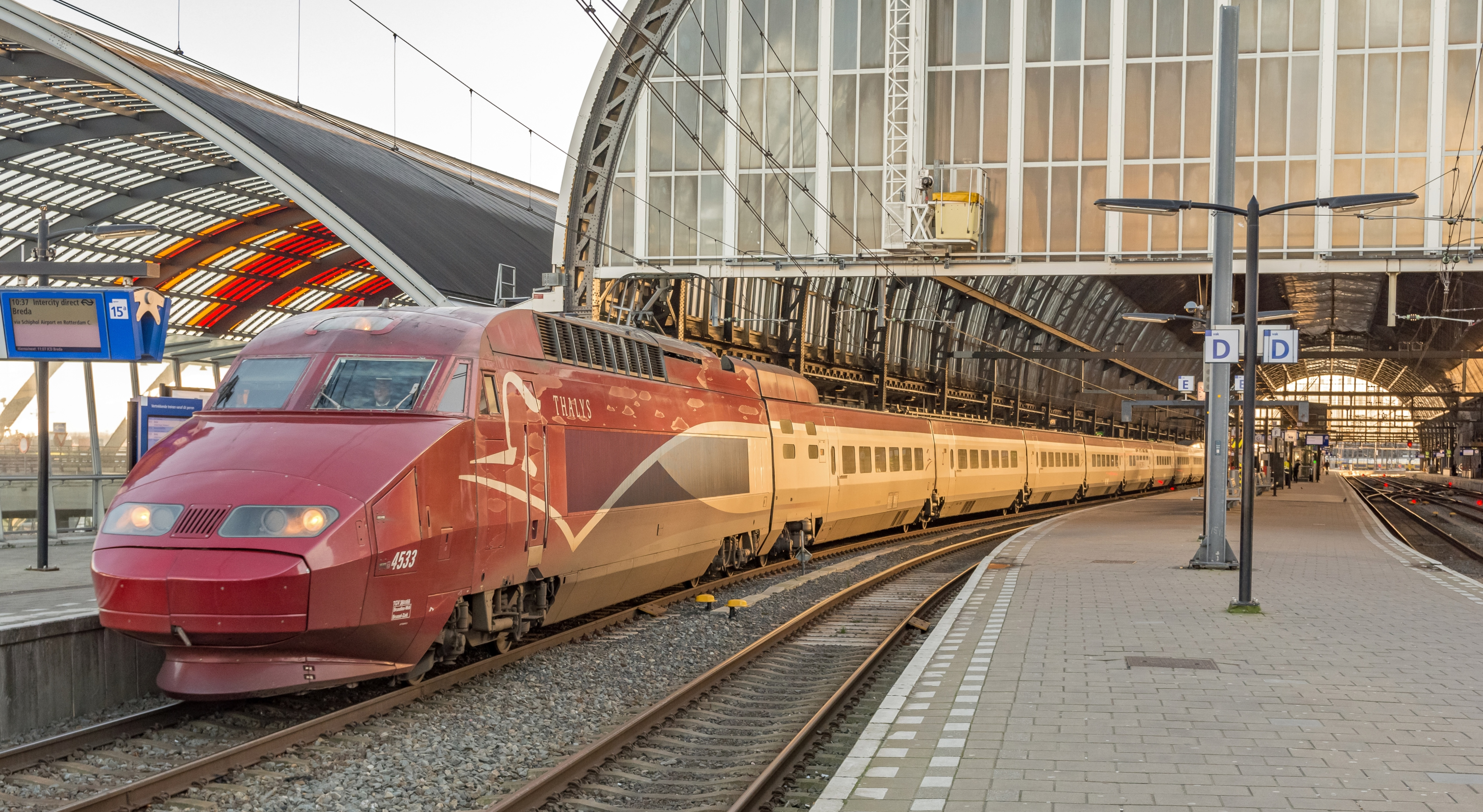
Thalys onder de noordelijke stationskap; 7 januari 2018.
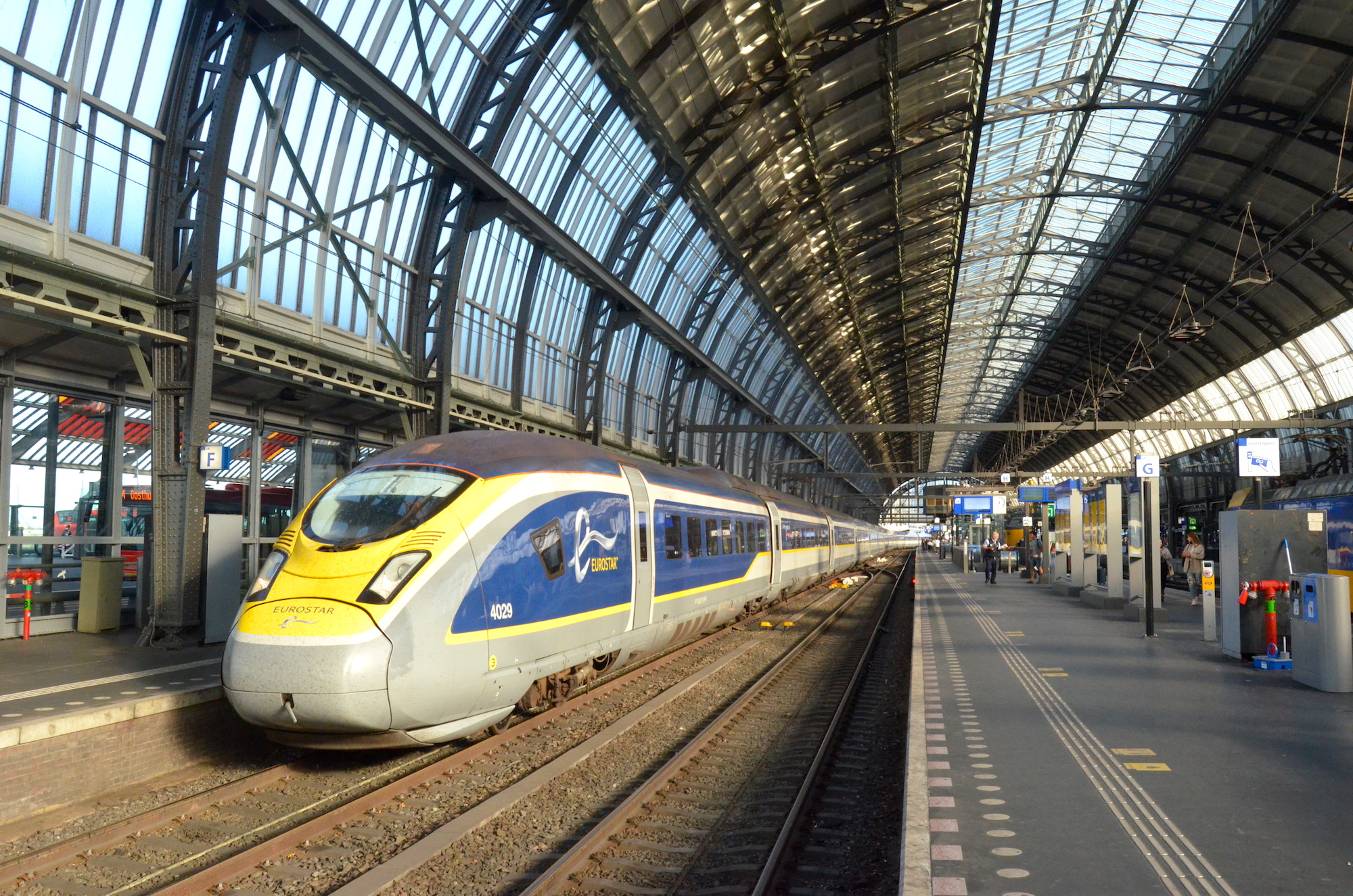
Eurostar onder de noordelijke stationskap; 22 september 2020.
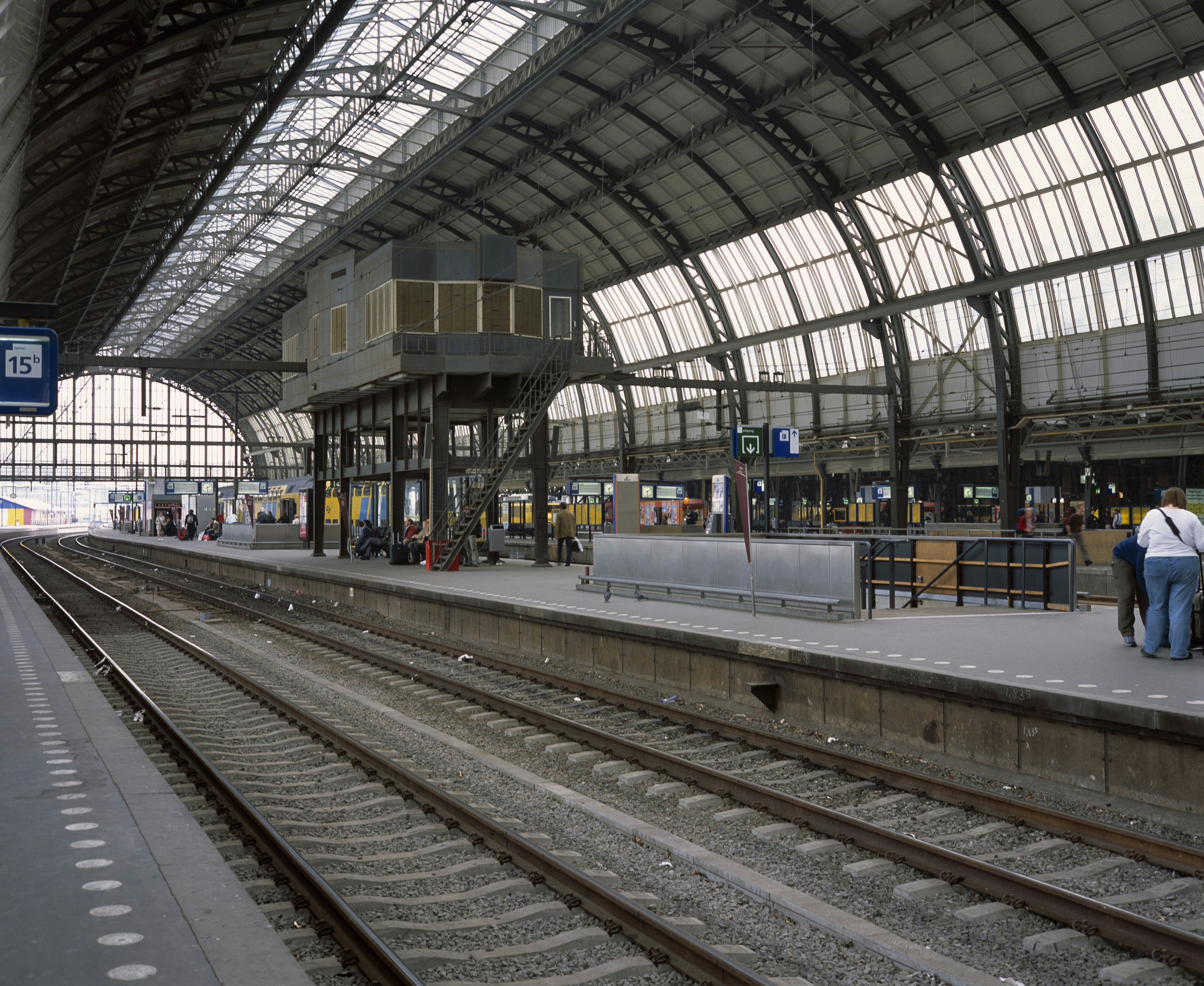
Onder de noordelijke stationskap in april 2004.
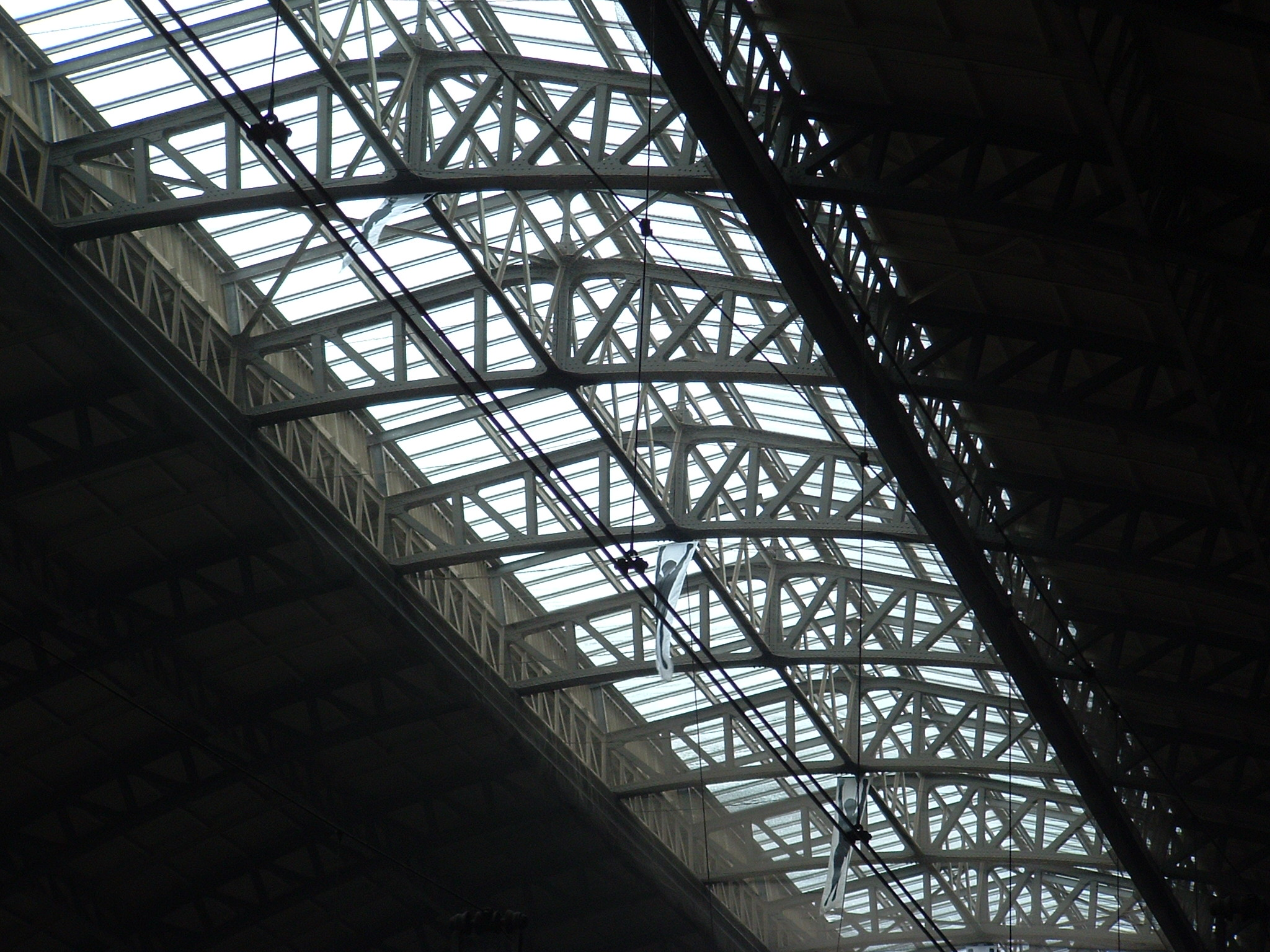
Detail van de zuidelijke overkapping.
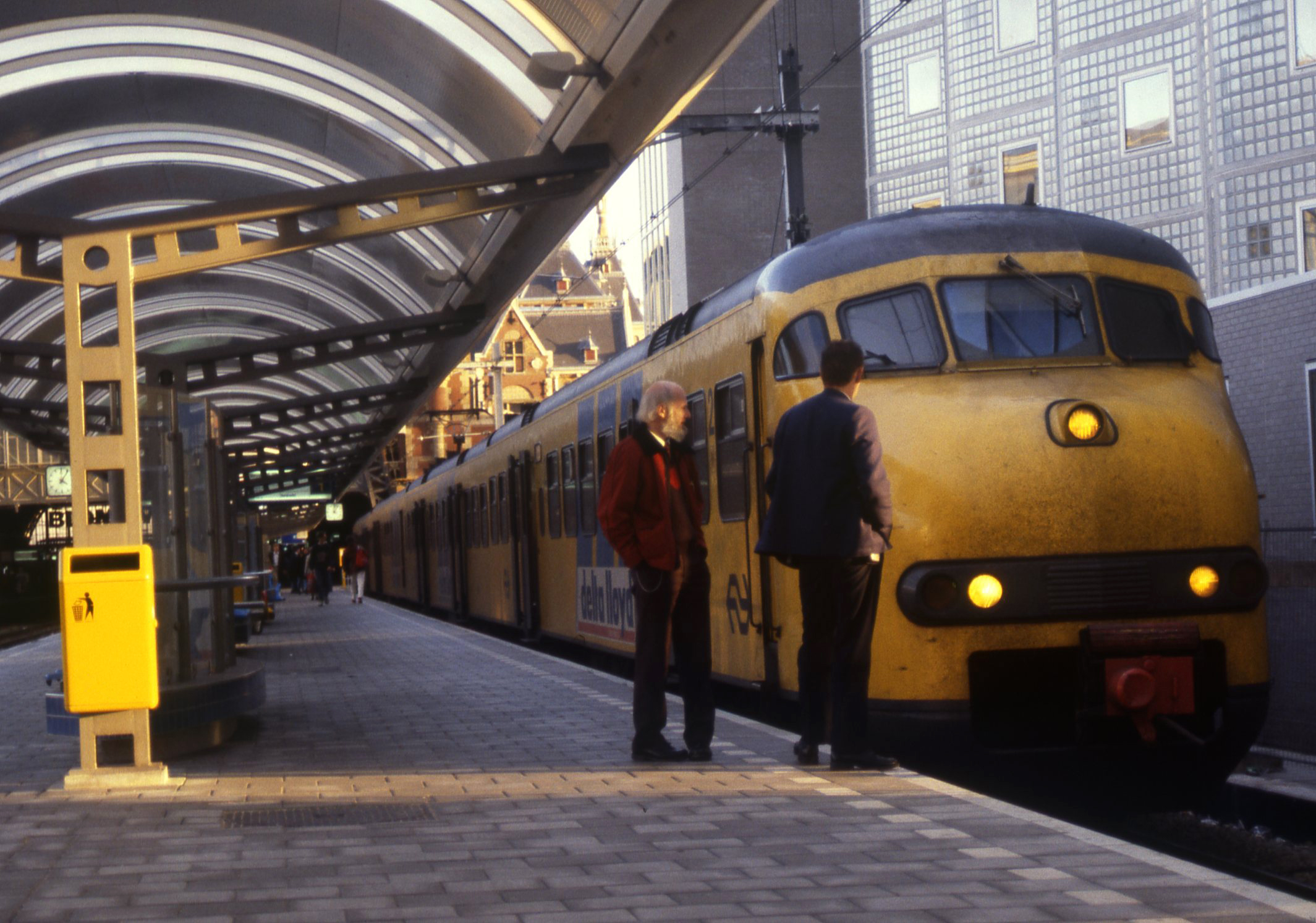
Spoor 1: het excentrisch gelegen goederenspoor dat in 1992 tot reizigersperron is omgebouwd met nieuwe overkapping.
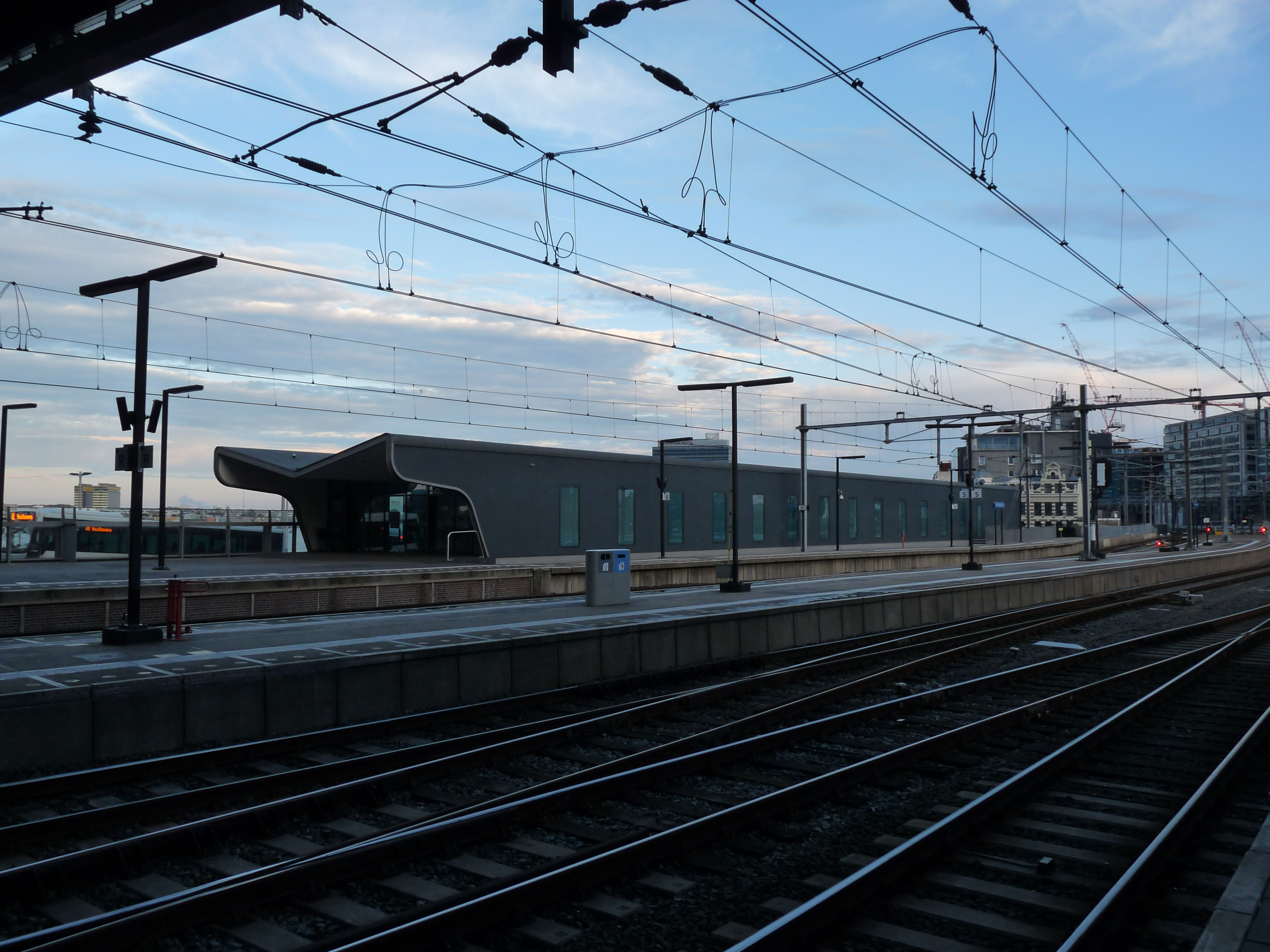
De Eurostarterminal
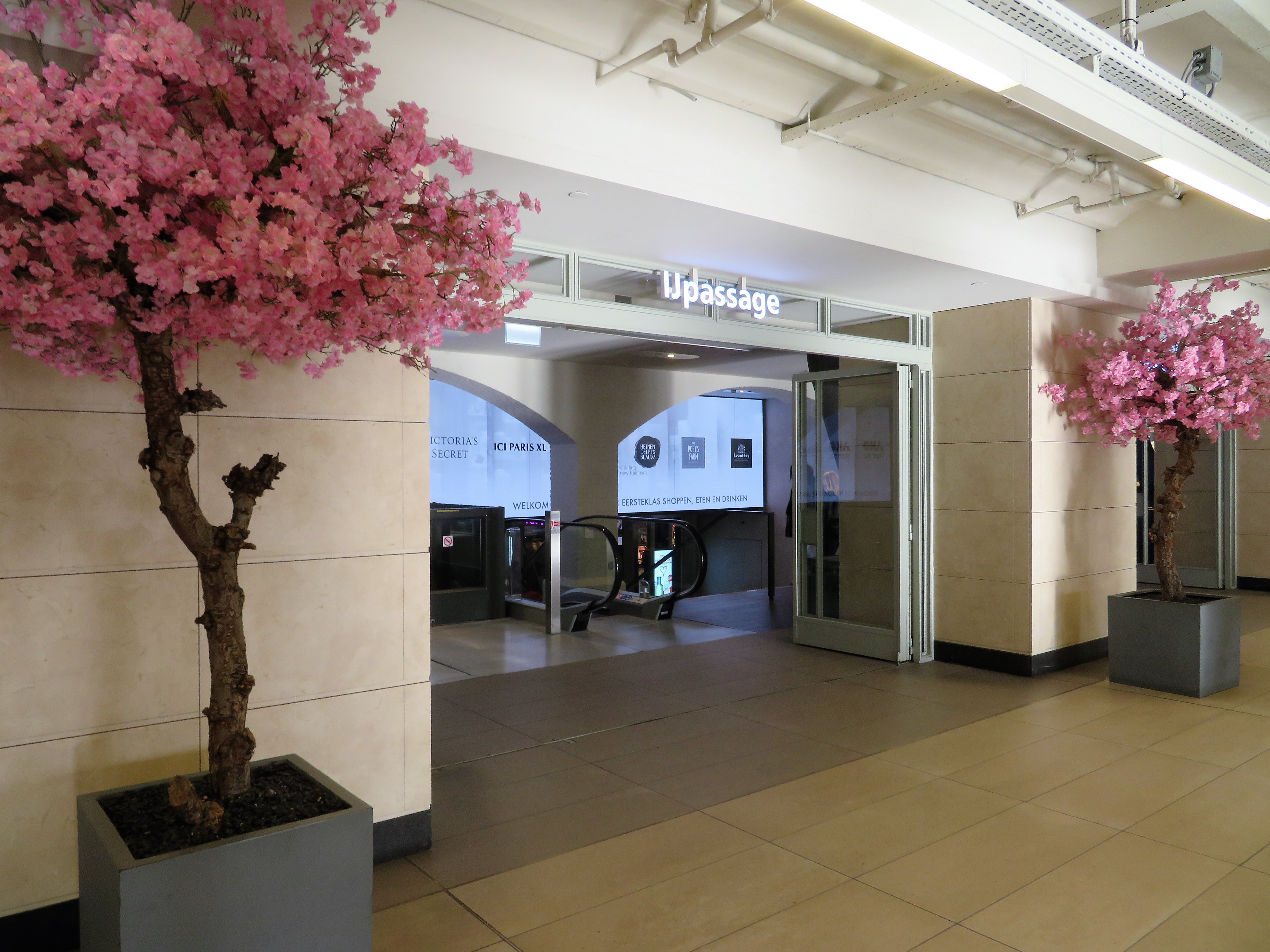
Toegang IJ-passage
Westzijde en middenstuk van voorgevel stationsgebouw (2023)
Westzijde van de voorgevel van het Centraal station in 2023
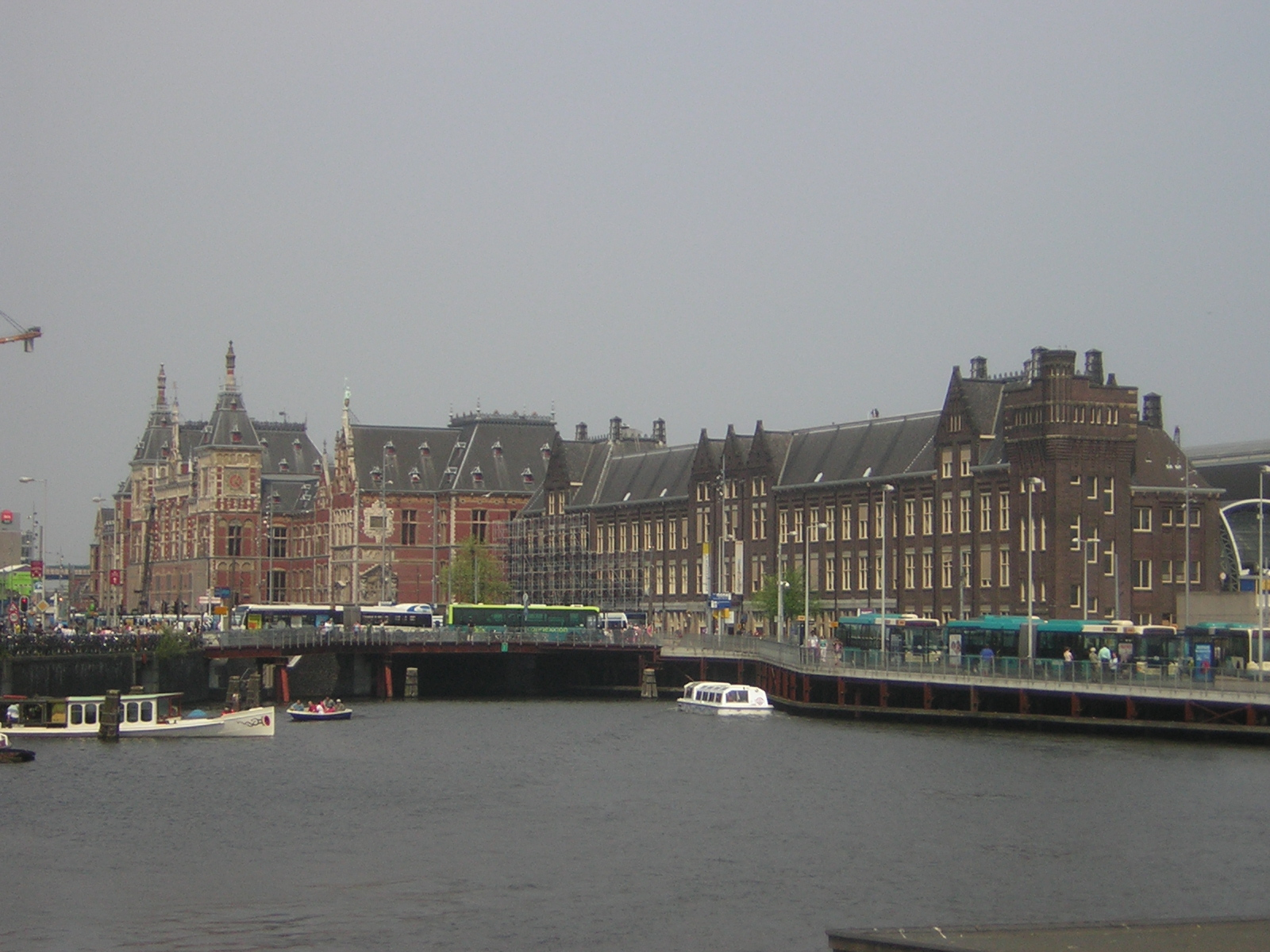
Het station vanuit het oosten. Rechts: 'De Oost', voormalig Pakketpostgebouw.
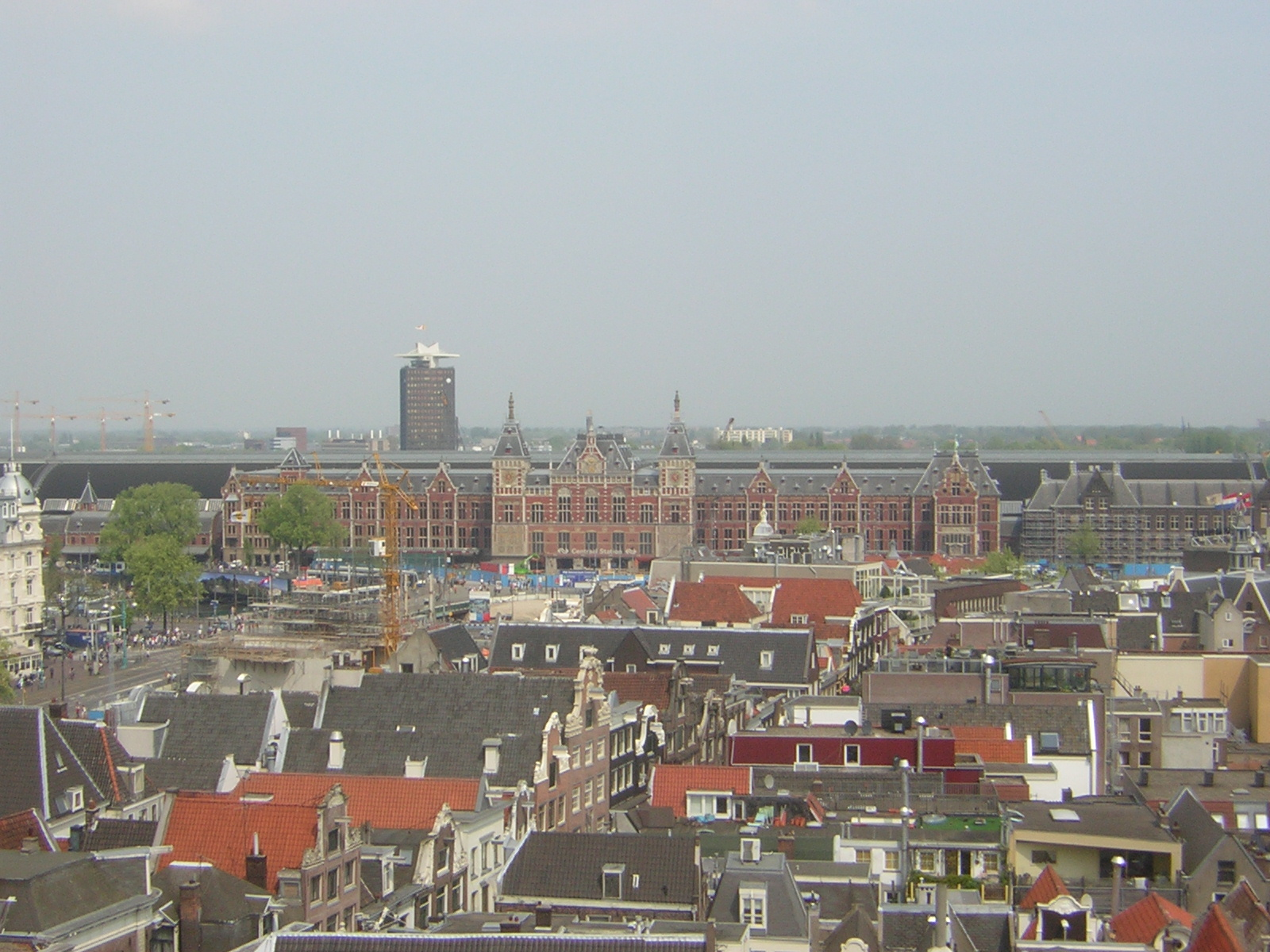
Het station gezien vanaf de Oudekerkstoren.
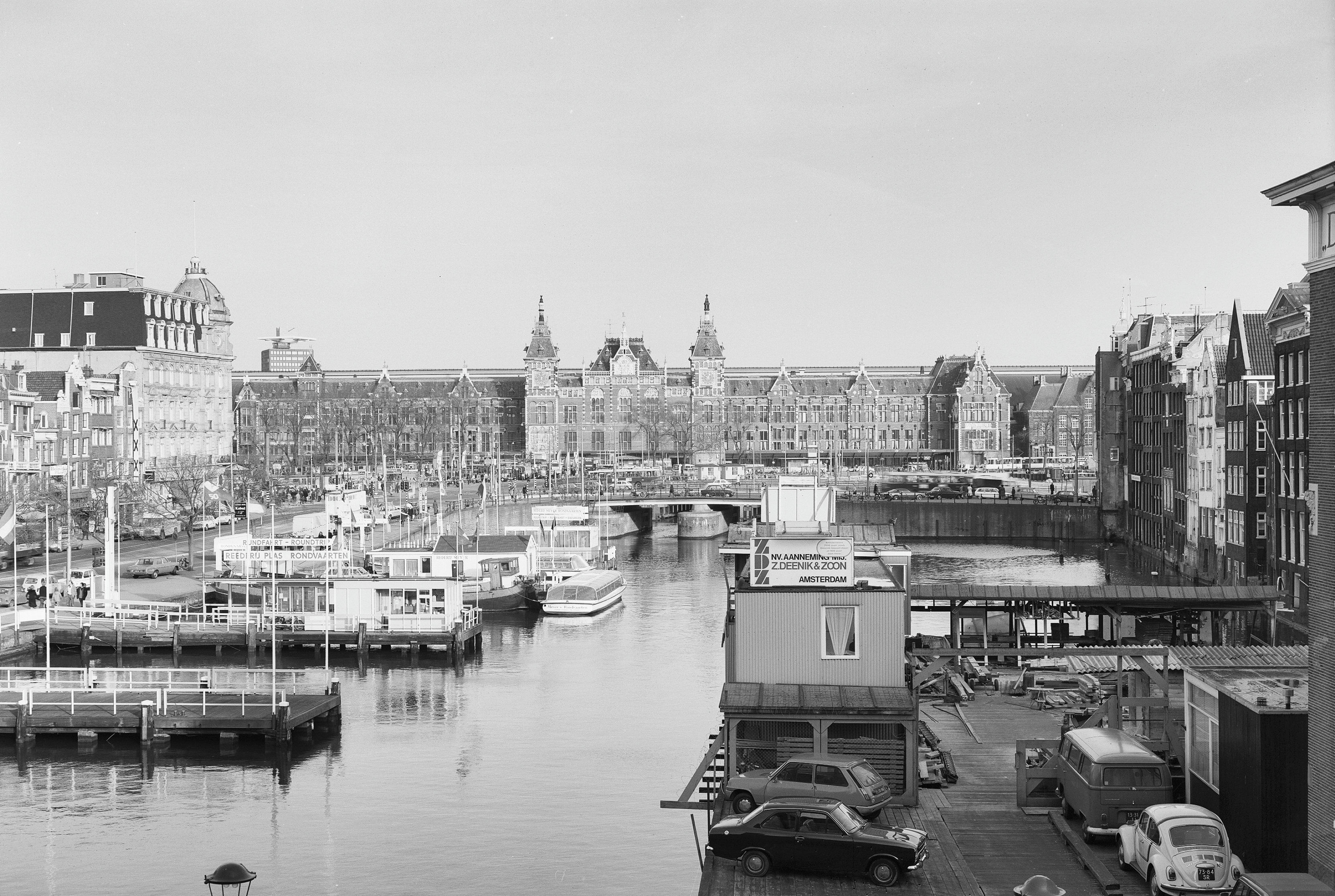
Het station gezien over het water van het Damrak.
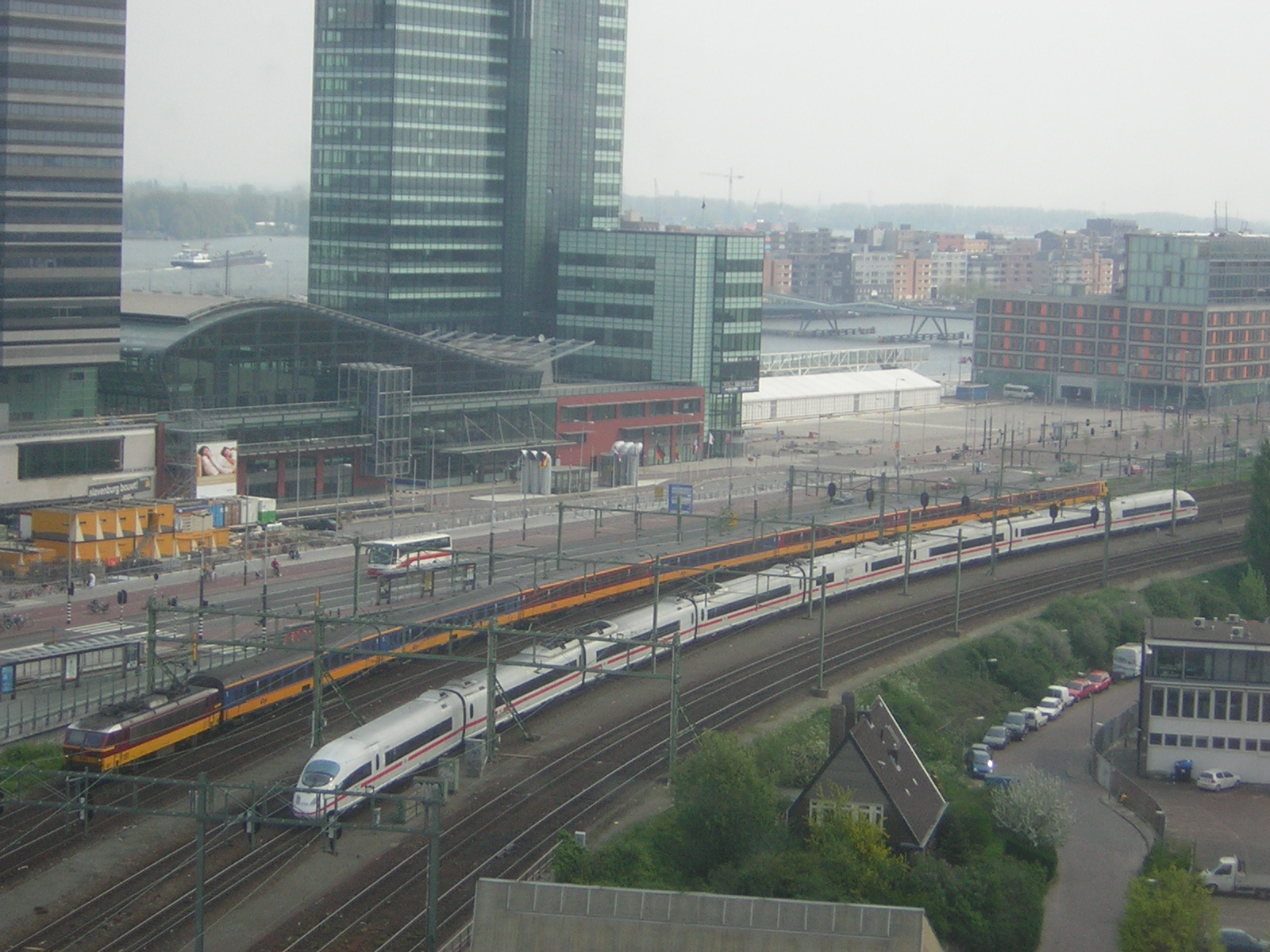
ICE en Beneluxtrein ten oosten van het Centraal Station.